# Phòng thủ Caro-Kann
Phòng thủ Caro–Kann là một khai cuộc được đặc trưng bởi các nước đi sau:
1.e4 c6
Phòng thủ Caro–Kann là một cách đáp trả phổ biến đối với nước tốt e4 của Trắng và khiến ván cờ nửa mở, giống như Phòng thủ Sicilian và Phòng thủ Pháp, mặc dù nó được cho là chắc chắn hơn và kém năng động hơn hai khai cuộc còn lại. Ý tưởng của khai cuộc này là dẫn đến thế tàn cuộc tốt cho Đen, bên mà có cấu trúc tốt đẹp hơn.
Không giống như Phòng thủ Pháp, Phòng thủ Caro–Kann không cản trở sự phát triển của quân tượng sáng màu của Đen. Bù lại, Đen phải mất một nhịp vì Đen phải chơi 1...c6 trước khi đẩy tốt lên c5, trong khi Đen đẩy tốt c7 lên c5 chỉ bằng một nước trong Phòng thủ Pháp. Trắng có thể chống lại Caro–Kann theo nhiều cách khác nhau, thường là giành lợi thế về không gian. Ngoài ra, Đen kém cơ động hơn và có thể bị chậm phát triển.

Vào thế kỷ 21, các đại kiện tướng Vladislav Artemiev và Alireza Firouzja sử dụng khai cuộc này một cách thường xuyên, trong khi Đinh Lập Nhân và Hikaru Nakamura chỉ thỉnh thoảng sử dụng nó.

## Lịch sử
|   | a | b | c | d | e | f | g | h |   |
| 8 | e8 black king · h8 black rook · a7 black pawn · b7 black pawn · f7 black pawn · g7 black pawn · h7 black pawn · b6 black queen · e6 black pawn · d5 black pawn · e5 white pawn · d4 white queen · f4 white pawn · a3 white pawn · b3 white pawn · g2 white pawn · h2 white pawn · a1 white rook · b1 white knight · c1 black rook · d1 white rook · g1 white king | e8 black king · h8 black rook · a7 black pawn · b7 black pawn · f7 black pawn · g7 black pawn · h7 black pawn · b6 black queen · e6 black pawn · d5 black pawn · e5 white pawn · d4 white queen · f4 white pawn · a3 white pawn · b3 white pawn · g2 white pawn · h2 white pawn · a1 white rook · b1 white knight · c1 black rook · d1 white rook · g1 white king | e8 black king · h8 black rook · a7 black pawn · b7 black pawn · f7 black pawn · g7 black pawn · h7 black pawn · b6 black queen · e6 black pawn · d5 black pawn · e5 white pawn · d4 white queen · f4 white pawn · a3 white pawn · b3 white pawn · g2 white pawn · h2 white pawn · a1 white rook · b1 white knight · c1 black rook · d1 white rook · g1 white king | e8 black king · h8 black rook · a7 black pawn · b7 black pawn · f7 black pawn · g7 black pawn · h7 black pawn · b6 black queen · e6 black pawn · d5 black pawn · e5 white pawn · d4 white queen · f4 white pawn · a3 white pawn · b3 white pawn · g2 white pawn · h2 white pawn · a1 white rook · b1 white knight · c1 black rook · d1 white rook · g1 white king | e8 black king · h8 black rook · a7 black pawn · b7 black pawn · f7 black pawn · g7 black pawn · h7 black pawn · b6 black queen · e6 black pawn · d5 black pawn · e5 white pawn · d4 white queen · f4 white pawn · a3 white pawn · b3 white pawn · g2 white pawn · h2 white pawn · a1 white rook · b1 white knight · c1 black rook · d1 white rook · g1 white king | e8 black king · h8 black rook · a7 black pawn · b7 black pawn · f7 black pawn · g7 black pawn · h7 black pawn · b6 black queen · e6 black pawn · d5 black pawn · e5 white pawn · d4 white queen · f4 white pawn · a3 white pawn · b3 white pawn · g2 white pawn · h2 white pawn · a1 white rook · b1 white knight · c1 black rook · d1 white rook · g1 white king | e8 black king · h8 black rook · a7 black pawn · b7 black pawn · f7 black pawn · g7 black pawn · h7 black pawn · b6 black queen · e6 black pawn · d5 black pawn · e5 white pawn · d4 white queen · f4 white pawn · a3 white pawn · b3 white pawn · g2 white pawn · h2 white pawn · a1 white rook · b1 white knight · c1 black rook · d1 white rook · g1 white king | e8 black king · h8 black rook · a7 black pawn · b7 black pawn · f7 black pawn · g7 black pawn · h7 black pawn · b6 black queen · e6 black pawn · d5 black pawn · e5 white pawn · d4 white queen · f4 white pawn · a3 white pawn · b3 white pawn · g2 white pawn · h2 white pawn · a1 white rook · b1 white knight · c1 black rook · d1 white rook · g1 white king | 8 |
| 7 | e8 black king · h8 black rook · a7 black pawn · b7 black pawn · f7 black pawn · g7 black pawn · h7 black pawn · b6 black queen · e6 black pawn · d5 black pawn · e5 white pawn · d4 white queen · f4 white pawn · a3 white pawn · b3 white pawn · g2 white pawn · h2 white pawn · a1 white rook · b1 white knight · c1 black rook · d1 white rook · g1 white king | e8 black king · h8 black rook · a7 black pawn · b7 black pawn · f7 black pawn · g7 black pawn · h7 black pawn · b6 black queen · e6 black pawn · d5 black pawn · e5 white pawn · d4 white queen · f4 white pawn · a3 white pawn · b3 white pawn · g2 white pawn · h2 white pawn · a1 white rook · b1 white knight · c1 black rook · d1 white rook · g1 white king | e8 black king · h8 black rook · a7 black pawn · b7 black pawn · f7 black pawn · g7 black pawn · h7 black pawn · b6 black queen · e6 black pawn · d5 black pawn · e5 white pawn · d4 white queen · f4 white pawn · a3 white pawn · b3 white pawn · g2 white pawn · h2 white pawn · a1 white rook · b1 white knight · c1 black rook · d1 white rook · g1 white king | e8 black king · h8 black rook · a7 black pawn · b7 black pawn · f7 black pawn · g7 black pawn · h7 black pawn · b6 black queen · e6 black pawn · d5 black pawn · e5 white pawn · d4 white queen · f4 white pawn · a3 white pawn · b3 white pawn · g2 white pawn · h2 white pawn · a1 white rook · b1 white knight · c1 black rook · d1 white rook · g1 white king | e8 black king · h8 black rook · a7 black pawn · b7 black pawn · f7 black pawn · g7 black pawn · h7 black pawn · b6 black queen · e6 black pawn · d5 black pawn · e5 white pawn · d4 white queen · f4 white pawn · a3 white pawn · b3 white pawn · g2 white pawn · h2 white pawn · a1 white rook · b1 white knight · c1 black rook · d1 white rook · g1 white king | e8 black king · h8 black rook · a7 black pawn · b7 black pawn · f7 black pawn · g7 black pawn · h7 black pawn · b6 black queen · e6 black pawn · d5 black pawn · e5 white pawn · d4 white queen · f4 white pawn · a3 white pawn · b3 white pawn · g2 white pawn · h2 white pawn · a1 white rook · b1 white knight · c1 black rook · d1 white rook · g1 white king | e8 black king · h8 black rook · a7 black pawn · b7 black pawn · f7 black pawn · g7 black pawn · h7 black pawn · b6 black queen · e6 black pawn · d5 black pawn · e5 white pawn · d4 white queen · f4 white pawn · a3 white pawn · b3 white pawn · g2 white pawn · h2 white pawn · a1 white rook · b1 white knight · c1 black rook · d1 white rook · g1 white king | e8 black king · h8 black rook · a7 black pawn · b7 black pawn · f7 black pawn · g7 black pawn · h7 black pawn · b6 black queen · e6 black pawn · d5 black pawn · e5 white pawn · d4 white queen · f4 white pawn · a3 white pawn · b3 white pawn · g2 white pawn · h2 white pawn · a1 white rook · b1 white knight · c1 black rook · d1 white rook · g1 white king | 7 |
| 6 | e8 black king · h8 black rook · a7 black pawn · b7 black pawn · f7 black pawn · g7 black pawn · h7 black pawn · b6 black queen · e6 black pawn · d5 black pawn · e5 white pawn · d4 white queen · f4 white pawn · a3 white pawn · b3 white pawn · g2 white pawn · h2 white pawn · a1 white rook · b1 white knight · c1 black rook · d1 white rook · g1 white king | e8 black king · h8 black rook · a7 black pawn · b7 black pawn · f7 black pawn · g7 black pawn · h7 black pawn · b6 black queen · e6 black pawn · d5 black pawn · e5 white pawn · d4 white queen · f4 white pawn · a3 white pawn · b3 white pawn · g2 white pawn · h2 white pawn · a1 white rook · b1 white knight · c1 black rook · d1 white rook · g1 white king | e8 black king · h8 black rook · a7 black pawn · b7 black pawn · f7 black pawn · g7 black pawn · h7 black pawn · b6 black queen · e6 black pawn · d5 black pawn · e5 white pawn · d4 white queen · f4 white pawn · a3 white pawn · b3 white pawn · g2 white pawn · h2 white pawn · a1 white rook · b1 white knight · c1 black rook · d1 white rook · g1 white king | e8 black king · h8 black rook · a7 black pawn · b7 black pawn · f7 black pawn · g7 black pawn · h7 black pawn · b6 black queen · e6 black pawn · d5 black pawn · e5 white pawn · d4 white queen · f4 white pawn · a3 white pawn · b3 white pawn · g2 white pawn · h2 white pawn · a1 white rook · b1 white knight · c1 black rook · d1 white rook · g1 white king | e8 black king · h8 black rook · a7 black pawn · b7 black pawn · f7 black pawn · g7 black pawn · h7 black pawn · b6 black queen · e6 black pawn · d5 black pawn · e5 white pawn · d4 white queen · f4 white pawn · a3 white pawn · b3 white pawn · g2 white pawn · h2 white pawn · a1 white rook · b1 white knight · c1 black rook · d1 white rook · g1 white king | e8 black king · h8 black rook · a7 black pawn · b7 black pawn · f7 black pawn · g7 black pawn · h7 black pawn · b6 black queen · e6 black pawn · d5 black pawn · e5 white pawn · d4 white queen · f4 white pawn · a3 white pawn · b3 white pawn · g2 white pawn · h2 white pawn · a1 white rook · b1 white knight · c1 black rook · d1 white rook · g1 white king | e8 black king · h8 black rook · a7 black pawn · b7 black pawn · f7 black pawn · g7 black pawn · h7 black pawn · b6 black queen · e6 black pawn · d5 black pawn · e5 white pawn · d4 white queen · f4 white pawn · a3 white pawn · b3 white pawn · g2 white pawn · h2 white pawn · a1 white rook · b1 white knight · c1 black rook · d1 white rook · g1 white king | e8 black king · h8 black rook · a7 black pawn · b7 black pawn · f7 black pawn · g7 black pawn · h7 black pawn · b6 black queen · e6 black pawn · d5 black pawn · e5 white pawn · d4 white queen · f4 white pawn · a3 white pawn · b3 white pawn · g2 white pawn · h2 white pawn · a1 white rook · b1 white knight · c1 black rook · d1 white rook · g1 white king | 6 |
| 5 | e8 black king · h8 black rook · a7 black pawn · b7 black pawn · f7 black pawn · g7 black pawn · h7 black pawn · b6 black queen · e6 black pawn · d5 black pawn · e5 white pawn · d4 white queen · f4 white pawn · a3 white pawn · b3 white pawn · g2 white pawn · h2 white pawn · a1 white rook · b1 white knight · c1 black rook · d1 white rook · g1 white king | e8 black king · h8 black rook · a7 black pawn · b7 black pawn · f7 black pawn · g7 black pawn · h7 black pawn · b6 black queen · e6 black pawn · d5 black pawn · e5 white pawn · d4 white queen · f4 white pawn · a3 white pawn · b3 white pawn · g2 white pawn · h2 white pawn · a1 white rook · b1 white knight · c1 black rook · d1 white rook · g1 white king | e8 black king · h8 black rook · a7 black pawn · b7 black pawn · f7 black pawn · g7 black pawn · h7 black pawn · b6 black queen · e6 black pawn · d5 black pawn · e5 white pawn · d4 white queen · f4 white pawn · a3 white pawn · b3 white pawn · g2 white pawn · h2 white pawn · a1 white rook · b1 white knight · c1 black rook · d1 white rook · g1 white king | e8 black king · h8 black rook · a7 black pawn · b7 black pawn · f7 black pawn · g7 black pawn · h7 black pawn · b6 black queen · e6 black pawn · d5 black pawn · e5 white pawn · d4 white queen · f4 white pawn · a3 white pawn · b3 white pawn · g2 white pawn · h2 white pawn · a1 white rook · b1 white knight · c1 black rook · d1 white rook · g1 white king | e8 black king · h8 black rook · a7 black pawn · b7 black pawn · f7 black pawn · g7 black pawn · h7 black pawn · b6 black queen · e6 black pawn · d5 black pawn · e5 white pawn · d4 white queen · f4 white pawn · a3 white pawn · b3 white pawn · g2 white pawn · h2 white pawn · a1 white rook · b1 white knight · c1 black rook · d1 white rook · g1 white king | e8 black king · h8 black rook · a7 black pawn · b7 black pawn · f7 black pawn · g7 black pawn · h7 black pawn · b6 black queen · e6 black pawn · d5 black pawn · e5 white pawn · d4 white queen · f4 white pawn · a3 white pawn · b3 white pawn · g2 white pawn · h2 white pawn · a1 white rook · b1 white knight · c1 black rook · d1 white rook · g1 white king | e8 black king · h8 black rook · a7 black pawn · b7 black pawn · f7 black pawn · g7 black pawn · h7 black pawn · b6 black queen · e6 black pawn · d5 black pawn · e5 white pawn · d4 white queen · f4 white pawn · a3 white pawn · b3 white pawn · g2 white pawn · h2 white pawn · a1 white rook · b1 white knight · c1 black rook · d1 white rook · g1 white king | e8 black king · h8 black rook · a7 black pawn · b7 black pawn · f7 black pawn · g7 black pawn · h7 black pawn · b6 black queen · e6 black pawn · d5 black pawn · e5 white pawn · d4 white queen · f4 white pawn · a3 white pawn · b3 white pawn · g2 white pawn · h2 white pawn · a1 white rook · b1 white knight · c1 black rook · d1 white rook · g1 white king | 5 |
| 4 | e8 black king · h8 black rook · a7 black pawn · b7 black pawn · f7 black pawn · g7 black pawn · h7 black pawn · b6 black queen · e6 black pawn · d5 black pawn · e5 white pawn · d4 white queen · f4 white pawn · a3 white pawn · b3 white pawn · g2 white pawn · h2 white pawn · a1 white rook · b1 white knight · c1 black rook · d1 white rook · g1 white king | e8 black king · h8 black rook · a7 black pawn · b7 black pawn · f7 black pawn · g7 black pawn · h7 black pawn · b6 black queen · e6 black pawn · d5 black pawn · e5 white pawn · d4 white queen · f4 white pawn · a3 white pawn · b3 white pawn · g2 white pawn · h2 white pawn · a1 white rook · b1 white knight · c1 black rook · d1 white rook · g1 white king | e8 black king · h8 black rook · a7 black pawn · b7 black pawn · f7 black pawn · g7 black pawn · h7 black pawn · b6 black queen · e6 black pawn · d5 black pawn · e5 white pawn · d4 white queen · f4 white pawn · a3 white pawn · b3 white pawn · g2 white pawn · h2 white pawn · a1 white rook · b1 white knight · c1 black rook · d1 white rook · g1 white king | e8 black king · h8 black rook · a7 black pawn · b7 black pawn · f7 black pawn · g7 black pawn · h7 black pawn · b6 black queen · e6 black pawn · d5 black pawn · e5 white pawn · d4 white queen · f4 white pawn · a3 white pawn · b3 white pawn · g2 white pawn · h2 white pawn · a1 white rook · b1 white knight · c1 black rook · d1 white rook · g1 white king | e8 black king · h8 black rook · a7 black pawn · b7 black pawn · f7 black pawn · g7 black pawn · h7 black pawn · b6 black queen · e6 black pawn · d5 black pawn · e5 white pawn · d4 white queen · f4 white pawn · a3 white pawn · b3 white pawn · g2 white pawn · h2 white pawn · a1 white rook · b1 white knight · c1 black rook · d1 white rook · g1 white king | e8 black king · h8 black rook · a7 black pawn · b7 black pawn · f7 black pawn · g7 black pawn · h7 black pawn · b6 black queen · e6 black pawn · d5 black pawn · e5 white pawn · d4 white queen · f4 white pawn · a3 white pawn · b3 white pawn · g2 white pawn · h2 white pawn · a1 white rook · b1 white knight · c1 black rook · d1 white rook · g1 white king | e8 black king · h8 black rook · a7 black pawn · b7 black pawn · f7 black pawn · g7 black pawn · h7 black pawn · b6 black queen · e6 black pawn · d5 black pawn · e5 white pawn · d4 white queen · f4 white pawn · a3 white pawn · b3 white pawn · g2 white pawn · h2 white pawn · a1 white rook · b1 white knight · c1 black rook · d1 white rook · g1 white king | e8 black king · h8 black rook · a7 black pawn · b7 black pawn · f7 black pawn · g7 black pawn · h7 black pawn · b6 black queen · e6 black pawn · d5 black pawn · e5 white pawn · d4 white queen · f4 white pawn · a3 white pawn · b3 white pawn · g2 white pawn · h2 white pawn · a1 white rook · b1 white knight · c1 black rook · d1 white rook · g1 white king | 4 |
| 3 | e8 black king · h8 black rook · a7 black pawn · b7 black pawn · f7 black pawn · g7 black pawn · h7 black pawn · b6 black queen · e6 black pawn · d5 black pawn · e5 white pawn · d4 white queen · f4 white pawn · a3 white pawn · b3 white pawn · g2 white pawn · h2 white pawn · a1 white rook · b1 white knight · c1 black rook · d1 white rook · g1 white king | e8 black king · h8 black rook · a7 black pawn · b7 black pawn · f7 black pawn · g7 black pawn · h7 black pawn · b6 black queen · e6 black pawn · d5 black pawn · e5 white pawn · d4 white queen · f4 white pawn · a3 white pawn · b3 white pawn · g2 white pawn · h2 white pawn · a1 white rook · b1 white knight · c1 black rook · d1 white rook · g1 white king | e8 black king · h8 black rook · a7 black pawn · b7 black pawn · f7 black pawn · g7 black pawn · h7 black pawn · b6 black queen · e6 black pawn · d5 black pawn · e5 white pawn · d4 white queen · f4 white pawn · a3 white pawn · b3 white pawn · g2 white pawn · h2 white pawn · a1 white rook · b1 white knight · c1 black rook · d1 white rook · g1 white king | e8 black king · h8 black rook · a7 black pawn · b7 black pawn · f7 black pawn · g7 black pawn · h7 black pawn · b6 black queen · e6 black pawn · d5 black pawn · e5 white pawn · d4 white queen · f4 white pawn · a3 white pawn · b3 white pawn · g2 white pawn · h2 white pawn · a1 white rook · b1 white knight · c1 black rook · d1 white rook · g1 white king | e8 black king · h8 black rook · a7 black pawn · b7 black pawn · f7 black pawn · g7 black pawn · h7 black pawn · b6 black queen · e6 black pawn · d5 black pawn · e5 white pawn · d4 white queen · f4 white pawn · a3 white pawn · b3 white pawn · g2 white pawn · h2 white pawn · a1 white rook · b1 white knight · c1 black rook · d1 white rook · g1 white king | e8 black king · h8 black rook · a7 black pawn · b7 black pawn · f7 black pawn · g7 black pawn · h7 black pawn · b6 black queen · e6 black pawn · d5 black pawn · e5 white pawn · d4 white queen · f4 white pawn · a3 white pawn · b3 white pawn · g2 white pawn · h2 white pawn · a1 white rook · b1 white knight · c1 black rook · d1 white rook · g1 white king | e8 black king · h8 black rook · a7 black pawn · b7 black pawn · f7 black pawn · g7 black pawn · h7 black pawn · b6 black queen · e6 black pawn · d5 black pawn · e5 white pawn · d4 white queen · f4 white pawn · a3 white pawn · b3 white pawn · g2 white pawn · h2 white pawn · a1 white rook · b1 white knight · c1 black rook · d1 white rook · g1 white king | e8 black king · h8 black rook · a7 black pawn · b7 black pawn · f7 black pawn · g7 black pawn · h7 black pawn · b6 black queen · e6 black pawn · d5 black pawn · e5 white pawn · d4 white queen · f4 white pawn · a3 white pawn · b3 white pawn · g2 white pawn · h2 white pawn · a1 white rook · b1 white knight · c1 black rook · d1 white rook · g1 white king | 3 |
| 2 | e8 black king · h8 black rook · a7 black pawn · b7 black pawn · f7 black pawn · g7 black pawn · h7 black pawn · b6 black queen · e6 black pawn · d5 black pawn · e5 white pawn · d4 white queen · f4 white pawn · a3 white pawn · b3 white pawn · g2 white pawn · h2 white pawn · a1 white rook · b1 white knight · c1 black rook · d1 white rook · g1 white king | e8 black king · h8 black rook · a7 black pawn · b7 black pawn · f7 black pawn · g7 black pawn · h7 black pawn · b6 black queen · e6 black pawn · d5 black pawn · e5 white pawn · d4 white queen · f4 white pawn · a3 white pawn · b3 white pawn · g2 white pawn · h2 white pawn · a1 white rook · b1 white knight · c1 black rook · d1 white rook · g1 white king | e8 black king · h8 black rook · a7 black pawn · b7 black pawn · f7 black pawn · g7 black pawn · h7 black pawn · b6 black queen · e6 black pawn · d5 black pawn · e5 white pawn · d4 white queen · f4 white pawn · a3 white pawn · b3 white pawn · g2 white pawn · h2 white pawn · a1 white rook · b1 white knight · c1 black rook · d1 white rook · g1 white king | e8 black king · h8 black rook · a7 black pawn · b7 black pawn · f7 black pawn · g7 black pawn · h7 black pawn · b6 black queen · e6 black pawn · d5 black pawn · e5 white pawn · d4 white queen · f4 white pawn · a3 white pawn · b3 white pawn · g2 white pawn · h2 white pawn · a1 white rook · b1 white knight · c1 black rook · d1 white rook · g1 white king | e8 black king · h8 black rook · a7 black pawn · b7 black pawn · f7 black pawn · g7 black pawn · h7 black pawn · b6 black queen · e6 black pawn · d5 black pawn · e5 white pawn · d4 white queen · f4 white pawn · a3 white pawn · b3 white pawn · g2 white pawn · h2 white pawn · a1 white rook · b1 white knight · c1 black rook · d1 white rook · g1 white king | e8 black king · h8 black rook · a7 black pawn · b7 black pawn · f7 black pawn · g7 black pawn · h7 black pawn · b6 black queen · e6 black pawn · d5 black pawn · e5 white pawn · d4 white queen · f4 white pawn · a3 white pawn · b3 white pawn · g2 white pawn · h2 white pawn · a1 white rook · b1 white knight · c1 black rook · d1 white rook · g1 white king | e8 black king · h8 black rook · a7 black pawn · b7 black pawn · f7 black pawn · g7 black pawn · h7 black pawn · b6 black queen · e6 black pawn · d5 black pawn · e5 white pawn · d4 white queen · f4 white pawn · a3 white pawn · b3 white pawn · g2 white pawn · h2 white pawn · a1 white rook · b1 white knight · c1 black rook · d1 white rook · g1 white king | e8 black king · h8 black rook · a7 black pawn · b7 black pawn · f7 black pawn · g7 black pawn · h7 black pawn · b6 black queen · e6 black pawn · d5 black pawn · e5 white pawn · d4 white queen · f4 white pawn · a3 white pawn · b3 white pawn · g2 white pawn · h2 white pawn · a1 white rook · b1 white knight · c1 black rook · d1 white rook · g1 white king | 2 |
| 1 | e8 black king · h8 black rook · a7 black pawn · b7 black pawn · f7 black pawn · g7 black pawn · h7 black pawn · b6 black queen · e6 black pawn · d5 black pawn · e5 white pawn · d4 white queen · f4 white pawn · a3 white pawn · b3 white pawn · g2 white pawn · h2 white pawn · a1 white rook · b1 white knight · c1 black rook · d1 white rook · g1 white king | e8 black king · h8 black rook · a7 black pawn · b7 black pawn · f7 black pawn · g7 black pawn · h7 black pawn · b6 black queen · e6 black pawn · d5 black pawn · e5 white pawn · d4 white queen · f4 white pawn · a3 white pawn · b3 white pawn · g2 white pawn · h2 white pawn · a1 white rook · b1 white knight · c1 black rook · d1 white rook · g1 white king | e8 black king · h8 black rook · a7 black pawn · b7 black pawn · f7 black pawn · g7 black pawn · h7 black pawn · b6 black queen · e6 black pawn · d5 black pawn · e5 white pawn · d4 white queen · f4 white pawn · a3 white pawn · b3 white pawn · g2 white pawn · h2 white pawn · a1 white rook · b1 white knight · c1 black rook · d1 white rook · g1 white king | e8 black king · h8 black rook · a7 black pawn · b7 black pawn · f7 black pawn · g7 black pawn · h7 black pawn · b6 black queen · e6 black pawn · d5 black pawn · e5 white pawn · d4 white queen · f4 white pawn · a3 white pawn · b3 white pawn · g2 white pawn · h2 white pawn · a1 white rook · b1 white knight · c1 black rook · d1 white rook · g1 white king | e8 black king · h8 black rook · a7 black pawn · b7 black pawn · f7 black pawn · g7 black pawn · h7 black pawn · b6 black queen · e6 black pawn · d5 black pawn · e5 white pawn · d4 white queen · f4 white pawn · a3 white pawn · b3 white pawn · g2 white pawn · h2 white pawn · a1 white rook · b1 white knight · c1 black rook · d1 white rook · g1 white king | e8 black king · h8 black rook · a7 black pawn · b7 black pawn · f7 black pawn · g7 black pawn · h7 black pawn · b6 black queen · e6 black pawn · d5 black pawn · e5 white pawn · d4 white queen · f4 white pawn · a3 white pawn · b3 white pawn · g2 white pawn · h2 white pawn · a1 white rook · b1 white knight · c1 black rook · d1 white rook · g1 white king | e8 black king · h8 black rook · a7 black pawn · b7 black pawn · f7 black pawn · g7 black pawn · h7 black pawn · b6 black queen · e6 black pawn · d5 black pawn · e5 white pawn · d4 white queen · f4 white pawn · a3 white pawn · b3 white pawn · g2 white pawn · h2 white pawn · a1 white rook · b1 white knight · c1 black rook · d1 white rook · g1 white king | e8 black king · h8 black rook · a7 black pawn · b7 black pawn · f7 black pawn · g7 black pawn · h7 black pawn · b6 black queen · e6 black pawn · d5 black pawn · e5 white pawn · d4 white queen · f4 white pawn · a3 white pawn · b3 white pawn · g2 white pawn · h2 white pawn · a1 white rook · b1 white knight · c1 black rook · d1 white rook · g1 white king | 1 |
|   | a | b | c | d | e | f | g | h |   |

Khai cuộc này được đặt theo tên của kỳ thủ người Anh Horatio Caro và kỳ thủ người Áo Marcus Kann, cả hai đều đã phân tích nó vào năm 1886. Kann đã ghi một chiến thắng ấn tượng với 24 nước đi bằng phòng thủ Caro-Kann trước nhà vô địch cờ vua người Đức gốc Anh Jacques Mieses ở ván thứ 4 Đại hội Cờ vua Đức tại Hamburg vào tháng 5 năm 1885:
1.e4 c6 2.d4 d5 3.e5 Bf5 4.Bd3 Bxd3 5.Qxd3 e6 6.f4 c5 7.c3 Nc6 8.Nf3 Qb6 9.0-0 Nh6 10.b3 cxd4 11.cxd4 Nf5 12.Bb2 Rc8 13.a3 Ncxd4 14.Nxd4 Bc5 15.Rd1 Nxd4 16.Bxd4 Bxd4+ 17.Qxd4 Rc1 18.Kf2 Rxd1 19.Qxb6 axb6 20.Ke2 Rc1 21.Kd2 Rg1 22.g3 Kd7 23.a4 Rc8 24.b4 Rcc1 0–1

## Diễn biến chính 2.d4 d5
Sau 2.d4 d5, các bước di chuyển phổ biến nhất là 3.Mc3 (Biến thể cổ điển và hiện đại), 3.Md2, 3.exd5 (Biến thể đổi tốt) và 3.e5 (Biến thể tiến tốt).

### 3.Nc3 và 3.Nd2
3.Nc3 và 3.Nd2 đều dẫn đến thế cờ giống nhau sau 3 ... dxe4 4.Nxe4. Kể từ những năm 1970, 3.Nd2 đã gia tăng phổ biến để tránh Biến thể Gurgenidze (3.Nc3 g6) và để tiến tốt 4.c3 trong nước tiếp theo; tuy nhiên, một số người chơi vẫn chơi nó.

#### Biến thể cổ điển 3...dxe4 4.Nxe4 Bf5
|   | a | b | c | d | e | f | g | h |   |
| 8 | a8 black rook · b8 black knight · d8 black queen · e8 black king · f8 black bishop · g8 black knight · h8 black rook · a7 black pawn · b7 black pawn · e7 black pawn · f7 black pawn · g7 black pawn · h7 black pawn · c6 black pawn · f5 black bishop · d4 white pawn · e4 white knight · a2 white pawn · b2 white pawn · c2 white pawn · f2 white pawn · g2 white pawn · h2 white pawn · a1 white rook · c1 white bishop · d1 white queen · e1 white king · f1 white bishop · g1 white knight · h1 white rook | a8 black rook · b8 black knight · d8 black queen · e8 black king · f8 black bishop · g8 black knight · h8 black rook · a7 black pawn · b7 black pawn · e7 black pawn · f7 black pawn · g7 black pawn · h7 black pawn · c6 black pawn · f5 black bishop · d4 white pawn · e4 white knight · a2 white pawn · b2 white pawn · c2 white pawn · f2 white pawn · g2 white pawn · h2 white pawn · a1 white rook · c1 white bishop · d1 white queen · e1 white king · f1 white bishop · g1 white knight · h1 white rook | a8 black rook · b8 black knight · d8 black queen · e8 black king · f8 black bishop · g8 black knight · h8 black rook · a7 black pawn · b7 black pawn · e7 black pawn · f7 black pawn · g7 black pawn · h7 black pawn · c6 black pawn · f5 black bishop · d4 white pawn · e4 white knight · a2 white pawn · b2 white pawn · c2 white pawn · f2 white pawn · g2 white pawn · h2 white pawn · a1 white rook · c1 white bishop · d1 white queen · e1 white king · f1 white bishop · g1 white knight · h1 white rook | a8 black rook · b8 black knight · d8 black queen · e8 black king · f8 black bishop · g8 black knight · h8 black rook · a7 black pawn · b7 black pawn · e7 black pawn · f7 black pawn · g7 black pawn · h7 black pawn · c6 black pawn · f5 black bishop · d4 white pawn · e4 white knight · a2 white pawn · b2 white pawn · c2 white pawn · f2 white pawn · g2 white pawn · h2 white pawn · a1 white rook · c1 white bishop · d1 white queen · e1 white king · f1 white bishop · g1 white knight · h1 white rook | a8 black rook · b8 black knight · d8 black queen · e8 black king · f8 black bishop · g8 black knight · h8 black rook · a7 black pawn · b7 black pawn · e7 black pawn · f7 black pawn · g7 black pawn · h7 black pawn · c6 black pawn · f5 black bishop · d4 white pawn · e4 white knight · a2 white pawn · b2 white pawn · c2 white pawn · f2 white pawn · g2 white pawn · h2 white pawn · a1 white rook · c1 white bishop · d1 white queen · e1 white king · f1 white bishop · g1 white knight · h1 white rook | a8 black rook · b8 black knight · d8 black queen · e8 black king · f8 black bishop · g8 black knight · h8 black rook · a7 black pawn · b7 black pawn · e7 black pawn · f7 black pawn · g7 black pawn · h7 black pawn · c6 black pawn · f5 black bishop · d4 white pawn · e4 white knight · a2 white pawn · b2 white pawn · c2 white pawn · f2 white pawn · g2 white pawn · h2 white pawn · a1 white rook · c1 white bishop · d1 white queen · e1 white king · f1 white bishop · g1 white knight · h1 white rook | a8 black rook · b8 black knight · d8 black queen · e8 black king · f8 black bishop · g8 black knight · h8 black rook · a7 black pawn · b7 black pawn · e7 black pawn · f7 black pawn · g7 black pawn · h7 black pawn · c6 black pawn · f5 black bishop · d4 white pawn · e4 white knight · a2 white pawn · b2 white pawn · c2 white pawn · f2 white pawn · g2 white pawn · h2 white pawn · a1 white rook · c1 white bishop · d1 white queen · e1 white king · f1 white bishop · g1 white knight · h1 white rook | a8 black rook · b8 black knight · d8 black queen · e8 black king · f8 black bishop · g8 black knight · h8 black rook · a7 black pawn · b7 black pawn · e7 black pawn · f7 black pawn · g7 black pawn · h7 black pawn · c6 black pawn · f5 black bishop · d4 white pawn · e4 white knight · a2 white pawn · b2 white pawn · c2 white pawn · f2 white pawn · g2 white pawn · h2 white pawn · a1 white rook · c1 white bishop · d1 white queen · e1 white king · f1 white bishop · g1 white knight · h1 white rook | 8 |
| 7 | a8 black rook · b8 black knight · d8 black queen · e8 black king · f8 black bishop · g8 black knight · h8 black rook · a7 black pawn · b7 black pawn · e7 black pawn · f7 black pawn · g7 black pawn · h7 black pawn · c6 black pawn · f5 black bishop · d4 white pawn · e4 white knight · a2 white pawn · b2 white pawn · c2 white pawn · f2 white pawn · g2 white pawn · h2 white pawn · a1 white rook · c1 white bishop · d1 white queen · e1 white king · f1 white bishop · g1 white knight · h1 white rook | a8 black rook · b8 black knight · d8 black queen · e8 black king · f8 black bishop · g8 black knight · h8 black rook · a7 black pawn · b7 black pawn · e7 black pawn · f7 black pawn · g7 black pawn · h7 black pawn · c6 black pawn · f5 black bishop · d4 white pawn · e4 white knight · a2 white pawn · b2 white pawn · c2 white pawn · f2 white pawn · g2 white pawn · h2 white pawn · a1 white rook · c1 white bishop · d1 white queen · e1 white king · f1 white bishop · g1 white knight · h1 white rook | a8 black rook · b8 black knight · d8 black queen · e8 black king · f8 black bishop · g8 black knight · h8 black rook · a7 black pawn · b7 black pawn · e7 black pawn · f7 black pawn · g7 black pawn · h7 black pawn · c6 black pawn · f5 black bishop · d4 white pawn · e4 white knight · a2 white pawn · b2 white pawn · c2 white pawn · f2 white pawn · g2 white pawn · h2 white pawn · a1 white rook · c1 white bishop · d1 white queen · e1 white king · f1 white bishop · g1 white knight · h1 white rook | a8 black rook · b8 black knight · d8 black queen · e8 black king · f8 black bishop · g8 black knight · h8 black rook · a7 black pawn · b7 black pawn · e7 black pawn · f7 black pawn · g7 black pawn · h7 black pawn · c6 black pawn · f5 black bishop · d4 white pawn · e4 white knight · a2 white pawn · b2 white pawn · c2 white pawn · f2 white pawn · g2 white pawn · h2 white pawn · a1 white rook · c1 white bishop · d1 white queen · e1 white king · f1 white bishop · g1 white knight · h1 white rook | a8 black rook · b8 black knight · d8 black queen · e8 black king · f8 black bishop · g8 black knight · h8 black rook · a7 black pawn · b7 black pawn · e7 black pawn · f7 black pawn · g7 black pawn · h7 black pawn · c6 black pawn · f5 black bishop · d4 white pawn · e4 white knight · a2 white pawn · b2 white pawn · c2 white pawn · f2 white pawn · g2 white pawn · h2 white pawn · a1 white rook · c1 white bishop · d1 white queen · e1 white king · f1 white bishop · g1 white knight · h1 white rook | a8 black rook · b8 black knight · d8 black queen · e8 black king · f8 black bishop · g8 black knight · h8 black rook · a7 black pawn · b7 black pawn · e7 black pawn · f7 black pawn · g7 black pawn · h7 black pawn · c6 black pawn · f5 black bishop · d4 white pawn · e4 white knight · a2 white pawn · b2 white pawn · c2 white pawn · f2 white pawn · g2 white pawn · h2 white pawn · a1 white rook · c1 white bishop · d1 white queen · e1 white king · f1 white bishop · g1 white knight · h1 white rook | a8 black rook · b8 black knight · d8 black queen · e8 black king · f8 black bishop · g8 black knight · h8 black rook · a7 black pawn · b7 black pawn · e7 black pawn · f7 black pawn · g7 black pawn · h7 black pawn · c6 black pawn · f5 black bishop · d4 white pawn · e4 white knight · a2 white pawn · b2 white pawn · c2 white pawn · f2 white pawn · g2 white pawn · h2 white pawn · a1 white rook · c1 white bishop · d1 white queen · e1 white king · f1 white bishop · g1 white knight · h1 white rook | a8 black rook · b8 black knight · d8 black queen · e8 black king · f8 black bishop · g8 black knight · h8 black rook · a7 black pawn · b7 black pawn · e7 black pawn · f7 black pawn · g7 black pawn · h7 black pawn · c6 black pawn · f5 black bishop · d4 white pawn · e4 white knight · a2 white pawn · b2 white pawn · c2 white pawn · f2 white pawn · g2 white pawn · h2 white pawn · a1 white rook · c1 white bishop · d1 white queen · e1 white king · f1 white bishop · g1 white knight · h1 white rook | 7 |
| 6 | a8 black rook · b8 black knight · d8 black queen · e8 black king · f8 black bishop · g8 black knight · h8 black rook · a7 black pawn · b7 black pawn · e7 black pawn · f7 black pawn · g7 black pawn · h7 black pawn · c6 black pawn · f5 black bishop · d4 white pawn · e4 white knight · a2 white pawn · b2 white pawn · c2 white pawn · f2 white pawn · g2 white pawn · h2 white pawn · a1 white rook · c1 white bishop · d1 white queen · e1 white king · f1 white bishop · g1 white knight · h1 white rook | a8 black rook · b8 black knight · d8 black queen · e8 black king · f8 black bishop · g8 black knight · h8 black rook · a7 black pawn · b7 black pawn · e7 black pawn · f7 black pawn · g7 black pawn · h7 black pawn · c6 black pawn · f5 black bishop · d4 white pawn · e4 white knight · a2 white pawn · b2 white pawn · c2 white pawn · f2 white pawn · g2 white pawn · h2 white pawn · a1 white rook · c1 white bishop · d1 white queen · e1 white king · f1 white bishop · g1 white knight · h1 white rook | a8 black rook · b8 black knight · d8 black queen · e8 black king · f8 black bishop · g8 black knight · h8 black rook · a7 black pawn · b7 black pawn · e7 black pawn · f7 black pawn · g7 black pawn · h7 black pawn · c6 black pawn · f5 black bishop · d4 white pawn · e4 white knight · a2 white pawn · b2 white pawn · c2 white pawn · f2 white pawn · g2 white pawn · h2 white pawn · a1 white rook · c1 white bishop · d1 white queen · e1 white king · f1 white bishop · g1 white knight · h1 white rook | a8 black rook · b8 black knight · d8 black queen · e8 black king · f8 black bishop · g8 black knight · h8 black rook · a7 black pawn · b7 black pawn · e7 black pawn · f7 black pawn · g7 black pawn · h7 black pawn · c6 black pawn · f5 black bishop · d4 white pawn · e4 white knight · a2 white pawn · b2 white pawn · c2 white pawn · f2 white pawn · g2 white pawn · h2 white pawn · a1 white rook · c1 white bishop · d1 white queen · e1 white king · f1 white bishop · g1 white knight · h1 white rook | a8 black rook · b8 black knight · d8 black queen · e8 black king · f8 black bishop · g8 black knight · h8 black rook · a7 black pawn · b7 black pawn · e7 black pawn · f7 black pawn · g7 black pawn · h7 black pawn · c6 black pawn · f5 black bishop · d4 white pawn · e4 white knight · a2 white pawn · b2 white pawn · c2 white pawn · f2 white pawn · g2 white pawn · h2 white pawn · a1 white rook · c1 white bishop · d1 white queen · e1 white king · f1 white bishop · g1 white knight · h1 white rook | a8 black rook · b8 black knight · d8 black queen · e8 black king · f8 black bishop · g8 black knight · h8 black rook · a7 black pawn · b7 black pawn · e7 black pawn · f7 black pawn · g7 black pawn · h7 black pawn · c6 black pawn · f5 black bishop · d4 white pawn · e4 white knight · a2 white pawn · b2 white pawn · c2 white pawn · f2 white pawn · g2 white pawn · h2 white pawn · a1 white rook · c1 white bishop · d1 white queen · e1 white king · f1 white bishop · g1 white knight · h1 white rook | a8 black rook · b8 black knight · d8 black queen · e8 black king · f8 black bishop · g8 black knight · h8 black rook · a7 black pawn · b7 black pawn · e7 black pawn · f7 black pawn · g7 black pawn · h7 black pawn · c6 black pawn · f5 black bishop · d4 white pawn · e4 white knight · a2 white pawn · b2 white pawn · c2 white pawn · f2 white pawn · g2 white pawn · h2 white pawn · a1 white rook · c1 white bishop · d1 white queen · e1 white king · f1 white bishop · g1 white knight · h1 white rook | a8 black rook · b8 black knight · d8 black queen · e8 black king · f8 black bishop · g8 black knight · h8 black rook · a7 black pawn · b7 black pawn · e7 black pawn · f7 black pawn · g7 black pawn · h7 black pawn · c6 black pawn · f5 black bishop · d4 white pawn · e4 white knight · a2 white pawn · b2 white pawn · c2 white pawn · f2 white pawn · g2 white pawn · h2 white pawn · a1 white rook · c1 white bishop · d1 white queen · e1 white king · f1 white bishop · g1 white knight · h1 white rook | 6 |
| 5 | a8 black rook · b8 black knight · d8 black queen · e8 black king · f8 black bishop · g8 black knight · h8 black rook · a7 black pawn · b7 black pawn · e7 black pawn · f7 black pawn · g7 black pawn · h7 black pawn · c6 black pawn · f5 black bishop · d4 white pawn · e4 white knight · a2 white pawn · b2 white pawn · c2 white pawn · f2 white pawn · g2 white pawn · h2 white pawn · a1 white rook · c1 white bishop · d1 white queen · e1 white king · f1 white bishop · g1 white knight · h1 white rook | a8 black rook · b8 black knight · d8 black queen · e8 black king · f8 black bishop · g8 black knight · h8 black rook · a7 black pawn · b7 black pawn · e7 black pawn · f7 black pawn · g7 black pawn · h7 black pawn · c6 black pawn · f5 black bishop · d4 white pawn · e4 white knight · a2 white pawn · b2 white pawn · c2 white pawn · f2 white pawn · g2 white pawn · h2 white pawn · a1 white rook · c1 white bishop · d1 white queen · e1 white king · f1 white bishop · g1 white knight · h1 white rook | a8 black rook · b8 black knight · d8 black queen · e8 black king · f8 black bishop · g8 black knight · h8 black rook · a7 black pawn · b7 black pawn · e7 black pawn · f7 black pawn · g7 black pawn · h7 black pawn · c6 black pawn · f5 black bishop · d4 white pawn · e4 white knight · a2 white pawn · b2 white pawn · c2 white pawn · f2 white pawn · g2 white pawn · h2 white pawn · a1 white rook · c1 white bishop · d1 white queen · e1 white king · f1 white bishop · g1 white knight · h1 white rook | a8 black rook · b8 black knight · d8 black queen · e8 black king · f8 black bishop · g8 black knight · h8 black rook · a7 black pawn · b7 black pawn · e7 black pawn · f7 black pawn · g7 black pawn · h7 black pawn · c6 black pawn · f5 black bishop · d4 white pawn · e4 white knight · a2 white pawn · b2 white pawn · c2 white pawn · f2 white pawn · g2 white pawn · h2 white pawn · a1 white rook · c1 white bishop · d1 white queen · e1 white king · f1 white bishop · g1 white knight · h1 white rook | a8 black rook · b8 black knight · d8 black queen · e8 black king · f8 black bishop · g8 black knight · h8 black rook · a7 black pawn · b7 black pawn · e7 black pawn · f7 black pawn · g7 black pawn · h7 black pawn · c6 black pawn · f5 black bishop · d4 white pawn · e4 white knight · a2 white pawn · b2 white pawn · c2 white pawn · f2 white pawn · g2 white pawn · h2 white pawn · a1 white rook · c1 white bishop · d1 white queen · e1 white king · f1 white bishop · g1 white knight · h1 white rook | a8 black rook · b8 black knight · d8 black queen · e8 black king · f8 black bishop · g8 black knight · h8 black rook · a7 black pawn · b7 black pawn · e7 black pawn · f7 black pawn · g7 black pawn · h7 black pawn · c6 black pawn · f5 black bishop · d4 white pawn · e4 white knight · a2 white pawn · b2 white pawn · c2 white pawn · f2 white pawn · g2 white pawn · h2 white pawn · a1 white rook · c1 white bishop · d1 white queen · e1 white king · f1 white bishop · g1 white knight · h1 white rook | a8 black rook · b8 black knight · d8 black queen · e8 black king · f8 black bishop · g8 black knight · h8 black rook · a7 black pawn · b7 black pawn · e7 black pawn · f7 black pawn · g7 black pawn · h7 black pawn · c6 black pawn · f5 black bishop · d4 white pawn · e4 white knight · a2 white pawn · b2 white pawn · c2 white pawn · f2 white pawn · g2 white pawn · h2 white pawn · a1 white rook · c1 white bishop · d1 white queen · e1 white king · f1 white bishop · g1 white knight · h1 white rook | a8 black rook · b8 black knight · d8 black queen · e8 black king · f8 black bishop · g8 black knight · h8 black rook · a7 black pawn · b7 black pawn · e7 black pawn · f7 black pawn · g7 black pawn · h7 black pawn · c6 black pawn · f5 black bishop · d4 white pawn · e4 white knight · a2 white pawn · b2 white pawn · c2 white pawn · f2 white pawn · g2 white pawn · h2 white pawn · a1 white rook · c1 white bishop · d1 white queen · e1 white king · f1 white bishop · g1 white knight · h1 white rook | 5 |
| 4 | a8 black rook · b8 black knight · d8 black queen · e8 black king · f8 black bishop · g8 black knight · h8 black rook · a7 black pawn · b7 black pawn · e7 black pawn · f7 black pawn · g7 black pawn · h7 black pawn · c6 black pawn · f5 black bishop · d4 white pawn · e4 white knight · a2 white pawn · b2 white pawn · c2 white pawn · f2 white pawn · g2 white pawn · h2 white pawn · a1 white rook · c1 white bishop · d1 white queen · e1 white king · f1 white bishop · g1 white knight · h1 white rook | a8 black rook · b8 black knight · d8 black queen · e8 black king · f8 black bishop · g8 black knight · h8 black rook · a7 black pawn · b7 black pawn · e7 black pawn · f7 black pawn · g7 black pawn · h7 black pawn · c6 black pawn · f5 black bishop · d4 white pawn · e4 white knight · a2 white pawn · b2 white pawn · c2 white pawn · f2 white pawn · g2 white pawn · h2 white pawn · a1 white rook · c1 white bishop · d1 white queen · e1 white king · f1 white bishop · g1 white knight · h1 white rook | a8 black rook · b8 black knight · d8 black queen · e8 black king · f8 black bishop · g8 black knight · h8 black rook · a7 black pawn · b7 black pawn · e7 black pawn · f7 black pawn · g7 black pawn · h7 black pawn · c6 black pawn · f5 black bishop · d4 white pawn · e4 white knight · a2 white pawn · b2 white pawn · c2 white pawn · f2 white pawn · g2 white pawn · h2 white pawn · a1 white rook · c1 white bishop · d1 white queen · e1 white king · f1 white bishop · g1 white knight · h1 white rook | a8 black rook · b8 black knight · d8 black queen · e8 black king · f8 black bishop · g8 black knight · h8 black rook · a7 black pawn · b7 black pawn · e7 black pawn · f7 black pawn · g7 black pawn · h7 black pawn · c6 black pawn · f5 black bishop · d4 white pawn · e4 white knight · a2 white pawn · b2 white pawn · c2 white pawn · f2 white pawn · g2 white pawn · h2 white pawn · a1 white rook · c1 white bishop · d1 white queen · e1 white king · f1 white bishop · g1 white knight · h1 white rook | a8 black rook · b8 black knight · d8 black queen · e8 black king · f8 black bishop · g8 black knight · h8 black rook · a7 black pawn · b7 black pawn · e7 black pawn · f7 black pawn · g7 black pawn · h7 black pawn · c6 black pawn · f5 black bishop · d4 white pawn · e4 white knight · a2 white pawn · b2 white pawn · c2 white pawn · f2 white pawn · g2 white pawn · h2 white pawn · a1 white rook · c1 white bishop · d1 white queen · e1 white king · f1 white bishop · g1 white knight · h1 white rook | a8 black rook · b8 black knight · d8 black queen · e8 black king · f8 black bishop · g8 black knight · h8 black rook · a7 black pawn · b7 black pawn · e7 black pawn · f7 black pawn · g7 black pawn · h7 black pawn · c6 black pawn · f5 black bishop · d4 white pawn · e4 white knight · a2 white pawn · b2 white pawn · c2 white pawn · f2 white pawn · g2 white pawn · h2 white pawn · a1 white rook · c1 white bishop · d1 white queen · e1 white king · f1 white bishop · g1 white knight · h1 white rook | a8 black rook · b8 black knight · d8 black queen · e8 black king · f8 black bishop · g8 black knight · h8 black rook · a7 black pawn · b7 black pawn · e7 black pawn · f7 black pawn · g7 black pawn · h7 black pawn · c6 black pawn · f5 black bishop · d4 white pawn · e4 white knight · a2 white pawn · b2 white pawn · c2 white pawn · f2 white pawn · g2 white pawn · h2 white pawn · a1 white rook · c1 white bishop · d1 white queen · e1 white king · f1 white bishop · g1 white knight · h1 white rook | a8 black rook · b8 black knight · d8 black queen · e8 black king · f8 black bishop · g8 black knight · h8 black rook · a7 black pawn · b7 black pawn · e7 black pawn · f7 black pawn · g7 black pawn · h7 black pawn · c6 black pawn · f5 black bishop · d4 white pawn · e4 white knight · a2 white pawn · b2 white pawn · c2 white pawn · f2 white pawn · g2 white pawn · h2 white pawn · a1 white rook · c1 white bishop · d1 white queen · e1 white king · f1 white bishop · g1 white knight · h1 white rook | 4 |
| 3 | a8 black rook · b8 black knight · d8 black queen · e8 black king · f8 black bishop · g8 black knight · h8 black rook · a7 black pawn · b7 black pawn · e7 black pawn · f7 black pawn · g7 black pawn · h7 black pawn · c6 black pawn · f5 black bishop · d4 white pawn · e4 white knight · a2 white pawn · b2 white pawn · c2 white pawn · f2 white pawn · g2 white pawn · h2 white pawn · a1 white rook · c1 white bishop · d1 white queen · e1 white king · f1 white bishop · g1 white knight · h1 white rook | a8 black rook · b8 black knight · d8 black queen · e8 black king · f8 black bishop · g8 black knight · h8 black rook · a7 black pawn · b7 black pawn · e7 black pawn · f7 black pawn · g7 black pawn · h7 black pawn · c6 black pawn · f5 black bishop · d4 white pawn · e4 white knight · a2 white pawn · b2 white pawn · c2 white pawn · f2 white pawn · g2 white pawn · h2 white pawn · a1 white rook · c1 white bishop · d1 white queen · e1 white king · f1 white bishop · g1 white knight · h1 white rook | a8 black rook · b8 black knight · d8 black queen · e8 black king · f8 black bishop · g8 black knight · h8 black rook · a7 black pawn · b7 black pawn · e7 black pawn · f7 black pawn · g7 black pawn · h7 black pawn · c6 black pawn · f5 black bishop · d4 white pawn · e4 white knight · a2 white pawn · b2 white pawn · c2 white pawn · f2 white pawn · g2 white pawn · h2 white pawn · a1 white rook · c1 white bishop · d1 white queen · e1 white king · f1 white bishop · g1 white knight · h1 white rook | a8 black rook · b8 black knight · d8 black queen · e8 black king · f8 black bishop · g8 black knight · h8 black rook · a7 black pawn · b7 black pawn · e7 black pawn · f7 black pawn · g7 black pawn · h7 black pawn · c6 black pawn · f5 black bishop · d4 white pawn · e4 white knight · a2 white pawn · b2 white pawn · c2 white pawn · f2 white pawn · g2 white pawn · h2 white pawn · a1 white rook · c1 white bishop · d1 white queen · e1 white king · f1 white bishop · g1 white knight · h1 white rook | a8 black rook · b8 black knight · d8 black queen · e8 black king · f8 black bishop · g8 black knight · h8 black rook · a7 black pawn · b7 black pawn · e7 black pawn · f7 black pawn · g7 black pawn · h7 black pawn · c6 black pawn · f5 black bishop · d4 white pawn · e4 white knight · a2 white pawn · b2 white pawn · c2 white pawn · f2 white pawn · g2 white pawn · h2 white pawn · a1 white rook · c1 white bishop · d1 white queen · e1 white king · f1 white bishop · g1 white knight · h1 white rook | a8 black rook · b8 black knight · d8 black queen · e8 black king · f8 black bishop · g8 black knight · h8 black rook · a7 black pawn · b7 black pawn · e7 black pawn · f7 black pawn · g7 black pawn · h7 black pawn · c6 black pawn · f5 black bishop · d4 white pawn · e4 white knight · a2 white pawn · b2 white pawn · c2 white pawn · f2 white pawn · g2 white pawn · h2 white pawn · a1 white rook · c1 white bishop · d1 white queen · e1 white king · f1 white bishop · g1 white knight · h1 white rook | a8 black rook · b8 black knight · d8 black queen · e8 black king · f8 black bishop · g8 black knight · h8 black rook · a7 black pawn · b7 black pawn · e7 black pawn · f7 black pawn · g7 black pawn · h7 black pawn · c6 black pawn · f5 black bishop · d4 white pawn · e4 white knight · a2 white pawn · b2 white pawn · c2 white pawn · f2 white pawn · g2 white pawn · h2 white pawn · a1 white rook · c1 white bishop · d1 white queen · e1 white king · f1 white bishop · g1 white knight · h1 white rook | a8 black rook · b8 black knight · d8 black queen · e8 black king · f8 black bishop · g8 black knight · h8 black rook · a7 black pawn · b7 black pawn · e7 black pawn · f7 black pawn · g7 black pawn · h7 black pawn · c6 black pawn · f5 black bishop · d4 white pawn · e4 white knight · a2 white pawn · b2 white pawn · c2 white pawn · f2 white pawn · g2 white pawn · h2 white pawn · a1 white rook · c1 white bishop · d1 white queen · e1 white king · f1 white bishop · g1 white knight · h1 white rook | 3 |
| 2 | a8 black rook · b8 black knight · d8 black queen · e8 black king · f8 black bishop · g8 black knight · h8 black rook · a7 black pawn · b7 black pawn · e7 black pawn · f7 black pawn · g7 black pawn · h7 black pawn · c6 black pawn · f5 black bishop · d4 white pawn · e4 white knight · a2 white pawn · b2 white pawn · c2 white pawn · f2 white pawn · g2 white pawn · h2 white pawn · a1 white rook · c1 white bishop · d1 white queen · e1 white king · f1 white bishop · g1 white knight · h1 white rook | a8 black rook · b8 black knight · d8 black queen · e8 black king · f8 black bishop · g8 black knight · h8 black rook · a7 black pawn · b7 black pawn · e7 black pawn · f7 black pawn · g7 black pawn · h7 black pawn · c6 black pawn · f5 black bishop · d4 white pawn · e4 white knight · a2 white pawn · b2 white pawn · c2 white pawn · f2 white pawn · g2 white pawn · h2 white pawn · a1 white rook · c1 white bishop · d1 white queen · e1 white king · f1 white bishop · g1 white knight · h1 white rook | a8 black rook · b8 black knight · d8 black queen · e8 black king · f8 black bishop · g8 black knight · h8 black rook · a7 black pawn · b7 black pawn · e7 black pawn · f7 black pawn · g7 black pawn · h7 black pawn · c6 black pawn · f5 black bishop · d4 white pawn · e4 white knight · a2 white pawn · b2 white pawn · c2 white pawn · f2 white pawn · g2 white pawn · h2 white pawn · a1 white rook · c1 white bishop · d1 white queen · e1 white king · f1 white bishop · g1 white knight · h1 white rook | a8 black rook · b8 black knight · d8 black queen · e8 black king · f8 black bishop · g8 black knight · h8 black rook · a7 black pawn · b7 black pawn · e7 black pawn · f7 black pawn · g7 black pawn · h7 black pawn · c6 black pawn · f5 black bishop · d4 white pawn · e4 white knight · a2 white pawn · b2 white pawn · c2 white pawn · f2 white pawn · g2 white pawn · h2 white pawn · a1 white rook · c1 white bishop · d1 white queen · e1 white king · f1 white bishop · g1 white knight · h1 white rook | a8 black rook · b8 black knight · d8 black queen · e8 black king · f8 black bishop · g8 black knight · h8 black rook · a7 black pawn · b7 black pawn · e7 black pawn · f7 black pawn · g7 black pawn · h7 black pawn · c6 black pawn · f5 black bishop · d4 white pawn · e4 white knight · a2 white pawn · b2 white pawn · c2 white pawn · f2 white pawn · g2 white pawn · h2 white pawn · a1 white rook · c1 white bishop · d1 white queen · e1 white king · f1 white bishop · g1 white knight · h1 white rook | a8 black rook · b8 black knight · d8 black queen · e8 black king · f8 black bishop · g8 black knight · h8 black rook · a7 black pawn · b7 black pawn · e7 black pawn · f7 black pawn · g7 black pawn · h7 black pawn · c6 black pawn · f5 black bishop · d4 white pawn · e4 white knight · a2 white pawn · b2 white pawn · c2 white pawn · f2 white pawn · g2 white pawn · h2 white pawn · a1 white rook · c1 white bishop · d1 white queen · e1 white king · f1 white bishop · g1 white knight · h1 white rook | a8 black rook · b8 black knight · d8 black queen · e8 black king · f8 black bishop · g8 black knight · h8 black rook · a7 black pawn · b7 black pawn · e7 black pawn · f7 black pawn · g7 black pawn · h7 black pawn · c6 black pawn · f5 black bishop · d4 white pawn · e4 white knight · a2 white pawn · b2 white pawn · c2 white pawn · f2 white pawn · g2 white pawn · h2 white pawn · a1 white rook · c1 white bishop · d1 white queen · e1 white king · f1 white bishop · g1 white knight · h1 white rook | a8 black rook · b8 black knight · d8 black queen · e8 black king · f8 black bishop · g8 black knight · h8 black rook · a7 black pawn · b7 black pawn · e7 black pawn · f7 black pawn · g7 black pawn · h7 black pawn · c6 black pawn · f5 black bishop · d4 white pawn · e4 white knight · a2 white pawn · b2 white pawn · c2 white pawn · f2 white pawn · g2 white pawn · h2 white pawn · a1 white rook · c1 white bishop · d1 white queen · e1 white king · f1 white bishop · g1 white knight · h1 white rook | 2 |
| 1 | a8 black rook · b8 black knight · d8 black queen · e8 black king · f8 black bishop · g8 black knight · h8 black rook · a7 black pawn · b7 black pawn · e7 black pawn · f7 black pawn · g7 black pawn · h7 black pawn · c6 black pawn · f5 black bishop · d4 white pawn · e4 white knight · a2 white pawn · b2 white pawn · c2 white pawn · f2 white pawn · g2 white pawn · h2 white pawn · a1 white rook · c1 white bishop · d1 white queen · e1 white king · f1 white bishop · g1 white knight · h1 white rook | a8 black rook · b8 black knight · d8 black queen · e8 black king · f8 black bishop · g8 black knight · h8 black rook · a7 black pawn · b7 black pawn · e7 black pawn · f7 black pawn · g7 black pawn · h7 black pawn · c6 black pawn · f5 black bishop · d4 white pawn · e4 white knight · a2 white pawn · b2 white pawn · c2 white pawn · f2 white pawn · g2 white pawn · h2 white pawn · a1 white rook · c1 white bishop · d1 white queen · e1 white king · f1 white bishop · g1 white knight · h1 white rook | a8 black rook · b8 black knight · d8 black queen · e8 black king · f8 black bishop · g8 black knight · h8 black rook · a7 black pawn · b7 black pawn · e7 black pawn · f7 black pawn · g7 black pawn · h7 black pawn · c6 black pawn · f5 black bishop · d4 white pawn · e4 white knight · a2 white pawn · b2 white pawn · c2 white pawn · f2 white pawn · g2 white pawn · h2 white pawn · a1 white rook · c1 white bishop · d1 white queen · e1 white king · f1 white bishop · g1 white knight · h1 white rook | a8 black rook · b8 black knight · d8 black queen · e8 black king · f8 black bishop · g8 black knight · h8 black rook · a7 black pawn · b7 black pawn · e7 black pawn · f7 black pawn · g7 black pawn · h7 black pawn · c6 black pawn · f5 black bishop · d4 white pawn · e4 white knight · a2 white pawn · b2 white pawn · c2 white pawn · f2 white pawn · g2 white pawn · h2 white pawn · a1 white rook · c1 white bishop · d1 white queen · e1 white king · f1 white bishop · g1 white knight · h1 white rook | a8 black rook · b8 black knight · d8 black queen · e8 black king · f8 black bishop · g8 black knight · h8 black rook · a7 black pawn · b7 black pawn · e7 black pawn · f7 black pawn · g7 black pawn · h7 black pawn · c6 black pawn · f5 black bishop · d4 white pawn · e4 white knight · a2 white pawn · b2 white pawn · c2 white pawn · f2 white pawn · g2 white pawn · h2 white pawn · a1 white rook · c1 white bishop · d1 white queen · e1 white king · f1 white bishop · g1 white knight · h1 white rook | a8 black rook · b8 black knight · d8 black queen · e8 black king · f8 black bishop · g8 black knight · h8 black rook · a7 black pawn · b7 black pawn · e7 black pawn · f7 black pawn · g7 black pawn · h7 black pawn · c6 black pawn · f5 black bishop · d4 white pawn · e4 white knight · a2 white pawn · b2 white pawn · c2 white pawn · f2 white pawn · g2 white pawn · h2 white pawn · a1 white rook · c1 white bishop · d1 white queen · e1 white king · f1 white bishop · g1 white knight · h1 white rook | a8 black rook · b8 black knight · d8 black queen · e8 black king · f8 black bishop · g8 black knight · h8 black rook · a7 black pawn · b7 black pawn · e7 black pawn · f7 black pawn · g7 black pawn · h7 black pawn · c6 black pawn · f5 black bishop · d4 white pawn · e4 white knight · a2 white pawn · b2 white pawn · c2 white pawn · f2 white pawn · g2 white pawn · h2 white pawn · a1 white rook · c1 white bishop · d1 white queen · e1 white king · f1 white bishop · g1 white knight · h1 white rook | a8 black rook · b8 black knight · d8 black queen · e8 black king · f8 black bishop · g8 black knight · h8 black rook · a7 black pawn · b7 black pawn · e7 black pawn · f7 black pawn · g7 black pawn · h7 black pawn · c6 black pawn · f5 black bishop · d4 white pawn · e4 white knight · a2 white pawn · b2 white pawn · c2 white pawn · f2 white pawn · g2 white pawn · h2 white pawn · a1 white rook · c1 white bishop · d1 white queen · e1 white king · f1 white bishop · g1 white knight · h1 white rook | 1 |
|   | a | b | c | d | e | f | g | h |   |

Cách phổ biến nhất để đối phó với Caro-Kann, Biến thể cổ điển (thường được gọi là Biến thể Capablanca theo tên vua cờ người Cuba José Raúl Capablanca), gồm các nước đi: 1.e4 c6 2.d4 d5 3.Nc3 (hoặc 3 .Nd2) dxe4 4.Nxe4 Bf5. Các nước này được cho là cách chơi tốt nhất cho cả hai bên trong Caro–Kann. Trắng thường tiếp tục: 5.Ng3 Bg6 6.h4 h6 7.Nf3 Nd7 8.h5 Bh7 9.Bd3 Bxd3 10.Qxd3. Mặc dù quân tốt Trằng ở h5 có vẻ đã sẵn sàng tấn công, nhưng nó có thể chứng tỏ là một điểm yếu trong tàn cuộc.
Phần lớn sự chú ý dành cho Caro–Kann đến từ một hàng phòng thủ vững chắc của biến thể này. Đen hầu như sẽ  chơi ...c6–c5 kịp thời để thách thức ô d4. Các biến thể nhập thành cánh hậu của Đen đã mang lại cho Đen thế trận chắc chắn nhưng hơi nhàm chán. Phổ biến hơn gần đây là các biến thể với việc nhập thành cánh vua của Đen và thậm chí còn để vua của mình ở trung tâm. Những biến thể này sẽ đẫn đến một ván cờ sắc nét và sôi động.
Đây là một ván cờ minh họa các cơ hội tấn công của Trắng khi hai người chơi nhập thành ở hai phía đối diện trong Biến thể Cổ điển:
Lev Milman vs. Joseph Fang, Foxwoods Open 2005  1. e4 c6 2. d4 d5 3. Nc3 dxe4 4. Nxe4 Bf5 5. Ng3 Bg6 6. h4 h6 7. Nf3 Nd7 8. h5 Bh7 9. Bd3 Bxd3 10. Qxd3 e6 (10...Qc7) 11. Bf4 Bb4+ 12. c3 Be7 13. 0-0-0 Ngf6 14. Kb1 0-0 15. Ne5 c5?! (15...Qa5 tốt hơn) 16. Qf3 Qb6? (16...cxd4 17.Rxd4 Nxe5 18.Bxe5 Qc8 19.Rhd1 Rd8 20.Ne4 với Trắng có một chút lợi thế) 17. Nxd7 Nxd7 18. d5 exd5 19. Nf5! Bf6 20. Rxd5 Qe6 21. Bxh6 Ne5 (21...gxh6 22.Rd6 Qe8 23.Rxf6 Nxf6 24.Qg3+ chiếu hết ở g7 22. Qe4 Nc6 23. Qf3 Ne5? (23...gxh6 24.Rd6 Qe5 25.Nxh6+ Kg7 26.Nf5+ Kh7) 24. Qe4 Nc6 25. Qg4! Qxd5 (25...Ne5 26.Rxe5 Qxe5 27.Bxg7 Bxg7 28.h6) 26. Bxg7 Qd3+ 27. Ka1 Ne5 28. Ne7+!! Kh7 29. Qg6+!! fxg6 30. hxg6+ Kxg7 31. Rh7# (Trắng ít hơn 1 hậu, 1 xe, 1 tượng)

#### Biến thể hiện đại 3...dxe4 4.Nxe4 Nd7
|   | a | b | c | d | e | f | g | h |   |
| 8 | a8 black rook · c8 black bishop · d8 black queen · e8 black king · f8 black bishop · g8 black knight · h8 black rook · a7 black pawn · b7 black pawn · d7 black knight · e7 black pawn · f7 black pawn · g7 black pawn · h7 black pawn · c6 black pawn · d4 white pawn · e4 white knight · a2 white pawn · b2 white pawn · c2 white pawn · f2 white pawn · g2 white pawn · h2 white pawn · a1 white rook · c1 white bishop · d1 white queen · e1 white king · f1 white bishop · g1 white knight · h1 white rook | a8 black rook · c8 black bishop · d8 black queen · e8 black king · f8 black bishop · g8 black knight · h8 black rook · a7 black pawn · b7 black pawn · d7 black knight · e7 black pawn · f7 black pawn · g7 black pawn · h7 black pawn · c6 black pawn · d4 white pawn · e4 white knight · a2 white pawn · b2 white pawn · c2 white pawn · f2 white pawn · g2 white pawn · h2 white pawn · a1 white rook · c1 white bishop · d1 white queen · e1 white king · f1 white bishop · g1 white knight · h1 white rook | a8 black rook · c8 black bishop · d8 black queen · e8 black king · f8 black bishop · g8 black knight · h8 black rook · a7 black pawn · b7 black pawn · d7 black knight · e7 black pawn · f7 black pawn · g7 black pawn · h7 black pawn · c6 black pawn · d4 white pawn · e4 white knight · a2 white pawn · b2 white pawn · c2 white pawn · f2 white pawn · g2 white pawn · h2 white pawn · a1 white rook · c1 white bishop · d1 white queen · e1 white king · f1 white bishop · g1 white knight · h1 white rook | a8 black rook · c8 black bishop · d8 black queen · e8 black king · f8 black bishop · g8 black knight · h8 black rook · a7 black pawn · b7 black pawn · d7 black knight · e7 black pawn · f7 black pawn · g7 black pawn · h7 black pawn · c6 black pawn · d4 white pawn · e4 white knight · a2 white pawn · b2 white pawn · c2 white pawn · f2 white pawn · g2 white pawn · h2 white pawn · a1 white rook · c1 white bishop · d1 white queen · e1 white king · f1 white bishop · g1 white knight · h1 white rook | a8 black rook · c8 black bishop · d8 black queen · e8 black king · f8 black bishop · g8 black knight · h8 black rook · a7 black pawn · b7 black pawn · d7 black knight · e7 black pawn · f7 black pawn · g7 black pawn · h7 black pawn · c6 black pawn · d4 white pawn · e4 white knight · a2 white pawn · b2 white pawn · c2 white pawn · f2 white pawn · g2 white pawn · h2 white pawn · a1 white rook · c1 white bishop · d1 white queen · e1 white king · f1 white bishop · g1 white knight · h1 white rook | a8 black rook · c8 black bishop · d8 black queen · e8 black king · f8 black bishop · g8 black knight · h8 black rook · a7 black pawn · b7 black pawn · d7 black knight · e7 black pawn · f7 black pawn · g7 black pawn · h7 black pawn · c6 black pawn · d4 white pawn · e4 white knight · a2 white pawn · b2 white pawn · c2 white pawn · f2 white pawn · g2 white pawn · h2 white pawn · a1 white rook · c1 white bishop · d1 white queen · e1 white king · f1 white bishop · g1 white knight · h1 white rook | a8 black rook · c8 black bishop · d8 black queen · e8 black king · f8 black bishop · g8 black knight · h8 black rook · a7 black pawn · b7 black pawn · d7 black knight · e7 black pawn · f7 black pawn · g7 black pawn · h7 black pawn · c6 black pawn · d4 white pawn · e4 white knight · a2 white pawn · b2 white pawn · c2 white pawn · f2 white pawn · g2 white pawn · h2 white pawn · a1 white rook · c1 white bishop · d1 white queen · e1 white king · f1 white bishop · g1 white knight · h1 white rook | a8 black rook · c8 black bishop · d8 black queen · e8 black king · f8 black bishop · g8 black knight · h8 black rook · a7 black pawn · b7 black pawn · d7 black knight · e7 black pawn · f7 black pawn · g7 black pawn · h7 black pawn · c6 black pawn · d4 white pawn · e4 white knight · a2 white pawn · b2 white pawn · c2 white pawn · f2 white pawn · g2 white pawn · h2 white pawn · a1 white rook · c1 white bishop · d1 white queen · e1 white king · f1 white bishop · g1 white knight · h1 white rook | 8 |
| 7 | a8 black rook · c8 black bishop · d8 black queen · e8 black king · f8 black bishop · g8 black knight · h8 black rook · a7 black pawn · b7 black pawn · d7 black knight · e7 black pawn · f7 black pawn · g7 black pawn · h7 black pawn · c6 black pawn · d4 white pawn · e4 white knight · a2 white pawn · b2 white pawn · c2 white pawn · f2 white pawn · g2 white pawn · h2 white pawn · a1 white rook · c1 white bishop · d1 white queen · e1 white king · f1 white bishop · g1 white knight · h1 white rook | a8 black rook · c8 black bishop · d8 black queen · e8 black king · f8 black bishop · g8 black knight · h8 black rook · a7 black pawn · b7 black pawn · d7 black knight · e7 black pawn · f7 black pawn · g7 black pawn · h7 black pawn · c6 black pawn · d4 white pawn · e4 white knight · a2 white pawn · b2 white pawn · c2 white pawn · f2 white pawn · g2 white pawn · h2 white pawn · a1 white rook · c1 white bishop · d1 white queen · e1 white king · f1 white bishop · g1 white knight · h1 white rook | a8 black rook · c8 black bishop · d8 black queen · e8 black king · f8 black bishop · g8 black knight · h8 black rook · a7 black pawn · b7 black pawn · d7 black knight · e7 black pawn · f7 black pawn · g7 black pawn · h7 black pawn · c6 black pawn · d4 white pawn · e4 white knight · a2 white pawn · b2 white pawn · c2 white pawn · f2 white pawn · g2 white pawn · h2 white pawn · a1 white rook · c1 white bishop · d1 white queen · e1 white king · f1 white bishop · g1 white knight · h1 white rook | a8 black rook · c8 black bishop · d8 black queen · e8 black king · f8 black bishop · g8 black knight · h8 black rook · a7 black pawn · b7 black pawn · d7 black knight · e7 black pawn · f7 black pawn · g7 black pawn · h7 black pawn · c6 black pawn · d4 white pawn · e4 white knight · a2 white pawn · b2 white pawn · c2 white pawn · f2 white pawn · g2 white pawn · h2 white pawn · a1 white rook · c1 white bishop · d1 white queen · e1 white king · f1 white bishop · g1 white knight · h1 white rook | a8 black rook · c8 black bishop · d8 black queen · e8 black king · f8 black bishop · g8 black knight · h8 black rook · a7 black pawn · b7 black pawn · d7 black knight · e7 black pawn · f7 black pawn · g7 black pawn · h7 black pawn · c6 black pawn · d4 white pawn · e4 white knight · a2 white pawn · b2 white pawn · c2 white pawn · f2 white pawn · g2 white pawn · h2 white pawn · a1 white rook · c1 white bishop · d1 white queen · e1 white king · f1 white bishop · g1 white knight · h1 white rook | a8 black rook · c8 black bishop · d8 black queen · e8 black king · f8 black bishop · g8 black knight · h8 black rook · a7 black pawn · b7 black pawn · d7 black knight · e7 black pawn · f7 black pawn · g7 black pawn · h7 black pawn · c6 black pawn · d4 white pawn · e4 white knight · a2 white pawn · b2 white pawn · c2 white pawn · f2 white pawn · g2 white pawn · h2 white pawn · a1 white rook · c1 white bishop · d1 white queen · e1 white king · f1 white bishop · g1 white knight · h1 white rook | a8 black rook · c8 black bishop · d8 black queen · e8 black king · f8 black bishop · g8 black knight · h8 black rook · a7 black pawn · b7 black pawn · d7 black knight · e7 black pawn · f7 black pawn · g7 black pawn · h7 black pawn · c6 black pawn · d4 white pawn · e4 white knight · a2 white pawn · b2 white pawn · c2 white pawn · f2 white pawn · g2 white pawn · h2 white pawn · a1 white rook · c1 white bishop · d1 white queen · e1 white king · f1 white bishop · g1 white knight · h1 white rook | a8 black rook · c8 black bishop · d8 black queen · e8 black king · f8 black bishop · g8 black knight · h8 black rook · a7 black pawn · b7 black pawn · d7 black knight · e7 black pawn · f7 black pawn · g7 black pawn · h7 black pawn · c6 black pawn · d4 white pawn · e4 white knight · a2 white pawn · b2 white pawn · c2 white pawn · f2 white pawn · g2 white pawn · h2 white pawn · a1 white rook · c1 white bishop · d1 white queen · e1 white king · f1 white bishop · g1 white knight · h1 white rook | 7 |
| 6 | a8 black rook · c8 black bishop · d8 black queen · e8 black king · f8 black bishop · g8 black knight · h8 black rook · a7 black pawn · b7 black pawn · d7 black knight · e7 black pawn · f7 black pawn · g7 black pawn · h7 black pawn · c6 black pawn · d4 white pawn · e4 white knight · a2 white pawn · b2 white pawn · c2 white pawn · f2 white pawn · g2 white pawn · h2 white pawn · a1 white rook · c1 white bishop · d1 white queen · e1 white king · f1 white bishop · g1 white knight · h1 white rook | a8 black rook · c8 black bishop · d8 black queen · e8 black king · f8 black bishop · g8 black knight · h8 black rook · a7 black pawn · b7 black pawn · d7 black knight · e7 black pawn · f7 black pawn · g7 black pawn · h7 black pawn · c6 black pawn · d4 white pawn · e4 white knight · a2 white pawn · b2 white pawn · c2 white pawn · f2 white pawn · g2 white pawn · h2 white pawn · a1 white rook · c1 white bishop · d1 white queen · e1 white king · f1 white bishop · g1 white knight · h1 white rook | a8 black rook · c8 black bishop · d8 black queen · e8 black king · f8 black bishop · g8 black knight · h8 black rook · a7 black pawn · b7 black pawn · d7 black knight · e7 black pawn · f7 black pawn · g7 black pawn · h7 black pawn · c6 black pawn · d4 white pawn · e4 white knight · a2 white pawn · b2 white pawn · c2 white pawn · f2 white pawn · g2 white pawn · h2 white pawn · a1 white rook · c1 white bishop · d1 white queen · e1 white king · f1 white bishop · g1 white knight · h1 white rook | a8 black rook · c8 black bishop · d8 black queen · e8 black king · f8 black bishop · g8 black knight · h8 black rook · a7 black pawn · b7 black pawn · d7 black knight · e7 black pawn · f7 black pawn · g7 black pawn · h7 black pawn · c6 black pawn · d4 white pawn · e4 white knight · a2 white pawn · b2 white pawn · c2 white pawn · f2 white pawn · g2 white pawn · h2 white pawn · a1 white rook · c1 white bishop · d1 white queen · e1 white king · f1 white bishop · g1 white knight · h1 white rook | a8 black rook · c8 black bishop · d8 black queen · e8 black king · f8 black bishop · g8 black knight · h8 black rook · a7 black pawn · b7 black pawn · d7 black knight · e7 black pawn · f7 black pawn · g7 black pawn · h7 black pawn · c6 black pawn · d4 white pawn · e4 white knight · a2 white pawn · b2 white pawn · c2 white pawn · f2 white pawn · g2 white pawn · h2 white pawn · a1 white rook · c1 white bishop · d1 white queen · e1 white king · f1 white bishop · g1 white knight · h1 white rook | a8 black rook · c8 black bishop · d8 black queen · e8 black king · f8 black bishop · g8 black knight · h8 black rook · a7 black pawn · b7 black pawn · d7 black knight · e7 black pawn · f7 black pawn · g7 black pawn · h7 black pawn · c6 black pawn · d4 white pawn · e4 white knight · a2 white pawn · b2 white pawn · c2 white pawn · f2 white pawn · g2 white pawn · h2 white pawn · a1 white rook · c1 white bishop · d1 white queen · e1 white king · f1 white bishop · g1 white knight · h1 white rook | a8 black rook · c8 black bishop · d8 black queen · e8 black king · f8 black bishop · g8 black knight · h8 black rook · a7 black pawn · b7 black pawn · d7 black knight · e7 black pawn · f7 black pawn · g7 black pawn · h7 black pawn · c6 black pawn · d4 white pawn · e4 white knight · a2 white pawn · b2 white pawn · c2 white pawn · f2 white pawn · g2 white pawn · h2 white pawn · a1 white rook · c1 white bishop · d1 white queen · e1 white king · f1 white bishop · g1 white knight · h1 white rook | a8 black rook · c8 black bishop · d8 black queen · e8 black king · f8 black bishop · g8 black knight · h8 black rook · a7 black pawn · b7 black pawn · d7 black knight · e7 black pawn · f7 black pawn · g7 black pawn · h7 black pawn · c6 black pawn · d4 white pawn · e4 white knight · a2 white pawn · b2 white pawn · c2 white pawn · f2 white pawn · g2 white pawn · h2 white pawn · a1 white rook · c1 white bishop · d1 white queen · e1 white king · f1 white bishop · g1 white knight · h1 white rook | 6 |
| 5 | a8 black rook · c8 black bishop · d8 black queen · e8 black king · f8 black bishop · g8 black knight · h8 black rook · a7 black pawn · b7 black pawn · d7 black knight · e7 black pawn · f7 black pawn · g7 black pawn · h7 black pawn · c6 black pawn · d4 white pawn · e4 white knight · a2 white pawn · b2 white pawn · c2 white pawn · f2 white pawn · g2 white pawn · h2 white pawn · a1 white rook · c1 white bishop · d1 white queen · e1 white king · f1 white bishop · g1 white knight · h1 white rook | a8 black rook · c8 black bishop · d8 black queen · e8 black king · f8 black bishop · g8 black knight · h8 black rook · a7 black pawn · b7 black pawn · d7 black knight · e7 black pawn · f7 black pawn · g7 black pawn · h7 black pawn · c6 black pawn · d4 white pawn · e4 white knight · a2 white pawn · b2 white pawn · c2 white pawn · f2 white pawn · g2 white pawn · h2 white pawn · a1 white rook · c1 white bishop · d1 white queen · e1 white king · f1 white bishop · g1 white knight · h1 white rook | a8 black rook · c8 black bishop · d8 black queen · e8 black king · f8 black bishop · g8 black knight · h8 black rook · a7 black pawn · b7 black pawn · d7 black knight · e7 black pawn · f7 black pawn · g7 black pawn · h7 black pawn · c6 black pawn · d4 white pawn · e4 white knight · a2 white pawn · b2 white pawn · c2 white pawn · f2 white pawn · g2 white pawn · h2 white pawn · a1 white rook · c1 white bishop · d1 white queen · e1 white king · f1 white bishop · g1 white knight · h1 white rook | a8 black rook · c8 black bishop · d8 black queen · e8 black king · f8 black bishop · g8 black knight · h8 black rook · a7 black pawn · b7 black pawn · d7 black knight · e7 black pawn · f7 black pawn · g7 black pawn · h7 black pawn · c6 black pawn · d4 white pawn · e4 white knight · a2 white pawn · b2 white pawn · c2 white pawn · f2 white pawn · g2 white pawn · h2 white pawn · a1 white rook · c1 white bishop · d1 white queen · e1 white king · f1 white bishop · g1 white knight · h1 white rook | a8 black rook · c8 black bishop · d8 black queen · e8 black king · f8 black bishop · g8 black knight · h8 black rook · a7 black pawn · b7 black pawn · d7 black knight · e7 black pawn · f7 black pawn · g7 black pawn · h7 black pawn · c6 black pawn · d4 white pawn · e4 white knight · a2 white pawn · b2 white pawn · c2 white pawn · f2 white pawn · g2 white pawn · h2 white pawn · a1 white rook · c1 white bishop · d1 white queen · e1 white king · f1 white bishop · g1 white knight · h1 white rook | a8 black rook · c8 black bishop · d8 black queen · e8 black king · f8 black bishop · g8 black knight · h8 black rook · a7 black pawn · b7 black pawn · d7 black knight · e7 black pawn · f7 black pawn · g7 black pawn · h7 black pawn · c6 black pawn · d4 white pawn · e4 white knight · a2 white pawn · b2 white pawn · c2 white pawn · f2 white pawn · g2 white pawn · h2 white pawn · a1 white rook · c1 white bishop · d1 white queen · e1 white king · f1 white bishop · g1 white knight · h1 white rook | a8 black rook · c8 black bishop · d8 black queen · e8 black king · f8 black bishop · g8 black knight · h8 black rook · a7 black pawn · b7 black pawn · d7 black knight · e7 black pawn · f7 black pawn · g7 black pawn · h7 black pawn · c6 black pawn · d4 white pawn · e4 white knight · a2 white pawn · b2 white pawn · c2 white pawn · f2 white pawn · g2 white pawn · h2 white pawn · a1 white rook · c1 white bishop · d1 white queen · e1 white king · f1 white bishop · g1 white knight · h1 white rook | a8 black rook · c8 black bishop · d8 black queen · e8 black king · f8 black bishop · g8 black knight · h8 black rook · a7 black pawn · b7 black pawn · d7 black knight · e7 black pawn · f7 black pawn · g7 black pawn · h7 black pawn · c6 black pawn · d4 white pawn · e4 white knight · a2 white pawn · b2 white pawn · c2 white pawn · f2 white pawn · g2 white pawn · h2 white pawn · a1 white rook · c1 white bishop · d1 white queen · e1 white king · f1 white bishop · g1 white knight · h1 white rook | 5 |
| 4 | a8 black rook · c8 black bishop · d8 black queen · e8 black king · f8 black bishop · g8 black knight · h8 black rook · a7 black pawn · b7 black pawn · d7 black knight · e7 black pawn · f7 black pawn · g7 black pawn · h7 black pawn · c6 black pawn · d4 white pawn · e4 white knight · a2 white pawn · b2 white pawn · c2 white pawn · f2 white pawn · g2 white pawn · h2 white pawn · a1 white rook · c1 white bishop · d1 white queen · e1 white king · f1 white bishop · g1 white knight · h1 white rook | a8 black rook · c8 black bishop · d8 black queen · e8 black king · f8 black bishop · g8 black knight · h8 black rook · a7 black pawn · b7 black pawn · d7 black knight · e7 black pawn · f7 black pawn · g7 black pawn · h7 black pawn · c6 black pawn · d4 white pawn · e4 white knight · a2 white pawn · b2 white pawn · c2 white pawn · f2 white pawn · g2 white pawn · h2 white pawn · a1 white rook · c1 white bishop · d1 white queen · e1 white king · f1 white bishop · g1 white knight · h1 white rook | a8 black rook · c8 black bishop · d8 black queen · e8 black king · f8 black bishop · g8 black knight · h8 black rook · a7 black pawn · b7 black pawn · d7 black knight · e7 black pawn · f7 black pawn · g7 black pawn · h7 black pawn · c6 black pawn · d4 white pawn · e4 white knight · a2 white pawn · b2 white pawn · c2 white pawn · f2 white pawn · g2 white pawn · h2 white pawn · a1 white rook · c1 white bishop · d1 white queen · e1 white king · f1 white bishop · g1 white knight · h1 white rook | a8 black rook · c8 black bishop · d8 black queen · e8 black king · f8 black bishop · g8 black knight · h8 black rook · a7 black pawn · b7 black pawn · d7 black knight · e7 black pawn · f7 black pawn · g7 black pawn · h7 black pawn · c6 black pawn · d4 white pawn · e4 white knight · a2 white pawn · b2 white pawn · c2 white pawn · f2 white pawn · g2 white pawn · h2 white pawn · a1 white rook · c1 white bishop · d1 white queen · e1 white king · f1 white bishop · g1 white knight · h1 white rook | a8 black rook · c8 black bishop · d8 black queen · e8 black king · f8 black bishop · g8 black knight · h8 black rook · a7 black pawn · b7 black pawn · d7 black knight · e7 black pawn · f7 black pawn · g7 black pawn · h7 black pawn · c6 black pawn · d4 white pawn · e4 white knight · a2 white pawn · b2 white pawn · c2 white pawn · f2 white pawn · g2 white pawn · h2 white pawn · a1 white rook · c1 white bishop · d1 white queen · e1 white king · f1 white bishop · g1 white knight · h1 white rook | a8 black rook · c8 black bishop · d8 black queen · e8 black king · f8 black bishop · g8 black knight · h8 black rook · a7 black pawn · b7 black pawn · d7 black knight · e7 black pawn · f7 black pawn · g7 black pawn · h7 black pawn · c6 black pawn · d4 white pawn · e4 white knight · a2 white pawn · b2 white pawn · c2 white pawn · f2 white pawn · g2 white pawn · h2 white pawn · a1 white rook · c1 white bishop · d1 white queen · e1 white king · f1 white bishop · g1 white knight · h1 white rook | a8 black rook · c8 black bishop · d8 black queen · e8 black king · f8 black bishop · g8 black knight · h8 black rook · a7 black pawn · b7 black pawn · d7 black knight · e7 black pawn · f7 black pawn · g7 black pawn · h7 black pawn · c6 black pawn · d4 white pawn · e4 white knight · a2 white pawn · b2 white pawn · c2 white pawn · f2 white pawn · g2 white pawn · h2 white pawn · a1 white rook · c1 white bishop · d1 white queen · e1 white king · f1 white bishop · g1 white knight · h1 white rook | a8 black rook · c8 black bishop · d8 black queen · e8 black king · f8 black bishop · g8 black knight · h8 black rook · a7 black pawn · b7 black pawn · d7 black knight · e7 black pawn · f7 black pawn · g7 black pawn · h7 black pawn · c6 black pawn · d4 white pawn · e4 white knight · a2 white pawn · b2 white pawn · c2 white pawn · f2 white pawn · g2 white pawn · h2 white pawn · a1 white rook · c1 white bishop · d1 white queen · e1 white king · f1 white bishop · g1 white knight · h1 white rook | 4 |
| 3 | a8 black rook · c8 black bishop · d8 black queen · e8 black king · f8 black bishop · g8 black knight · h8 black rook · a7 black pawn · b7 black pawn · d7 black knight · e7 black pawn · f7 black pawn · g7 black pawn · h7 black pawn · c6 black pawn · d4 white pawn · e4 white knight · a2 white pawn · b2 white pawn · c2 white pawn · f2 white pawn · g2 white pawn · h2 white pawn · a1 white rook · c1 white bishop · d1 white queen · e1 white king · f1 white bishop · g1 white knight · h1 white rook | a8 black rook · c8 black bishop · d8 black queen · e8 black king · f8 black bishop · g8 black knight · h8 black rook · a7 black pawn · b7 black pawn · d7 black knight · e7 black pawn · f7 black pawn · g7 black pawn · h7 black pawn · c6 black pawn · d4 white pawn · e4 white knight · a2 white pawn · b2 white pawn · c2 white pawn · f2 white pawn · g2 white pawn · h2 white pawn · a1 white rook · c1 white bishop · d1 white queen · e1 white king · f1 white bishop · g1 white knight · h1 white rook | a8 black rook · c8 black bishop · d8 black queen · e8 black king · f8 black bishop · g8 black knight · h8 black rook · a7 black pawn · b7 black pawn · d7 black knight · e7 black pawn · f7 black pawn · g7 black pawn · h7 black pawn · c6 black pawn · d4 white pawn · e4 white knight · a2 white pawn · b2 white pawn · c2 white pawn · f2 white pawn · g2 white pawn · h2 white pawn · a1 white rook · c1 white bishop · d1 white queen · e1 white king · f1 white bishop · g1 white knight · h1 white rook | a8 black rook · c8 black bishop · d8 black queen · e8 black king · f8 black bishop · g8 black knight · h8 black rook · a7 black pawn · b7 black pawn · d7 black knight · e7 black pawn · f7 black pawn · g7 black pawn · h7 black pawn · c6 black pawn · d4 white pawn · e4 white knight · a2 white pawn · b2 white pawn · c2 white pawn · f2 white pawn · g2 white pawn · h2 white pawn · a1 white rook · c1 white bishop · d1 white queen · e1 white king · f1 white bishop · g1 white knight · h1 white rook | a8 black rook · c8 black bishop · d8 black queen · e8 black king · f8 black bishop · g8 black knight · h8 black rook · a7 black pawn · b7 black pawn · d7 black knight · e7 black pawn · f7 black pawn · g7 black pawn · h7 black pawn · c6 black pawn · d4 white pawn · e4 white knight · a2 white pawn · b2 white pawn · c2 white pawn · f2 white pawn · g2 white pawn · h2 white pawn · a1 white rook · c1 white bishop · d1 white queen · e1 white king · f1 white bishop · g1 white knight · h1 white rook | a8 black rook · c8 black bishop · d8 black queen · e8 black king · f8 black bishop · g8 black knight · h8 black rook · a7 black pawn · b7 black pawn · d7 black knight · e7 black pawn · f7 black pawn · g7 black pawn · h7 black pawn · c6 black pawn · d4 white pawn · e4 white knight · a2 white pawn · b2 white pawn · c2 white pawn · f2 white pawn · g2 white pawn · h2 white pawn · a1 white rook · c1 white bishop · d1 white queen · e1 white king · f1 white bishop · g1 white knight · h1 white rook | a8 black rook · c8 black bishop · d8 black queen · e8 black king · f8 black bishop · g8 black knight · h8 black rook · a7 black pawn · b7 black pawn · d7 black knight · e7 black pawn · f7 black pawn · g7 black pawn · h7 black pawn · c6 black pawn · d4 white pawn · e4 white knight · a2 white pawn · b2 white pawn · c2 white pawn · f2 white pawn · g2 white pawn · h2 white pawn · a1 white rook · c1 white bishop · d1 white queen · e1 white king · f1 white bishop · g1 white knight · h1 white rook | a8 black rook · c8 black bishop · d8 black queen · e8 black king · f8 black bishop · g8 black knight · h8 black rook · a7 black pawn · b7 black pawn · d7 black knight · e7 black pawn · f7 black pawn · g7 black pawn · h7 black pawn · c6 black pawn · d4 white pawn · e4 white knight · a2 white pawn · b2 white pawn · c2 white pawn · f2 white pawn · g2 white pawn · h2 white pawn · a1 white rook · c1 white bishop · d1 white queen · e1 white king · f1 white bishop · g1 white knight · h1 white rook | 3 |
| 2 | a8 black rook · c8 black bishop · d8 black queen · e8 black king · f8 black bishop · g8 black knight · h8 black rook · a7 black pawn · b7 black pawn · d7 black knight · e7 black pawn · f7 black pawn · g7 black pawn · h7 black pawn · c6 black pawn · d4 white pawn · e4 white knight · a2 white pawn · b2 white pawn · c2 white pawn · f2 white pawn · g2 white pawn · h2 white pawn · a1 white rook · c1 white bishop · d1 white queen · e1 white king · f1 white bishop · g1 white knight · h1 white rook | a8 black rook · c8 black bishop · d8 black queen · e8 black king · f8 black bishop · g8 black knight · h8 black rook · a7 black pawn · b7 black pawn · d7 black knight · e7 black pawn · f7 black pawn · g7 black pawn · h7 black pawn · c6 black pawn · d4 white pawn · e4 white knight · a2 white pawn · b2 white pawn · c2 white pawn · f2 white pawn · g2 white pawn · h2 white pawn · a1 white rook · c1 white bishop · d1 white queen · e1 white king · f1 white bishop · g1 white knight · h1 white rook | a8 black rook · c8 black bishop · d8 black queen · e8 black king · f8 black bishop · g8 black knight · h8 black rook · a7 black pawn · b7 black pawn · d7 black knight · e7 black pawn · f7 black pawn · g7 black pawn · h7 black pawn · c6 black pawn · d4 white pawn · e4 white knight · a2 white pawn · b2 white pawn · c2 white pawn · f2 white pawn · g2 white pawn · h2 white pawn · a1 white rook · c1 white bishop · d1 white queen · e1 white king · f1 white bishop · g1 white knight · h1 white rook | a8 black rook · c8 black bishop · d8 black queen · e8 black king · f8 black bishop · g8 black knight · h8 black rook · a7 black pawn · b7 black pawn · d7 black knight · e7 black pawn · f7 black pawn · g7 black pawn · h7 black pawn · c6 black pawn · d4 white pawn · e4 white knight · a2 white pawn · b2 white pawn · c2 white pawn · f2 white pawn · g2 white pawn · h2 white pawn · a1 white rook · c1 white bishop · d1 white queen · e1 white king · f1 white bishop · g1 white knight · h1 white rook | a8 black rook · c8 black bishop · d8 black queen · e8 black king · f8 black bishop · g8 black knight · h8 black rook · a7 black pawn · b7 black pawn · d7 black knight · e7 black pawn · f7 black pawn · g7 black pawn · h7 black pawn · c6 black pawn · d4 white pawn · e4 white knight · a2 white pawn · b2 white pawn · c2 white pawn · f2 white pawn · g2 white pawn · h2 white pawn · a1 white rook · c1 white bishop · d1 white queen · e1 white king · f1 white bishop · g1 white knight · h1 white rook | a8 black rook · c8 black bishop · d8 black queen · e8 black king · f8 black bishop · g8 black knight · h8 black rook · a7 black pawn · b7 black pawn · d7 black knight · e7 black pawn · f7 black pawn · g7 black pawn · h7 black pawn · c6 black pawn · d4 white pawn · e4 white knight · a2 white pawn · b2 white pawn · c2 white pawn · f2 white pawn · g2 white pawn · h2 white pawn · a1 white rook · c1 white bishop · d1 white queen · e1 white king · f1 white bishop · g1 white knight · h1 white rook | a8 black rook · c8 black bishop · d8 black queen · e8 black king · f8 black bishop · g8 black knight · h8 black rook · a7 black pawn · b7 black pawn · d7 black knight · e7 black pawn · f7 black pawn · g7 black pawn · h7 black pawn · c6 black pawn · d4 white pawn · e4 white knight · a2 white pawn · b2 white pawn · c2 white pawn · f2 white pawn · g2 white pawn · h2 white pawn · a1 white rook · c1 white bishop · d1 white queen · e1 white king · f1 white bishop · g1 white knight · h1 white rook | a8 black rook · c8 black bishop · d8 black queen · e8 black king · f8 black bishop · g8 black knight · h8 black rook · a7 black pawn · b7 black pawn · d7 black knight · e7 black pawn · f7 black pawn · g7 black pawn · h7 black pawn · c6 black pawn · d4 white pawn · e4 white knight · a2 white pawn · b2 white pawn · c2 white pawn · f2 white pawn · g2 white pawn · h2 white pawn · a1 white rook · c1 white bishop · d1 white queen · e1 white king · f1 white bishop · g1 white knight · h1 white rook | 2 |
| 1 | a8 black rook · c8 black bishop · d8 black queen · e8 black king · f8 black bishop · g8 black knight · h8 black rook · a7 black pawn · b7 black pawn · d7 black knight · e7 black pawn · f7 black pawn · g7 black pawn · h7 black pawn · c6 black pawn · d4 white pawn · e4 white knight · a2 white pawn · b2 white pawn · c2 white pawn · f2 white pawn · g2 white pawn · h2 white pawn · a1 white rook · c1 white bishop · d1 white queen · e1 white king · f1 white bishop · g1 white knight · h1 white rook | a8 black rook · c8 black bishop · d8 black queen · e8 black king · f8 black bishop · g8 black knight · h8 black rook · a7 black pawn · b7 black pawn · d7 black knight · e7 black pawn · f7 black pawn · g7 black pawn · h7 black pawn · c6 black pawn · d4 white pawn · e4 white knight · a2 white pawn · b2 white pawn · c2 white pawn · f2 white pawn · g2 white pawn · h2 white pawn · a1 white rook · c1 white bishop · d1 white queen · e1 white king · f1 white bishop · g1 white knight · h1 white rook | a8 black rook · c8 black bishop · d8 black queen · e8 black king · f8 black bishop · g8 black knight · h8 black rook · a7 black pawn · b7 black pawn · d7 black knight · e7 black pawn · f7 black pawn · g7 black pawn · h7 black pawn · c6 black pawn · d4 white pawn · e4 white knight · a2 white pawn · b2 white pawn · c2 white pawn · f2 white pawn · g2 white pawn · h2 white pawn · a1 white rook · c1 white bishop · d1 white queen · e1 white king · f1 white bishop · g1 white knight · h1 white rook | a8 black rook · c8 black bishop · d8 black queen · e8 black king · f8 black bishop · g8 black knight · h8 black rook · a7 black pawn · b7 black pawn · d7 black knight · e7 black pawn · f7 black pawn · g7 black pawn · h7 black pawn · c6 black pawn · d4 white pawn · e4 white knight · a2 white pawn · b2 white pawn · c2 white pawn · f2 white pawn · g2 white pawn · h2 white pawn · a1 white rook · c1 white bishop · d1 white queen · e1 white king · f1 white bishop · g1 white knight · h1 white rook | a8 black rook · c8 black bishop · d8 black queen · e8 black king · f8 black bishop · g8 black knight · h8 black rook · a7 black pawn · b7 black pawn · d7 black knight · e7 black pawn · f7 black pawn · g7 black pawn · h7 black pawn · c6 black pawn · d4 white pawn · e4 white knight · a2 white pawn · b2 white pawn · c2 white pawn · f2 white pawn · g2 white pawn · h2 white pawn · a1 white rook · c1 white bishop · d1 white queen · e1 white king · f1 white bishop · g1 white knight · h1 white rook | a8 black rook · c8 black bishop · d8 black queen · e8 black king · f8 black bishop · g8 black knight · h8 black rook · a7 black pawn · b7 black pawn · d7 black knight · e7 black pawn · f7 black pawn · g7 black pawn · h7 black pawn · c6 black pawn · d4 white pawn · e4 white knight · a2 white pawn · b2 white pawn · c2 white pawn · f2 white pawn · g2 white pawn · h2 white pawn · a1 white rook · c1 white bishop · d1 white queen · e1 white king · f1 white bishop · g1 white knight · h1 white rook | a8 black rook · c8 black bishop · d8 black queen · e8 black king · f8 black bishop · g8 black knight · h8 black rook · a7 black pawn · b7 black pawn · d7 black knight · e7 black pawn · f7 black pawn · g7 black pawn · h7 black pawn · c6 black pawn · d4 white pawn · e4 white knight · a2 white pawn · b2 white pawn · c2 white pawn · f2 white pawn · g2 white pawn · h2 white pawn · a1 white rook · c1 white bishop · d1 white queen · e1 white king · f1 white bishop · g1 white knight · h1 white rook | a8 black rook · c8 black bishop · d8 black queen · e8 black king · f8 black bishop · g8 black knight · h8 black rook · a7 black pawn · b7 black pawn · d7 black knight · e7 black pawn · f7 black pawn · g7 black pawn · h7 black pawn · c6 black pawn · d4 white pawn · e4 white knight · a2 white pawn · b2 white pawn · c2 white pawn · f2 white pawn · g2 white pawn · h2 white pawn · a1 white rook · c1 white bishop · d1 white queen · e1 white king · f1 white bishop · g1 white knight · h1 white rook | 1 |
|   | a | b | c | d | e | f | g | h |   |

Một phương án chắc chắn khác, biến thể này được đặc trưng bởi các nước: 1.e4 c6 2.d4 d5 3.Nc3 (hoặc 3.Nd2) dxe4 4.Nxe4 Nd7. Trước đây, biến thể này từng được đặt theo tên của nhà vô địch thế giới đầu tiên Wilhelm Steinitz, ngày nay biến thể này có nhiều tên gọi khác nhau là Biến thể Smyslov theo tên vua cờ thứ bảy Vasily Smyslov, ông đã chơi một số ván cờ đáng chú ý với nó; Biến thể Karpov, theo tên vua cờ thứ mười hai Anatoly Karpov, ông chơi biến thể này khá thường xuyên; hoặc phổ biến nhất là Biến thể hiện đại. Mục tiêu ngắn hạn của 4...Nd7 là tạo điều kiện thuận lợi cho sự phát triển bằng cách đổi mã sớm mà không ảnh hưởng cấu trúc tốt Đen. Lối chơi tương tự như Biến thể Cổ điển ngoại trừ việc Đen có nhiều tự do hơn bằng cách trì hoãn sự phát triển của quân tượng sáng màu của mình và không bị buộc chạy về ô g6. Tuy nhiên, sự tự do này phải trả giá vì Trắng có thêm tự do trong việc chiếm không gian ở trung tâm và thường chơi 5.Ng5!?. Khi đó, sự phát triển cũng như điểm yếu f7 của Đen sẽ bị đặt câu hỏi. Ván cờ cuối cùng trong trận tái đấu của Deep Blue với Garry Kasparov, nơi Kasparov đi một nước blunder và đã thua trong phương án này.
Kiến thức chuyên sâu là điều bắt buộc phải có để chơi phương án này. Nếu không, Đen có thể trở thành con mồi cho các cuộc tấn công sớm như bẫy chiếu thắt cổ, 5.Qe2 tiếp theo là 6.Nd6#.

#### 3...dxe4 4.Nxe4 Nf6 5.Nxf6+
|   | a | b | c | d | e | f | g | h |   |
| 8 | a8 black rook · b8 black knight · c8 black bishop · d8 black queen · e8 black king · f8 black bishop · h8 black rook · a7 black pawn · b7 black pawn · e7 black pawn · f7 black pawn · h7 black pawn · c6 black pawn · f6 black pawn · d4 white pawn · a2 white pawn · b2 white pawn · c2 white pawn · f2 white pawn · g2 white pawn · h2 white pawn · a1 white rook · c1 white bishop · d1 white queen · e1 white king · f1 white bishop · g1 white knight · h1 white rook | a8 black rook · b8 black knight · c8 black bishop · d8 black queen · e8 black king · f8 black bishop · h8 black rook · a7 black pawn · b7 black pawn · e7 black pawn · f7 black pawn · h7 black pawn · c6 black pawn · f6 black pawn · d4 white pawn · a2 white pawn · b2 white pawn · c2 white pawn · f2 white pawn · g2 white pawn · h2 white pawn · a1 white rook · c1 white bishop · d1 white queen · e1 white king · f1 white bishop · g1 white knight · h1 white rook | a8 black rook · b8 black knight · c8 black bishop · d8 black queen · e8 black king · f8 black bishop · h8 black rook · a7 black pawn · b7 black pawn · e7 black pawn · f7 black pawn · h7 black pawn · c6 black pawn · f6 black pawn · d4 white pawn · a2 white pawn · b2 white pawn · c2 white pawn · f2 white pawn · g2 white pawn · h2 white pawn · a1 white rook · c1 white bishop · d1 white queen · e1 white king · f1 white bishop · g1 white knight · h1 white rook | a8 black rook · b8 black knight · c8 black bishop · d8 black queen · e8 black king · f8 black bishop · h8 black rook · a7 black pawn · b7 black pawn · e7 black pawn · f7 black pawn · h7 black pawn · c6 black pawn · f6 black pawn · d4 white pawn · a2 white pawn · b2 white pawn · c2 white pawn · f2 white pawn · g2 white pawn · h2 white pawn · a1 white rook · c1 white bishop · d1 white queen · e1 white king · f1 white bishop · g1 white knight · h1 white rook | a8 black rook · b8 black knight · c8 black bishop · d8 black queen · e8 black king · f8 black bishop · h8 black rook · a7 black pawn · b7 black pawn · e7 black pawn · f7 black pawn · h7 black pawn · c6 black pawn · f6 black pawn · d4 white pawn · a2 white pawn · b2 white pawn · c2 white pawn · f2 white pawn · g2 white pawn · h2 white pawn · a1 white rook · c1 white bishop · d1 white queen · e1 white king · f1 white bishop · g1 white knight · h1 white rook | a8 black rook · b8 black knight · c8 black bishop · d8 black queen · e8 black king · f8 black bishop · h8 black rook · a7 black pawn · b7 black pawn · e7 black pawn · f7 black pawn · h7 black pawn · c6 black pawn · f6 black pawn · d4 white pawn · a2 white pawn · b2 white pawn · c2 white pawn · f2 white pawn · g2 white pawn · h2 white pawn · a1 white rook · c1 white bishop · d1 white queen · e1 white king · f1 white bishop · g1 white knight · h1 white rook | a8 black rook · b8 black knight · c8 black bishop · d8 black queen · e8 black king · f8 black bishop · h8 black rook · a7 black pawn · b7 black pawn · e7 black pawn · f7 black pawn · h7 black pawn · c6 black pawn · f6 black pawn · d4 white pawn · a2 white pawn · b2 white pawn · c2 white pawn · f2 white pawn · g2 white pawn · h2 white pawn · a1 white rook · c1 white bishop · d1 white queen · e1 white king · f1 white bishop · g1 white knight · h1 white rook | a8 black rook · b8 black knight · c8 black bishop · d8 black queen · e8 black king · f8 black bishop · h8 black rook · a7 black pawn · b7 black pawn · e7 black pawn · f7 black pawn · h7 black pawn · c6 black pawn · f6 black pawn · d4 white pawn · a2 white pawn · b2 white pawn · c2 white pawn · f2 white pawn · g2 white pawn · h2 white pawn · a1 white rook · c1 white bishop · d1 white queen · e1 white king · f1 white bishop · g1 white knight · h1 white rook | 8 |
| 7 | a8 black rook · b8 black knight · c8 black bishop · d8 black queen · e8 black king · f8 black bishop · h8 black rook · a7 black pawn · b7 black pawn · e7 black pawn · f7 black pawn · h7 black pawn · c6 black pawn · f6 black pawn · d4 white pawn · a2 white pawn · b2 white pawn · c2 white pawn · f2 white pawn · g2 white pawn · h2 white pawn · a1 white rook · c1 white bishop · d1 white queen · e1 white king · f1 white bishop · g1 white knight · h1 white rook | a8 black rook · b8 black knight · c8 black bishop · d8 black queen · e8 black king · f8 black bishop · h8 black rook · a7 black pawn · b7 black pawn · e7 black pawn · f7 black pawn · h7 black pawn · c6 black pawn · f6 black pawn · d4 white pawn · a2 white pawn · b2 white pawn · c2 white pawn · f2 white pawn · g2 white pawn · h2 white pawn · a1 white rook · c1 white bishop · d1 white queen · e1 white king · f1 white bishop · g1 white knight · h1 white rook | a8 black rook · b8 black knight · c8 black bishop · d8 black queen · e8 black king · f8 black bishop · h8 black rook · a7 black pawn · b7 black pawn · e7 black pawn · f7 black pawn · h7 black pawn · c6 black pawn · f6 black pawn · d4 white pawn · a2 white pawn · b2 white pawn · c2 white pawn · f2 white pawn · g2 white pawn · h2 white pawn · a1 white rook · c1 white bishop · d1 white queen · e1 white king · f1 white bishop · g1 white knight · h1 white rook | a8 black rook · b8 black knight · c8 black bishop · d8 black queen · e8 black king · f8 black bishop · h8 black rook · a7 black pawn · b7 black pawn · e7 black pawn · f7 black pawn · h7 black pawn · c6 black pawn · f6 black pawn · d4 white pawn · a2 white pawn · b2 white pawn · c2 white pawn · f2 white pawn · g2 white pawn · h2 white pawn · a1 white rook · c1 white bishop · d1 white queen · e1 white king · f1 white bishop · g1 white knight · h1 white rook | a8 black rook · b8 black knight · c8 black bishop · d8 black queen · e8 black king · f8 black bishop · h8 black rook · a7 black pawn · b7 black pawn · e7 black pawn · f7 black pawn · h7 black pawn · c6 black pawn · f6 black pawn · d4 white pawn · a2 white pawn · b2 white pawn · c2 white pawn · f2 white pawn · g2 white pawn · h2 white pawn · a1 white rook · c1 white bishop · d1 white queen · e1 white king · f1 white bishop · g1 white knight · h1 white rook | a8 black rook · b8 black knight · c8 black bishop · d8 black queen · e8 black king · f8 black bishop · h8 black rook · a7 black pawn · b7 black pawn · e7 black pawn · f7 black pawn · h7 black pawn · c6 black pawn · f6 black pawn · d4 white pawn · a2 white pawn · b2 white pawn · c2 white pawn · f2 white pawn · g2 white pawn · h2 white pawn · a1 white rook · c1 white bishop · d1 white queen · e1 white king · f1 white bishop · g1 white knight · h1 white rook | a8 black rook · b8 black knight · c8 black bishop · d8 black queen · e8 black king · f8 black bishop · h8 black rook · a7 black pawn · b7 black pawn · e7 black pawn · f7 black pawn · h7 black pawn · c6 black pawn · f6 black pawn · d4 white pawn · a2 white pawn · b2 white pawn · c2 white pawn · f2 white pawn · g2 white pawn · h2 white pawn · a1 white rook · c1 white bishop · d1 white queen · e1 white king · f1 white bishop · g1 white knight · h1 white rook | a8 black rook · b8 black knight · c8 black bishop · d8 black queen · e8 black king · f8 black bishop · h8 black rook · a7 black pawn · b7 black pawn · e7 black pawn · f7 black pawn · h7 black pawn · c6 black pawn · f6 black pawn · d4 white pawn · a2 white pawn · b2 white pawn · c2 white pawn · f2 white pawn · g2 white pawn · h2 white pawn · a1 white rook · c1 white bishop · d1 white queen · e1 white king · f1 white bishop · g1 white knight · h1 white rook | 7 |
| 6 | a8 black rook · b8 black knight · c8 black bishop · d8 black queen · e8 black king · f8 black bishop · h8 black rook · a7 black pawn · b7 black pawn · e7 black pawn · f7 black pawn · h7 black pawn · c6 black pawn · f6 black pawn · d4 white pawn · a2 white pawn · b2 white pawn · c2 white pawn · f2 white pawn · g2 white pawn · h2 white pawn · a1 white rook · c1 white bishop · d1 white queen · e1 white king · f1 white bishop · g1 white knight · h1 white rook | a8 black rook · b8 black knight · c8 black bishop · d8 black queen · e8 black king · f8 black bishop · h8 black rook · a7 black pawn · b7 black pawn · e7 black pawn · f7 black pawn · h7 black pawn · c6 black pawn · f6 black pawn · d4 white pawn · a2 white pawn · b2 white pawn · c2 white pawn · f2 white pawn · g2 white pawn · h2 white pawn · a1 white rook · c1 white bishop · d1 white queen · e1 white king · f1 white bishop · g1 white knight · h1 white rook | a8 black rook · b8 black knight · c8 black bishop · d8 black queen · e8 black king · f8 black bishop · h8 black rook · a7 black pawn · b7 black pawn · e7 black pawn · f7 black pawn · h7 black pawn · c6 black pawn · f6 black pawn · d4 white pawn · a2 white pawn · b2 white pawn · c2 white pawn · f2 white pawn · g2 white pawn · h2 white pawn · a1 white rook · c1 white bishop · d1 white queen · e1 white king · f1 white bishop · g1 white knight · h1 white rook | a8 black rook · b8 black knight · c8 black bishop · d8 black queen · e8 black king · f8 black bishop · h8 black rook · a7 black pawn · b7 black pawn · e7 black pawn · f7 black pawn · h7 black pawn · c6 black pawn · f6 black pawn · d4 white pawn · a2 white pawn · b2 white pawn · c2 white pawn · f2 white pawn · g2 white pawn · h2 white pawn · a1 white rook · c1 white bishop · d1 white queen · e1 white king · f1 white bishop · g1 white knight · h1 white rook | a8 black rook · b8 black knight · c8 black bishop · d8 black queen · e8 black king · f8 black bishop · h8 black rook · a7 black pawn · b7 black pawn · e7 black pawn · f7 black pawn · h7 black pawn · c6 black pawn · f6 black pawn · d4 white pawn · a2 white pawn · b2 white pawn · c2 white pawn · f2 white pawn · g2 white pawn · h2 white pawn · a1 white rook · c1 white bishop · d1 white queen · e1 white king · f1 white bishop · g1 white knight · h1 white rook | a8 black rook · b8 black knight · c8 black bishop · d8 black queen · e8 black king · f8 black bishop · h8 black rook · a7 black pawn · b7 black pawn · e7 black pawn · f7 black pawn · h7 black pawn · c6 black pawn · f6 black pawn · d4 white pawn · a2 white pawn · b2 white pawn · c2 white pawn · f2 white pawn · g2 white pawn · h2 white pawn · a1 white rook · c1 white bishop · d1 white queen · e1 white king · f1 white bishop · g1 white knight · h1 white rook | a8 black rook · b8 black knight · c8 black bishop · d8 black queen · e8 black king · f8 black bishop · h8 black rook · a7 black pawn · b7 black pawn · e7 black pawn · f7 black pawn · h7 black pawn · c6 black pawn · f6 black pawn · d4 white pawn · a2 white pawn · b2 white pawn · c2 white pawn · f2 white pawn · g2 white pawn · h2 white pawn · a1 white rook · c1 white bishop · d1 white queen · e1 white king · f1 white bishop · g1 white knight · h1 white rook | a8 black rook · b8 black knight · c8 black bishop · d8 black queen · e8 black king · f8 black bishop · h8 black rook · a7 black pawn · b7 black pawn · e7 black pawn · f7 black pawn · h7 black pawn · c6 black pawn · f6 black pawn · d4 white pawn · a2 white pawn · b2 white pawn · c2 white pawn · f2 white pawn · g2 white pawn · h2 white pawn · a1 white rook · c1 white bishop · d1 white queen · e1 white king · f1 white bishop · g1 white knight · h1 white rook | 6 |
| 5 | a8 black rook · b8 black knight · c8 black bishop · d8 black queen · e8 black king · f8 black bishop · h8 black rook · a7 black pawn · b7 black pawn · e7 black pawn · f7 black pawn · h7 black pawn · c6 black pawn · f6 black pawn · d4 white pawn · a2 white pawn · b2 white pawn · c2 white pawn · f2 white pawn · g2 white pawn · h2 white pawn · a1 white rook · c1 white bishop · d1 white queen · e1 white king · f1 white bishop · g1 white knight · h1 white rook | a8 black rook · b8 black knight · c8 black bishop · d8 black queen · e8 black king · f8 black bishop · h8 black rook · a7 black pawn · b7 black pawn · e7 black pawn · f7 black pawn · h7 black pawn · c6 black pawn · f6 black pawn · d4 white pawn · a2 white pawn · b2 white pawn · c2 white pawn · f2 white pawn · g2 white pawn · h2 white pawn · a1 white rook · c1 white bishop · d1 white queen · e1 white king · f1 white bishop · g1 white knight · h1 white rook | a8 black rook · b8 black knight · c8 black bishop · d8 black queen · e8 black king · f8 black bishop · h8 black rook · a7 black pawn · b7 black pawn · e7 black pawn · f7 black pawn · h7 black pawn · c6 black pawn · f6 black pawn · d4 white pawn · a2 white pawn · b2 white pawn · c2 white pawn · f2 white pawn · g2 white pawn · h2 white pawn · a1 white rook · c1 white bishop · d1 white queen · e1 white king · f1 white bishop · g1 white knight · h1 white rook | a8 black rook · b8 black knight · c8 black bishop · d8 black queen · e8 black king · f8 black bishop · h8 black rook · a7 black pawn · b7 black pawn · e7 black pawn · f7 black pawn · h7 black pawn · c6 black pawn · f6 black pawn · d4 white pawn · a2 white pawn · b2 white pawn · c2 white pawn · f2 white pawn · g2 white pawn · h2 white pawn · a1 white rook · c1 white bishop · d1 white queen · e1 white king · f1 white bishop · g1 white knight · h1 white rook | a8 black rook · b8 black knight · c8 black bishop · d8 black queen · e8 black king · f8 black bishop · h8 black rook · a7 black pawn · b7 black pawn · e7 black pawn · f7 black pawn · h7 black pawn · c6 black pawn · f6 black pawn · d4 white pawn · a2 white pawn · b2 white pawn · c2 white pawn · f2 white pawn · g2 white pawn · h2 white pawn · a1 white rook · c1 white bishop · d1 white queen · e1 white king · f1 white bishop · g1 white knight · h1 white rook | a8 black rook · b8 black knight · c8 black bishop · d8 black queen · e8 black king · f8 black bishop · h8 black rook · a7 black pawn · b7 black pawn · e7 black pawn · f7 black pawn · h7 black pawn · c6 black pawn · f6 black pawn · d4 white pawn · a2 white pawn · b2 white pawn · c2 white pawn · f2 white pawn · g2 white pawn · h2 white pawn · a1 white rook · c1 white bishop · d1 white queen · e1 white king · f1 white bishop · g1 white knight · h1 white rook | a8 black rook · b8 black knight · c8 black bishop · d8 black queen · e8 black king · f8 black bishop · h8 black rook · a7 black pawn · b7 black pawn · e7 black pawn · f7 black pawn · h7 black pawn · c6 black pawn · f6 black pawn · d4 white pawn · a2 white pawn · b2 white pawn · c2 white pawn · f2 white pawn · g2 white pawn · h2 white pawn · a1 white rook · c1 white bishop · d1 white queen · e1 white king · f1 white bishop · g1 white knight · h1 white rook | a8 black rook · b8 black knight · c8 black bishop · d8 black queen · e8 black king · f8 black bishop · h8 black rook · a7 black pawn · b7 black pawn · e7 black pawn · f7 black pawn · h7 black pawn · c6 black pawn · f6 black pawn · d4 white pawn · a2 white pawn · b2 white pawn · c2 white pawn · f2 white pawn · g2 white pawn · h2 white pawn · a1 white rook · c1 white bishop · d1 white queen · e1 white king · f1 white bishop · g1 white knight · h1 white rook | 5 |
| 4 | a8 black rook · b8 black knight · c8 black bishop · d8 black queen · e8 black king · f8 black bishop · h8 black rook · a7 black pawn · b7 black pawn · e7 black pawn · f7 black pawn · h7 black pawn · c6 black pawn · f6 black pawn · d4 white pawn · a2 white pawn · b2 white pawn · c2 white pawn · f2 white pawn · g2 white pawn · h2 white pawn · a1 white rook · c1 white bishop · d1 white queen · e1 white king · f1 white bishop · g1 white knight · h1 white rook | a8 black rook · b8 black knight · c8 black bishop · d8 black queen · e8 black king · f8 black bishop · h8 black rook · a7 black pawn · b7 black pawn · e7 black pawn · f7 black pawn · h7 black pawn · c6 black pawn · f6 black pawn · d4 white pawn · a2 white pawn · b2 white pawn · c2 white pawn · f2 white pawn · g2 white pawn · h2 white pawn · a1 white rook · c1 white bishop · d1 white queen · e1 white king · f1 white bishop · g1 white knight · h1 white rook | a8 black rook · b8 black knight · c8 black bishop · d8 black queen · e8 black king · f8 black bishop · h8 black rook · a7 black pawn · b7 black pawn · e7 black pawn · f7 black pawn · h7 black pawn · c6 black pawn · f6 black pawn · d4 white pawn · a2 white pawn · b2 white pawn · c2 white pawn · f2 white pawn · g2 white pawn · h2 white pawn · a1 white rook · c1 white bishop · d1 white queen · e1 white king · f1 white bishop · g1 white knight · h1 white rook | a8 black rook · b8 black knight · c8 black bishop · d8 black queen · e8 black king · f8 black bishop · h8 black rook · a7 black pawn · b7 black pawn · e7 black pawn · f7 black pawn · h7 black pawn · c6 black pawn · f6 black pawn · d4 white pawn · a2 white pawn · b2 white pawn · c2 white pawn · f2 white pawn · g2 white pawn · h2 white pawn · a1 white rook · c1 white bishop · d1 white queen · e1 white king · f1 white bishop · g1 white knight · h1 white rook | a8 black rook · b8 black knight · c8 black bishop · d8 black queen · e8 black king · f8 black bishop · h8 black rook · a7 black pawn · b7 black pawn · e7 black pawn · f7 black pawn · h7 black pawn · c6 black pawn · f6 black pawn · d4 white pawn · a2 white pawn · b2 white pawn · c2 white pawn · f2 white pawn · g2 white pawn · h2 white pawn · a1 white rook · c1 white bishop · d1 white queen · e1 white king · f1 white bishop · g1 white knight · h1 white rook | a8 black rook · b8 black knight · c8 black bishop · d8 black queen · e8 black king · f8 black bishop · h8 black rook · a7 black pawn · b7 black pawn · e7 black pawn · f7 black pawn · h7 black pawn · c6 black pawn · f6 black pawn · d4 white pawn · a2 white pawn · b2 white pawn · c2 white pawn · f2 white pawn · g2 white pawn · h2 white pawn · a1 white rook · c1 white bishop · d1 white queen · e1 white king · f1 white bishop · g1 white knight · h1 white rook | a8 black rook · b8 black knight · c8 black bishop · d8 black queen · e8 black king · f8 black bishop · h8 black rook · a7 black pawn · b7 black pawn · e7 black pawn · f7 black pawn · h7 black pawn · c6 black pawn · f6 black pawn · d4 white pawn · a2 white pawn · b2 white pawn · c2 white pawn · f2 white pawn · g2 white pawn · h2 white pawn · a1 white rook · c1 white bishop · d1 white queen · e1 white king · f1 white bishop · g1 white knight · h1 white rook | a8 black rook · b8 black knight · c8 black bishop · d8 black queen · e8 black king · f8 black bishop · h8 black rook · a7 black pawn · b7 black pawn · e7 black pawn · f7 black pawn · h7 black pawn · c6 black pawn · f6 black pawn · d4 white pawn · a2 white pawn · b2 white pawn · c2 white pawn · f2 white pawn · g2 white pawn · h2 white pawn · a1 white rook · c1 white bishop · d1 white queen · e1 white king · f1 white bishop · g1 white knight · h1 white rook | 4 |
| 3 | a8 black rook · b8 black knight · c8 black bishop · d8 black queen · e8 black king · f8 black bishop · h8 black rook · a7 black pawn · b7 black pawn · e7 black pawn · f7 black pawn · h7 black pawn · c6 black pawn · f6 black pawn · d4 white pawn · a2 white pawn · b2 white pawn · c2 white pawn · f2 white pawn · g2 white pawn · h2 white pawn · a1 white rook · c1 white bishop · d1 white queen · e1 white king · f1 white bishop · g1 white knight · h1 white rook | a8 black rook · b8 black knight · c8 black bishop · d8 black queen · e8 black king · f8 black bishop · h8 black rook · a7 black pawn · b7 black pawn · e7 black pawn · f7 black pawn · h7 black pawn · c6 black pawn · f6 black pawn · d4 white pawn · a2 white pawn · b2 white pawn · c2 white pawn · f2 white pawn · g2 white pawn · h2 white pawn · a1 white rook · c1 white bishop · d1 white queen · e1 white king · f1 white bishop · g1 white knight · h1 white rook | a8 black rook · b8 black knight · c8 black bishop · d8 black queen · e8 black king · f8 black bishop · h8 black rook · a7 black pawn · b7 black pawn · e7 black pawn · f7 black pawn · h7 black pawn · c6 black pawn · f6 black pawn · d4 white pawn · a2 white pawn · b2 white pawn · c2 white pawn · f2 white pawn · g2 white pawn · h2 white pawn · a1 white rook · c1 white bishop · d1 white queen · e1 white king · f1 white bishop · g1 white knight · h1 white rook | a8 black rook · b8 black knight · c8 black bishop · d8 black queen · e8 black king · f8 black bishop · h8 black rook · a7 black pawn · b7 black pawn · e7 black pawn · f7 black pawn · h7 black pawn · c6 black pawn · f6 black pawn · d4 white pawn · a2 white pawn · b2 white pawn · c2 white pawn · f2 white pawn · g2 white pawn · h2 white pawn · a1 white rook · c1 white bishop · d1 white queen · e1 white king · f1 white bishop · g1 white knight · h1 white rook | a8 black rook · b8 black knight · c8 black bishop · d8 black queen · e8 black king · f8 black bishop · h8 black rook · a7 black pawn · b7 black pawn · e7 black pawn · f7 black pawn · h7 black pawn · c6 black pawn · f6 black pawn · d4 white pawn · a2 white pawn · b2 white pawn · c2 white pawn · f2 white pawn · g2 white pawn · h2 white pawn · a1 white rook · c1 white bishop · d1 white queen · e1 white king · f1 white bishop · g1 white knight · h1 white rook | a8 black rook · b8 black knight · c8 black bishop · d8 black queen · e8 black king · f8 black bishop · h8 black rook · a7 black pawn · b7 black pawn · e7 black pawn · f7 black pawn · h7 black pawn · c6 black pawn · f6 black pawn · d4 white pawn · a2 white pawn · b2 white pawn · c2 white pawn · f2 white pawn · g2 white pawn · h2 white pawn · a1 white rook · c1 white bishop · d1 white queen · e1 white king · f1 white bishop · g1 white knight · h1 white rook | a8 black rook · b8 black knight · c8 black bishop · d8 black queen · e8 black king · f8 black bishop · h8 black rook · a7 black pawn · b7 black pawn · e7 black pawn · f7 black pawn · h7 black pawn · c6 black pawn · f6 black pawn · d4 white pawn · a2 white pawn · b2 white pawn · c2 white pawn · f2 white pawn · g2 white pawn · h2 white pawn · a1 white rook · c1 white bishop · d1 white queen · e1 white king · f1 white bishop · g1 white knight · h1 white rook | a8 black rook · b8 black knight · c8 black bishop · d8 black queen · e8 black king · f8 black bishop · h8 black rook · a7 black pawn · b7 black pawn · e7 black pawn · f7 black pawn · h7 black pawn · c6 black pawn · f6 black pawn · d4 white pawn · a2 white pawn · b2 white pawn · c2 white pawn · f2 white pawn · g2 white pawn · h2 white pawn · a1 white rook · c1 white bishop · d1 white queen · e1 white king · f1 white bishop · g1 white knight · h1 white rook | 3 |
| 2 | a8 black rook · b8 black knight · c8 black bishop · d8 black queen · e8 black king · f8 black bishop · h8 black rook · a7 black pawn · b7 black pawn · e7 black pawn · f7 black pawn · h7 black pawn · c6 black pawn · f6 black pawn · d4 white pawn · a2 white pawn · b2 white pawn · c2 white pawn · f2 white pawn · g2 white pawn · h2 white pawn · a1 white rook · c1 white bishop · d1 white queen · e1 white king · f1 white bishop · g1 white knight · h1 white rook | a8 black rook · b8 black knight · c8 black bishop · d8 black queen · e8 black king · f8 black bishop · h8 black rook · a7 black pawn · b7 black pawn · e7 black pawn · f7 black pawn · h7 black pawn · c6 black pawn · f6 black pawn · d4 white pawn · a2 white pawn · b2 white pawn · c2 white pawn · f2 white pawn · g2 white pawn · h2 white pawn · a1 white rook · c1 white bishop · d1 white queen · e1 white king · f1 white bishop · g1 white knight · h1 white rook | a8 black rook · b8 black knight · c8 black bishop · d8 black queen · e8 black king · f8 black bishop · h8 black rook · a7 black pawn · b7 black pawn · e7 black pawn · f7 black pawn · h7 black pawn · c6 black pawn · f6 black pawn · d4 white pawn · a2 white pawn · b2 white pawn · c2 white pawn · f2 white pawn · g2 white pawn · h2 white pawn · a1 white rook · c1 white bishop · d1 white queen · e1 white king · f1 white bishop · g1 white knight · h1 white rook | a8 black rook · b8 black knight · c8 black bishop · d8 black queen · e8 black king · f8 black bishop · h8 black rook · a7 black pawn · b7 black pawn · e7 black pawn · f7 black pawn · h7 black pawn · c6 black pawn · f6 black pawn · d4 white pawn · a2 white pawn · b2 white pawn · c2 white pawn · f2 white pawn · g2 white pawn · h2 white pawn · a1 white rook · c1 white bishop · d1 white queen · e1 white king · f1 white bishop · g1 white knight · h1 white rook | a8 black rook · b8 black knight · c8 black bishop · d8 black queen · e8 black king · f8 black bishop · h8 black rook · a7 black pawn · b7 black pawn · e7 black pawn · f7 black pawn · h7 black pawn · c6 black pawn · f6 black pawn · d4 white pawn · a2 white pawn · b2 white pawn · c2 white pawn · f2 white pawn · g2 white pawn · h2 white pawn · a1 white rook · c1 white bishop · d1 white queen · e1 white king · f1 white bishop · g1 white knight · h1 white rook | a8 black rook · b8 black knight · c8 black bishop · d8 black queen · e8 black king · f8 black bishop · h8 black rook · a7 black pawn · b7 black pawn · e7 black pawn · f7 black pawn · h7 black pawn · c6 black pawn · f6 black pawn · d4 white pawn · a2 white pawn · b2 white pawn · c2 white pawn · f2 white pawn · g2 white pawn · h2 white pawn · a1 white rook · c1 white bishop · d1 white queen · e1 white king · f1 white bishop · g1 white knight · h1 white rook | a8 black rook · b8 black knight · c8 black bishop · d8 black queen · e8 black king · f8 black bishop · h8 black rook · a7 black pawn · b7 black pawn · e7 black pawn · f7 black pawn · h7 black pawn · c6 black pawn · f6 black pawn · d4 white pawn · a2 white pawn · b2 white pawn · c2 white pawn · f2 white pawn · g2 white pawn · h2 white pawn · a1 white rook · c1 white bishop · d1 white queen · e1 white king · f1 white bishop · g1 white knight · h1 white rook | a8 black rook · b8 black knight · c8 black bishop · d8 black queen · e8 black king · f8 black bishop · h8 black rook · a7 black pawn · b7 black pawn · e7 black pawn · f7 black pawn · h7 black pawn · c6 black pawn · f6 black pawn · d4 white pawn · a2 white pawn · b2 white pawn · c2 white pawn · f2 white pawn · g2 white pawn · h2 white pawn · a1 white rook · c1 white bishop · d1 white queen · e1 white king · f1 white bishop · g1 white knight · h1 white rook | 2 |
| 1 | a8 black rook · b8 black knight · c8 black bishop · d8 black queen · e8 black king · f8 black bishop · h8 black rook · a7 black pawn · b7 black pawn · e7 black pawn · f7 black pawn · h7 black pawn · c6 black pawn · f6 black pawn · d4 white pawn · a2 white pawn · b2 white pawn · c2 white pawn · f2 white pawn · g2 white pawn · h2 white pawn · a1 white rook · c1 white bishop · d1 white queen · e1 white king · f1 white bishop · g1 white knight · h1 white rook | a8 black rook · b8 black knight · c8 black bishop · d8 black queen · e8 black king · f8 black bishop · h8 black rook · a7 black pawn · b7 black pawn · e7 black pawn · f7 black pawn · h7 black pawn · c6 black pawn · f6 black pawn · d4 white pawn · a2 white pawn · b2 white pawn · c2 white pawn · f2 white pawn · g2 white pawn · h2 white pawn · a1 white rook · c1 white bishop · d1 white queen · e1 white king · f1 white bishop · g1 white knight · h1 white rook | a8 black rook · b8 black knight · c8 black bishop · d8 black queen · e8 black king · f8 black bishop · h8 black rook · a7 black pawn · b7 black pawn · e7 black pawn · f7 black pawn · h7 black pawn · c6 black pawn · f6 black pawn · d4 white pawn · a2 white pawn · b2 white pawn · c2 white pawn · f2 white pawn · g2 white pawn · h2 white pawn · a1 white rook · c1 white bishop · d1 white queen · e1 white king · f1 white bishop · g1 white knight · h1 white rook | a8 black rook · b8 black knight · c8 black bishop · d8 black queen · e8 black king · f8 black bishop · h8 black rook · a7 black pawn · b7 black pawn · e7 black pawn · f7 black pawn · h7 black pawn · c6 black pawn · f6 black pawn · d4 white pawn · a2 white pawn · b2 white pawn · c2 white pawn · f2 white pawn · g2 white pawn · h2 white pawn · a1 white rook · c1 white bishop · d1 white queen · e1 white king · f1 white bishop · g1 white knight · h1 white rook | a8 black rook · b8 black knight · c8 black bishop · d8 black queen · e8 black king · f8 black bishop · h8 black rook · a7 black pawn · b7 black pawn · e7 black pawn · f7 black pawn · h7 black pawn · c6 black pawn · f6 black pawn · d4 white pawn · a2 white pawn · b2 white pawn · c2 white pawn · f2 white pawn · g2 white pawn · h2 white pawn · a1 white rook · c1 white bishop · d1 white queen · e1 white king · f1 white bishop · g1 white knight · h1 white rook | a8 black rook · b8 black knight · c8 black bishop · d8 black queen · e8 black king · f8 black bishop · h8 black rook · a7 black pawn · b7 black pawn · e7 black pawn · f7 black pawn · h7 black pawn · c6 black pawn · f6 black pawn · d4 white pawn · a2 white pawn · b2 white pawn · c2 white pawn · f2 white pawn · g2 white pawn · h2 white pawn · a1 white rook · c1 white bishop · d1 white queen · e1 white king · f1 white bishop · g1 white knight · h1 white rook | a8 black rook · b8 black knight · c8 black bishop · d8 black queen · e8 black king · f8 black bishop · h8 black rook · a7 black pawn · b7 black pawn · e7 black pawn · f7 black pawn · h7 black pawn · c6 black pawn · f6 black pawn · d4 white pawn · a2 white pawn · b2 white pawn · c2 white pawn · f2 white pawn · g2 white pawn · h2 white pawn · a1 white rook · c1 white bishop · d1 white queen · e1 white king · f1 white bishop · g1 white knight · h1 white rook | a8 black rook · b8 black knight · c8 black bishop · d8 black queen · e8 black king · f8 black bishop · h8 black rook · a7 black pawn · b7 black pawn · e7 black pawn · f7 black pawn · h7 black pawn · c6 black pawn · f6 black pawn · d4 white pawn · a2 white pawn · b2 white pawn · c2 white pawn · f2 white pawn · g2 white pawn · h2 white pawn · a1 white rook · c1 white bishop · d1 white queen · e1 white king · f1 white bishop · g1 white knight · h1 white rook | 1 |
|   | a | b | c | d | e | f | g | h |   |

##### Biến thể Bronstein–Larsen: 5...gxf6
Đen đã tự nguyện có một cấu trúc tốt xấu hơn và buộc phải nhập thành cánh hậu, bù lại, đen có thể chơi tích cực hơn với việc cột g được mở cho quân xe. Nó thường được coi là hơi không chắc chắn, mặc dù đại kiện tướng David Bronstein và Bent Larsen đã sử dụng nó và đạt được một số thành công.

##### Biến thể Korchnoi (hoặc Tartakower): 5...exf6
|   | a | b | c | d | e | f | g | h |   |
| 8 | a8 black rook · b8 black knight · c8 black bishop · d8 black queen · e8 black king · f8 black bishop · h8 black rook · a7 black pawn · b7 black pawn · f7 black pawn · g7 black pawn · h7 black pawn · c6 black pawn · f6 black pawn · d4 white pawn · a2 white pawn · b2 white pawn · c2 white pawn · f2 white pawn · g2 white pawn · h2 white pawn · a1 white rook · c1 white bishop · d1 white queen · e1 white king · f1 white bishop · g1 white knight · h1 white rook | a8 black rook · b8 black knight · c8 black bishop · d8 black queen · e8 black king · f8 black bishop · h8 black rook · a7 black pawn · b7 black pawn · f7 black pawn · g7 black pawn · h7 black pawn · c6 black pawn · f6 black pawn · d4 white pawn · a2 white pawn · b2 white pawn · c2 white pawn · f2 white pawn · g2 white pawn · h2 white pawn · a1 white rook · c1 white bishop · d1 white queen · e1 white king · f1 white bishop · g1 white knight · h1 white rook | a8 black rook · b8 black knight · c8 black bishop · d8 black queen · e8 black king · f8 black bishop · h8 black rook · a7 black pawn · b7 black pawn · f7 black pawn · g7 black pawn · h7 black pawn · c6 black pawn · f6 black pawn · d4 white pawn · a2 white pawn · b2 white pawn · c2 white pawn · f2 white pawn · g2 white pawn · h2 white pawn · a1 white rook · c1 white bishop · d1 white queen · e1 white king · f1 white bishop · g1 white knight · h1 white rook | a8 black rook · b8 black knight · c8 black bishop · d8 black queen · e8 black king · f8 black bishop · h8 black rook · a7 black pawn · b7 black pawn · f7 black pawn · g7 black pawn · h7 black pawn · c6 black pawn · f6 black pawn · d4 white pawn · a2 white pawn · b2 white pawn · c2 white pawn · f2 white pawn · g2 white pawn · h2 white pawn · a1 white rook · c1 white bishop · d1 white queen · e1 white king · f1 white bishop · g1 white knight · h1 white rook | a8 black rook · b8 black knight · c8 black bishop · d8 black queen · e8 black king · f8 black bishop · h8 black rook · a7 black pawn · b7 black pawn · f7 black pawn · g7 black pawn · h7 black pawn · c6 black pawn · f6 black pawn · d4 white pawn · a2 white pawn · b2 white pawn · c2 white pawn · f2 white pawn · g2 white pawn · h2 white pawn · a1 white rook · c1 white bishop · d1 white queen · e1 white king · f1 white bishop · g1 white knight · h1 white rook | a8 black rook · b8 black knight · c8 black bishop · d8 black queen · e8 black king · f8 black bishop · h8 black rook · a7 black pawn · b7 black pawn · f7 black pawn · g7 black pawn · h7 black pawn · c6 black pawn · f6 black pawn · d4 white pawn · a2 white pawn · b2 white pawn · c2 white pawn · f2 white pawn · g2 white pawn · h2 white pawn · a1 white rook · c1 white bishop · d1 white queen · e1 white king · f1 white bishop · g1 white knight · h1 white rook | a8 black rook · b8 black knight · c8 black bishop · d8 black queen · e8 black king · f8 black bishop · h8 black rook · a7 black pawn · b7 black pawn · f7 black pawn · g7 black pawn · h7 black pawn · c6 black pawn · f6 black pawn · d4 white pawn · a2 white pawn · b2 white pawn · c2 white pawn · f2 white pawn · g2 white pawn · h2 white pawn · a1 white rook · c1 white bishop · d1 white queen · e1 white king · f1 white bishop · g1 white knight · h1 white rook | a8 black rook · b8 black knight · c8 black bishop · d8 black queen · e8 black king · f8 black bishop · h8 black rook · a7 black pawn · b7 black pawn · f7 black pawn · g7 black pawn · h7 black pawn · c6 black pawn · f6 black pawn · d4 white pawn · a2 white pawn · b2 white pawn · c2 white pawn · f2 white pawn · g2 white pawn · h2 white pawn · a1 white rook · c1 white bishop · d1 white queen · e1 white king · f1 white bishop · g1 white knight · h1 white rook | 8 |
| 7 | a8 black rook · b8 black knight · c8 black bishop · d8 black queen · e8 black king · f8 black bishop · h8 black rook · a7 black pawn · b7 black pawn · f7 black pawn · g7 black pawn · h7 black pawn · c6 black pawn · f6 black pawn · d4 white pawn · a2 white pawn · b2 white pawn · c2 white pawn · f2 white pawn · g2 white pawn · h2 white pawn · a1 white rook · c1 white bishop · d1 white queen · e1 white king · f1 white bishop · g1 white knight · h1 white rook | a8 black rook · b8 black knight · c8 black bishop · d8 black queen · e8 black king · f8 black bishop · h8 black rook · a7 black pawn · b7 black pawn · f7 black pawn · g7 black pawn · h7 black pawn · c6 black pawn · f6 black pawn · d4 white pawn · a2 white pawn · b2 white pawn · c2 white pawn · f2 white pawn · g2 white pawn · h2 white pawn · a1 white rook · c1 white bishop · d1 white queen · e1 white king · f1 white bishop · g1 white knight · h1 white rook | a8 black rook · b8 black knight · c8 black bishop · d8 black queen · e8 black king · f8 black bishop · h8 black rook · a7 black pawn · b7 black pawn · f7 black pawn · g7 black pawn · h7 black pawn · c6 black pawn · f6 black pawn · d4 white pawn · a2 white pawn · b2 white pawn · c2 white pawn · f2 white pawn · g2 white pawn · h2 white pawn · a1 white rook · c1 white bishop · d1 white queen · e1 white king · f1 white bishop · g1 white knight · h1 white rook | a8 black rook · b8 black knight · c8 black bishop · d8 black queen · e8 black king · f8 black bishop · h8 black rook · a7 black pawn · b7 black pawn · f7 black pawn · g7 black pawn · h7 black pawn · c6 black pawn · f6 black pawn · d4 white pawn · a2 white pawn · b2 white pawn · c2 white pawn · f2 white pawn · g2 white pawn · h2 white pawn · a1 white rook · c1 white bishop · d1 white queen · e1 white king · f1 white bishop · g1 white knight · h1 white rook | a8 black rook · b8 black knight · c8 black bishop · d8 black queen · e8 black king · f8 black bishop · h8 black rook · a7 black pawn · b7 black pawn · f7 black pawn · g7 black pawn · h7 black pawn · c6 black pawn · f6 black pawn · d4 white pawn · a2 white pawn · b2 white pawn · c2 white pawn · f2 white pawn · g2 white pawn · h2 white pawn · a1 white rook · c1 white bishop · d1 white queen · e1 white king · f1 white bishop · g1 white knight · h1 white rook | a8 black rook · b8 black knight · c8 black bishop · d8 black queen · e8 black king · f8 black bishop · h8 black rook · a7 black pawn · b7 black pawn · f7 black pawn · g7 black pawn · h7 black pawn · c6 black pawn · f6 black pawn · d4 white pawn · a2 white pawn · b2 white pawn · c2 white pawn · f2 white pawn · g2 white pawn · h2 white pawn · a1 white rook · c1 white bishop · d1 white queen · e1 white king · f1 white bishop · g1 white knight · h1 white rook | a8 black rook · b8 black knight · c8 black bishop · d8 black queen · e8 black king · f8 black bishop · h8 black rook · a7 black pawn · b7 black pawn · f7 black pawn · g7 black pawn · h7 black pawn · c6 black pawn · f6 black pawn · d4 white pawn · a2 white pawn · b2 white pawn · c2 white pawn · f2 white pawn · g2 white pawn · h2 white pawn · a1 white rook · c1 white bishop · d1 white queen · e1 white king · f1 white bishop · g1 white knight · h1 white rook | a8 black rook · b8 black knight · c8 black bishop · d8 black queen · e8 black king · f8 black bishop · h8 black rook · a7 black pawn · b7 black pawn · f7 black pawn · g7 black pawn · h7 black pawn · c6 black pawn · f6 black pawn · d4 white pawn · a2 white pawn · b2 white pawn · c2 white pawn · f2 white pawn · g2 white pawn · h2 white pawn · a1 white rook · c1 white bishop · d1 white queen · e1 white king · f1 white bishop · g1 white knight · h1 white rook | 7 |
| 6 | a8 black rook · b8 black knight · c8 black bishop · d8 black queen · e8 black king · f8 black bishop · h8 black rook · a7 black pawn · b7 black pawn · f7 black pawn · g7 black pawn · h7 black pawn · c6 black pawn · f6 black pawn · d4 white pawn · a2 white pawn · b2 white pawn · c2 white pawn · f2 white pawn · g2 white pawn · h2 white pawn · a1 white rook · c1 white bishop · d1 white queen · e1 white king · f1 white bishop · g1 white knight · h1 white rook | a8 black rook · b8 black knight · c8 black bishop · d8 black queen · e8 black king · f8 black bishop · h8 black rook · a7 black pawn · b7 black pawn · f7 black pawn · g7 black pawn · h7 black pawn · c6 black pawn · f6 black pawn · d4 white pawn · a2 white pawn · b2 white pawn · c2 white pawn · f2 white pawn · g2 white pawn · h2 white pawn · a1 white rook · c1 white bishop · d1 white queen · e1 white king · f1 white bishop · g1 white knight · h1 white rook | a8 black rook · b8 black knight · c8 black bishop · d8 black queen · e8 black king · f8 black bishop · h8 black rook · a7 black pawn · b7 black pawn · f7 black pawn · g7 black pawn · h7 black pawn · c6 black pawn · f6 black pawn · d4 white pawn · a2 white pawn · b2 white pawn · c2 white pawn · f2 white pawn · g2 white pawn · h2 white pawn · a1 white rook · c1 white bishop · d1 white queen · e1 white king · f1 white bishop · g1 white knight · h1 white rook | a8 black rook · b8 black knight · c8 black bishop · d8 black queen · e8 black king · f8 black bishop · h8 black rook · a7 black pawn · b7 black pawn · f7 black pawn · g7 black pawn · h7 black pawn · c6 black pawn · f6 black pawn · d4 white pawn · a2 white pawn · b2 white pawn · c2 white pawn · f2 white pawn · g2 white pawn · h2 white pawn · a1 white rook · c1 white bishop · d1 white queen · e1 white king · f1 white bishop · g1 white knight · h1 white rook | a8 black rook · b8 black knight · c8 black bishop · d8 black queen · e8 black king · f8 black bishop · h8 black rook · a7 black pawn · b7 black pawn · f7 black pawn · g7 black pawn · h7 black pawn · c6 black pawn · f6 black pawn · d4 white pawn · a2 white pawn · b2 white pawn · c2 white pawn · f2 white pawn · g2 white pawn · h2 white pawn · a1 white rook · c1 white bishop · d1 white queen · e1 white king · f1 white bishop · g1 white knight · h1 white rook | a8 black rook · b8 black knight · c8 black bishop · d8 black queen · e8 black king · f8 black bishop · h8 black rook · a7 black pawn · b7 black pawn · f7 black pawn · g7 black pawn · h7 black pawn · c6 black pawn · f6 black pawn · d4 white pawn · a2 white pawn · b2 white pawn · c2 white pawn · f2 white pawn · g2 white pawn · h2 white pawn · a1 white rook · c1 white bishop · d1 white queen · e1 white king · f1 white bishop · g1 white knight · h1 white rook | a8 black rook · b8 black knight · c8 black bishop · d8 black queen · e8 black king · f8 black bishop · h8 black rook · a7 black pawn · b7 black pawn · f7 black pawn · g7 black pawn · h7 black pawn · c6 black pawn · f6 black pawn · d4 white pawn · a2 white pawn · b2 white pawn · c2 white pawn · f2 white pawn · g2 white pawn · h2 white pawn · a1 white rook · c1 white bishop · d1 white queen · e1 white king · f1 white bishop · g1 white knight · h1 white rook | a8 black rook · b8 black knight · c8 black bishop · d8 black queen · e8 black king · f8 black bishop · h8 black rook · a7 black pawn · b7 black pawn · f7 black pawn · g7 black pawn · h7 black pawn · c6 black pawn · f6 black pawn · d4 white pawn · a2 white pawn · b2 white pawn · c2 white pawn · f2 white pawn · g2 white pawn · h2 white pawn · a1 white rook · c1 white bishop · d1 white queen · e1 white king · f1 white bishop · g1 white knight · h1 white rook | 6 |
| 5 | a8 black rook · b8 black knight · c8 black bishop · d8 black queen · e8 black king · f8 black bishop · h8 black rook · a7 black pawn · b7 black pawn · f7 black pawn · g7 black pawn · h7 black pawn · c6 black pawn · f6 black pawn · d4 white pawn · a2 white pawn · b2 white pawn · c2 white pawn · f2 white pawn · g2 white pawn · h2 white pawn · a1 white rook · c1 white bishop · d1 white queen · e1 white king · f1 white bishop · g1 white knight · h1 white rook | a8 black rook · b8 black knight · c8 black bishop · d8 black queen · e8 black king · f8 black bishop · h8 black rook · a7 black pawn · b7 black pawn · f7 black pawn · g7 black pawn · h7 black pawn · c6 black pawn · f6 black pawn · d4 white pawn · a2 white pawn · b2 white pawn · c2 white pawn · f2 white pawn · g2 white pawn · h2 white pawn · a1 white rook · c1 white bishop · d1 white queen · e1 white king · f1 white bishop · g1 white knight · h1 white rook | a8 black rook · b8 black knight · c8 black bishop · d8 black queen · e8 black king · f8 black bishop · h8 black rook · a7 black pawn · b7 black pawn · f7 black pawn · g7 black pawn · h7 black pawn · c6 black pawn · f6 black pawn · d4 white pawn · a2 white pawn · b2 white pawn · c2 white pawn · f2 white pawn · g2 white pawn · h2 white pawn · a1 white rook · c1 white bishop · d1 white queen · e1 white king · f1 white bishop · g1 white knight · h1 white rook | a8 black rook · b8 black knight · c8 black bishop · d8 black queen · e8 black king · f8 black bishop · h8 black rook · a7 black pawn · b7 black pawn · f7 black pawn · g7 black pawn · h7 black pawn · c6 black pawn · f6 black pawn · d4 white pawn · a2 white pawn · b2 white pawn · c2 white pawn · f2 white pawn · g2 white pawn · h2 white pawn · a1 white rook · c1 white bishop · d1 white queen · e1 white king · f1 white bishop · g1 white knight · h1 white rook | a8 black rook · b8 black knight · c8 black bishop · d8 black queen · e8 black king · f8 black bishop · h8 black rook · a7 black pawn · b7 black pawn · f7 black pawn · g7 black pawn · h7 black pawn · c6 black pawn · f6 black pawn · d4 white pawn · a2 white pawn · b2 white pawn · c2 white pawn · f2 white pawn · g2 white pawn · h2 white pawn · a1 white rook · c1 white bishop · d1 white queen · e1 white king · f1 white bishop · g1 white knight · h1 white rook | a8 black rook · b8 black knight · c8 black bishop · d8 black queen · e8 black king · f8 black bishop · h8 black rook · a7 black pawn · b7 black pawn · f7 black pawn · g7 black pawn · h7 black pawn · c6 black pawn · f6 black pawn · d4 white pawn · a2 white pawn · b2 white pawn · c2 white pawn · f2 white pawn · g2 white pawn · h2 white pawn · a1 white rook · c1 white bishop · d1 white queen · e1 white king · f1 white bishop · g1 white knight · h1 white rook | a8 black rook · b8 black knight · c8 black bishop · d8 black queen · e8 black king · f8 black bishop · h8 black rook · a7 black pawn · b7 black pawn · f7 black pawn · g7 black pawn · h7 black pawn · c6 black pawn · f6 black pawn · d4 white pawn · a2 white pawn · b2 white pawn · c2 white pawn · f2 white pawn · g2 white pawn · h2 white pawn · a1 white rook · c1 white bishop · d1 white queen · e1 white king · f1 white bishop · g1 white knight · h1 white rook | a8 black rook · b8 black knight · c8 black bishop · d8 black queen · e8 black king · f8 black bishop · h8 black rook · a7 black pawn · b7 black pawn · f7 black pawn · g7 black pawn · h7 black pawn · c6 black pawn · f6 black pawn · d4 white pawn · a2 white pawn · b2 white pawn · c2 white pawn · f2 white pawn · g2 white pawn · h2 white pawn · a1 white rook · c1 white bishop · d1 white queen · e1 white king · f1 white bishop · g1 white knight · h1 white rook | 5 |
| 4 | a8 black rook · b8 black knight · c8 black bishop · d8 black queen · e8 black king · f8 black bishop · h8 black rook · a7 black pawn · b7 black pawn · f7 black pawn · g7 black pawn · h7 black pawn · c6 black pawn · f6 black pawn · d4 white pawn · a2 white pawn · b2 white pawn · c2 white pawn · f2 white pawn · g2 white pawn · h2 white pawn · a1 white rook · c1 white bishop · d1 white queen · e1 white king · f1 white bishop · g1 white knight · h1 white rook | a8 black rook · b8 black knight · c8 black bishop · d8 black queen · e8 black king · f8 black bishop · h8 black rook · a7 black pawn · b7 black pawn · f7 black pawn · g7 black pawn · h7 black pawn · c6 black pawn · f6 black pawn · d4 white pawn · a2 white pawn · b2 white pawn · c2 white pawn · f2 white pawn · g2 white pawn · h2 white pawn · a1 white rook · c1 white bishop · d1 white queen · e1 white king · f1 white bishop · g1 white knight · h1 white rook | a8 black rook · b8 black knight · c8 black bishop · d8 black queen · e8 black king · f8 black bishop · h8 black rook · a7 black pawn · b7 black pawn · f7 black pawn · g7 black pawn · h7 black pawn · c6 black pawn · f6 black pawn · d4 white pawn · a2 white pawn · b2 white pawn · c2 white pawn · f2 white pawn · g2 white pawn · h2 white pawn · a1 white rook · c1 white bishop · d1 white queen · e1 white king · f1 white bishop · g1 white knight · h1 white rook | a8 black rook · b8 black knight · c8 black bishop · d8 black queen · e8 black king · f8 black bishop · h8 black rook · a7 black pawn · b7 black pawn · f7 black pawn · g7 black pawn · h7 black pawn · c6 black pawn · f6 black pawn · d4 white pawn · a2 white pawn · b2 white pawn · c2 white pawn · f2 white pawn · g2 white pawn · h2 white pawn · a1 white rook · c1 white bishop · d1 white queen · e1 white king · f1 white bishop · g1 white knight · h1 white rook | a8 black rook · b8 black knight · c8 black bishop · d8 black queen · e8 black king · f8 black bishop · h8 black rook · a7 black pawn · b7 black pawn · f7 black pawn · g7 black pawn · h7 black pawn · c6 black pawn · f6 black pawn · d4 white pawn · a2 white pawn · b2 white pawn · c2 white pawn · f2 white pawn · g2 white pawn · h2 white pawn · a1 white rook · c1 white bishop · d1 white queen · e1 white king · f1 white bishop · g1 white knight · h1 white rook | a8 black rook · b8 black knight · c8 black bishop · d8 black queen · e8 black king · f8 black bishop · h8 black rook · a7 black pawn · b7 black pawn · f7 black pawn · g7 black pawn · h7 black pawn · c6 black pawn · f6 black pawn · d4 white pawn · a2 white pawn · b2 white pawn · c2 white pawn · f2 white pawn · g2 white pawn · h2 white pawn · a1 white rook · c1 white bishop · d1 white queen · e1 white king · f1 white bishop · g1 white knight · h1 white rook | a8 black rook · b8 black knight · c8 black bishop · d8 black queen · e8 black king · f8 black bishop · h8 black rook · a7 black pawn · b7 black pawn · f7 black pawn · g7 black pawn · h7 black pawn · c6 black pawn · f6 black pawn · d4 white pawn · a2 white pawn · b2 white pawn · c2 white pawn · f2 white pawn · g2 white pawn · h2 white pawn · a1 white rook · c1 white bishop · d1 white queen · e1 white king · f1 white bishop · g1 white knight · h1 white rook | a8 black rook · b8 black knight · c8 black bishop · d8 black queen · e8 black king · f8 black bishop · h8 black rook · a7 black pawn · b7 black pawn · f7 black pawn · g7 black pawn · h7 black pawn · c6 black pawn · f6 black pawn · d4 white pawn · a2 white pawn · b2 white pawn · c2 white pawn · f2 white pawn · g2 white pawn · h2 white pawn · a1 white rook · c1 white bishop · d1 white queen · e1 white king · f1 white bishop · g1 white knight · h1 white rook | 4 |
| 3 | a8 black rook · b8 black knight · c8 black bishop · d8 black queen · e8 black king · f8 black bishop · h8 black rook · a7 black pawn · b7 black pawn · f7 black pawn · g7 black pawn · h7 black pawn · c6 black pawn · f6 black pawn · d4 white pawn · a2 white pawn · b2 white pawn · c2 white pawn · f2 white pawn · g2 white pawn · h2 white pawn · a1 white rook · c1 white bishop · d1 white queen · e1 white king · f1 white bishop · g1 white knight · h1 white rook | a8 black rook · b8 black knight · c8 black bishop · d8 black queen · e8 black king · f8 black bishop · h8 black rook · a7 black pawn · b7 black pawn · f7 black pawn · g7 black pawn · h7 black pawn · c6 black pawn · f6 black pawn · d4 white pawn · a2 white pawn · b2 white pawn · c2 white pawn · f2 white pawn · g2 white pawn · h2 white pawn · a1 white rook · c1 white bishop · d1 white queen · e1 white king · f1 white bishop · g1 white knight · h1 white rook | a8 black rook · b8 black knight · c8 black bishop · d8 black queen · e8 black king · f8 black bishop · h8 black rook · a7 black pawn · b7 black pawn · f7 black pawn · g7 black pawn · h7 black pawn · c6 black pawn · f6 black pawn · d4 white pawn · a2 white pawn · b2 white pawn · c2 white pawn · f2 white pawn · g2 white pawn · h2 white pawn · a1 white rook · c1 white bishop · d1 white queen · e1 white king · f1 white bishop · g1 white knight · h1 white rook | a8 black rook · b8 black knight · c8 black bishop · d8 black queen · e8 black king · f8 black bishop · h8 black rook · a7 black pawn · b7 black pawn · f7 black pawn · g7 black pawn · h7 black pawn · c6 black pawn · f6 black pawn · d4 white pawn · a2 white pawn · b2 white pawn · c2 white pawn · f2 white pawn · g2 white pawn · h2 white pawn · a1 white rook · c1 white bishop · d1 white queen · e1 white king · f1 white bishop · g1 white knight · h1 white rook | a8 black rook · b8 black knight · c8 black bishop · d8 black queen · e8 black king · f8 black bishop · h8 black rook · a7 black pawn · b7 black pawn · f7 black pawn · g7 black pawn · h7 black pawn · c6 black pawn · f6 black pawn · d4 white pawn · a2 white pawn · b2 white pawn · c2 white pawn · f2 white pawn · g2 white pawn · h2 white pawn · a1 white rook · c1 white bishop · d1 white queen · e1 white king · f1 white bishop · g1 white knight · h1 white rook | a8 black rook · b8 black knight · c8 black bishop · d8 black queen · e8 black king · f8 black bishop · h8 black rook · a7 black pawn · b7 black pawn · f7 black pawn · g7 black pawn · h7 black pawn · c6 black pawn · f6 black pawn · d4 white pawn · a2 white pawn · b2 white pawn · c2 white pawn · f2 white pawn · g2 white pawn · h2 white pawn · a1 white rook · c1 white bishop · d1 white queen · e1 white king · f1 white bishop · g1 white knight · h1 white rook | a8 black rook · b8 black knight · c8 black bishop · d8 black queen · e8 black king · f8 black bishop · h8 black rook · a7 black pawn · b7 black pawn · f7 black pawn · g7 black pawn · h7 black pawn · c6 black pawn · f6 black pawn · d4 white pawn · a2 white pawn · b2 white pawn · c2 white pawn · f2 white pawn · g2 white pawn · h2 white pawn · a1 white rook · c1 white bishop · d1 white queen · e1 white king · f1 white bishop · g1 white knight · h1 white rook | a8 black rook · b8 black knight · c8 black bishop · d8 black queen · e8 black king · f8 black bishop · h8 black rook · a7 black pawn · b7 black pawn · f7 black pawn · g7 black pawn · h7 black pawn · c6 black pawn · f6 black pawn · d4 white pawn · a2 white pawn · b2 white pawn · c2 white pawn · f2 white pawn · g2 white pawn · h2 white pawn · a1 white rook · c1 white bishop · d1 white queen · e1 white king · f1 white bishop · g1 white knight · h1 white rook | 3 |
| 2 | a8 black rook · b8 black knight · c8 black bishop · d8 black queen · e8 black king · f8 black bishop · h8 black rook · a7 black pawn · b7 black pawn · f7 black pawn · g7 black pawn · h7 black pawn · c6 black pawn · f6 black pawn · d4 white pawn · a2 white pawn · b2 white pawn · c2 white pawn · f2 white pawn · g2 white pawn · h2 white pawn · a1 white rook · c1 white bishop · d1 white queen · e1 white king · f1 white bishop · g1 white knight · h1 white rook | a8 black rook · b8 black knight · c8 black bishop · d8 black queen · e8 black king · f8 black bishop · h8 black rook · a7 black pawn · b7 black pawn · f7 black pawn · g7 black pawn · h7 black pawn · c6 black pawn · f6 black pawn · d4 white pawn · a2 white pawn · b2 white pawn · c2 white pawn · f2 white pawn · g2 white pawn · h2 white pawn · a1 white rook · c1 white bishop · d1 white queen · e1 white king · f1 white bishop · g1 white knight · h1 white rook | a8 black rook · b8 black knight · c8 black bishop · d8 black queen · e8 black king · f8 black bishop · h8 black rook · a7 black pawn · b7 black pawn · f7 black pawn · g7 black pawn · h7 black pawn · c6 black pawn · f6 black pawn · d4 white pawn · a2 white pawn · b2 white pawn · c2 white pawn · f2 white pawn · g2 white pawn · h2 white pawn · a1 white rook · c1 white bishop · d1 white queen · e1 white king · f1 white bishop · g1 white knight · h1 white rook | a8 black rook · b8 black knight · c8 black bishop · d8 black queen · e8 black king · f8 black bishop · h8 black rook · a7 black pawn · b7 black pawn · f7 black pawn · g7 black pawn · h7 black pawn · c6 black pawn · f6 black pawn · d4 white pawn · a2 white pawn · b2 white pawn · c2 white pawn · f2 white pawn · g2 white pawn · h2 white pawn · a1 white rook · c1 white bishop · d1 white queen · e1 white king · f1 white bishop · g1 white knight · h1 white rook | a8 black rook · b8 black knight · c8 black bishop · d8 black queen · e8 black king · f8 black bishop · h8 black rook · a7 black pawn · b7 black pawn · f7 black pawn · g7 black pawn · h7 black pawn · c6 black pawn · f6 black pawn · d4 white pawn · a2 white pawn · b2 white pawn · c2 white pawn · f2 white pawn · g2 white pawn · h2 white pawn · a1 white rook · c1 white bishop · d1 white queen · e1 white king · f1 white bishop · g1 white knight · h1 white rook | a8 black rook · b8 black knight · c8 black bishop · d8 black queen · e8 black king · f8 black bishop · h8 black rook · a7 black pawn · b7 black pawn · f7 black pawn · g7 black pawn · h7 black pawn · c6 black pawn · f6 black pawn · d4 white pawn · a2 white pawn · b2 white pawn · c2 white pawn · f2 white pawn · g2 white pawn · h2 white pawn · a1 white rook · c1 white bishop · d1 white queen · e1 white king · f1 white bishop · g1 white knight · h1 white rook | a8 black rook · b8 black knight · c8 black bishop · d8 black queen · e8 black king · f8 black bishop · h8 black rook · a7 black pawn · b7 black pawn · f7 black pawn · g7 black pawn · h7 black pawn · c6 black pawn · f6 black pawn · d4 white pawn · a2 white pawn · b2 white pawn · c2 white pawn · f2 white pawn · g2 white pawn · h2 white pawn · a1 white rook · c1 white bishop · d1 white queen · e1 white king · f1 white bishop · g1 white knight · h1 white rook | a8 black rook · b8 black knight · c8 black bishop · d8 black queen · e8 black king · f8 black bishop · h8 black rook · a7 black pawn · b7 black pawn · f7 black pawn · g7 black pawn · h7 black pawn · c6 black pawn · f6 black pawn · d4 white pawn · a2 white pawn · b2 white pawn · c2 white pawn · f2 white pawn · g2 white pawn · h2 white pawn · a1 white rook · c1 white bishop · d1 white queen · e1 white king · f1 white bishop · g1 white knight · h1 white rook | 2 |
| 1 | a8 black rook · b8 black knight · c8 black bishop · d8 black queen · e8 black king · f8 black bishop · h8 black rook · a7 black pawn · b7 black pawn · f7 black pawn · g7 black pawn · h7 black pawn · c6 black pawn · f6 black pawn · d4 white pawn · a2 white pawn · b2 white pawn · c2 white pawn · f2 white pawn · g2 white pawn · h2 white pawn · a1 white rook · c1 white bishop · d1 white queen · e1 white king · f1 white bishop · g1 white knight · h1 white rook | a8 black rook · b8 black knight · c8 black bishop · d8 black queen · e8 black king · f8 black bishop · h8 black rook · a7 black pawn · b7 black pawn · f7 black pawn · g7 black pawn · h7 black pawn · c6 black pawn · f6 black pawn · d4 white pawn · a2 white pawn · b2 white pawn · c2 white pawn · f2 white pawn · g2 white pawn · h2 white pawn · a1 white rook · c1 white bishop · d1 white queen · e1 white king · f1 white bishop · g1 white knight · h1 white rook | a8 black rook · b8 black knight · c8 black bishop · d8 black queen · e8 black king · f8 black bishop · h8 black rook · a7 black pawn · b7 black pawn · f7 black pawn · g7 black pawn · h7 black pawn · c6 black pawn · f6 black pawn · d4 white pawn · a2 white pawn · b2 white pawn · c2 white pawn · f2 white pawn · g2 white pawn · h2 white pawn · a1 white rook · c1 white bishop · d1 white queen · e1 white king · f1 white bishop · g1 white knight · h1 white rook | a8 black rook · b8 black knight · c8 black bishop · d8 black queen · e8 black king · f8 black bishop · h8 black rook · a7 black pawn · b7 black pawn · f7 black pawn · g7 black pawn · h7 black pawn · c6 black pawn · f6 black pawn · d4 white pawn · a2 white pawn · b2 white pawn · c2 white pawn · f2 white pawn · g2 white pawn · h2 white pawn · a1 white rook · c1 white bishop · d1 white queen · e1 white king · f1 white bishop · g1 white knight · h1 white rook | a8 black rook · b8 black knight · c8 black bishop · d8 black queen · e8 black king · f8 black bishop · h8 black rook · a7 black pawn · b7 black pawn · f7 black pawn · g7 black pawn · h7 black pawn · c6 black pawn · f6 black pawn · d4 white pawn · a2 white pawn · b2 white pawn · c2 white pawn · f2 white pawn · g2 white pawn · h2 white pawn · a1 white rook · c1 white bishop · d1 white queen · e1 white king · f1 white bishop · g1 white knight · h1 white rook | a8 black rook · b8 black knight · c8 black bishop · d8 black queen · e8 black king · f8 black bishop · h8 black rook · a7 black pawn · b7 black pawn · f7 black pawn · g7 black pawn · h7 black pawn · c6 black pawn · f6 black pawn · d4 white pawn · a2 white pawn · b2 white pawn · c2 white pawn · f2 white pawn · g2 white pawn · h2 white pawn · a1 white rook · c1 white bishop · d1 white queen · e1 white king · f1 white bishop · g1 white knight · h1 white rook | a8 black rook · b8 black knight · c8 black bishop · d8 black queen · e8 black king · f8 black bishop · h8 black rook · a7 black pawn · b7 black pawn · f7 black pawn · g7 black pawn · h7 black pawn · c6 black pawn · f6 black pawn · d4 white pawn · a2 white pawn · b2 white pawn · c2 white pawn · f2 white pawn · g2 white pawn · h2 white pawn · a1 white rook · c1 white bishop · d1 white queen · e1 white king · f1 white bishop · g1 white knight · h1 white rook | a8 black rook · b8 black knight · c8 black bishop · d8 black queen · e8 black king · f8 black bishop · h8 black rook · a7 black pawn · b7 black pawn · f7 black pawn · g7 black pawn · h7 black pawn · c6 black pawn · f6 black pawn · d4 white pawn · a2 white pawn · b2 white pawn · c2 white pawn · f2 white pawn · g2 white pawn · h2 white pawn · a1 white rook · c1 white bishop · d1 white queen · e1 white king · f1 white bishop · g1 white knight · h1 white rook | 1 |
|   | a | b | c | d | e | f | g | h |   |

Viktor Korchnoi đã chơi 5...exf6 nhiều lần (bao gồm cả trận tranh ngôi vua cờ đầu tiên với Anatoly Karpov), và biến thể này cũng đã được Ulf Andersson sử dụng. 5...exf6 của Đen được coi là tốt hơn 5...gxf6!?  (Biến thể Bronstein–Larsen) và mang lại cho Đen sự phát triển nhanh chóng, đồng thời nhường lại cho Trắng cấu trúc chốt đẹp hơn và lợi thế lâu dài (Đen phải cẩn trọng rằng tốt cột d của Trắng giờ đây có thể là một tốt thông trong tàn cuộc).

### Biến thể tiến tốt
|   | a | b | c | d | e | f | g | h |   |
| 8 | a8 black rook · b8 black knight · c8 black bishop · d8 black queen · e8 black king · f8 black bishop · g8 black knight · h8 black rook · a7 black pawn · b7 black pawn · e7 black pawn · f7 black pawn · g7 black pawn · h7 black pawn · c5 black pawn · d5 black pawn · e5 white pawn · d4 white pawn · a2 white pawn · b2 white pawn · c2 white pawn · f2 white pawn · g2 white pawn · h2 white pawn · a1 white rook · b1 white knight · c1 white bishop · d1 white queen · e1 white king · f1 white bishop · g1 white knight · h1 white rook | a8 black rook · b8 black knight · c8 black bishop · d8 black queen · e8 black king · f8 black bishop · g8 black knight · h8 black rook · a7 black pawn · b7 black pawn · e7 black pawn · f7 black pawn · g7 black pawn · h7 black pawn · c5 black pawn · d5 black pawn · e5 white pawn · d4 white pawn · a2 white pawn · b2 white pawn · c2 white pawn · f2 white pawn · g2 white pawn · h2 white pawn · a1 white rook · b1 white knight · c1 white bishop · d1 white queen · e1 white king · f1 white bishop · g1 white knight · h1 white rook | a8 black rook · b8 black knight · c8 black bishop · d8 black queen · e8 black king · f8 black bishop · g8 black knight · h8 black rook · a7 black pawn · b7 black pawn · e7 black pawn · f7 black pawn · g7 black pawn · h7 black pawn · c5 black pawn · d5 black pawn · e5 white pawn · d4 white pawn · a2 white pawn · b2 white pawn · c2 white pawn · f2 white pawn · g2 white pawn · h2 white pawn · a1 white rook · b1 white knight · c1 white bishop · d1 white queen · e1 white king · f1 white bishop · g1 white knight · h1 white rook | a8 black rook · b8 black knight · c8 black bishop · d8 black queen · e8 black king · f8 black bishop · g8 black knight · h8 black rook · a7 black pawn · b7 black pawn · e7 black pawn · f7 black pawn · g7 black pawn · h7 black pawn · c5 black pawn · d5 black pawn · e5 white pawn · d4 white pawn · a2 white pawn · b2 white pawn · c2 white pawn · f2 white pawn · g2 white pawn · h2 white pawn · a1 white rook · b1 white knight · c1 white bishop · d1 white queen · e1 white king · f1 white bishop · g1 white knight · h1 white rook | a8 black rook · b8 black knight · c8 black bishop · d8 black queen · e8 black king · f8 black bishop · g8 black knight · h8 black rook · a7 black pawn · b7 black pawn · e7 black pawn · f7 black pawn · g7 black pawn · h7 black pawn · c5 black pawn · d5 black pawn · e5 white pawn · d4 white pawn · a2 white pawn · b2 white pawn · c2 white pawn · f2 white pawn · g2 white pawn · h2 white pawn · a1 white rook · b1 white knight · c1 white bishop · d1 white queen · e1 white king · f1 white bishop · g1 white knight · h1 white rook | a8 black rook · b8 black knight · c8 black bishop · d8 black queen · e8 black king · f8 black bishop · g8 black knight · h8 black rook · a7 black pawn · b7 black pawn · e7 black pawn · f7 black pawn · g7 black pawn · h7 black pawn · c5 black pawn · d5 black pawn · e5 white pawn · d4 white pawn · a2 white pawn · b2 white pawn · c2 white pawn · f2 white pawn · g2 white pawn · h2 white pawn · a1 white rook · b1 white knight · c1 white bishop · d1 white queen · e1 white king · f1 white bishop · g1 white knight · h1 white rook | a8 black rook · b8 black knight · c8 black bishop · d8 black queen · e8 black king · f8 black bishop · g8 black knight · h8 black rook · a7 black pawn · b7 black pawn · e7 black pawn · f7 black pawn · g7 black pawn · h7 black pawn · c5 black pawn · d5 black pawn · e5 white pawn · d4 white pawn · a2 white pawn · b2 white pawn · c2 white pawn · f2 white pawn · g2 white pawn · h2 white pawn · a1 white rook · b1 white knight · c1 white bishop · d1 white queen · e1 white king · f1 white bishop · g1 white knight · h1 white rook | a8 black rook · b8 black knight · c8 black bishop · d8 black queen · e8 black king · f8 black bishop · g8 black knight · h8 black rook · a7 black pawn · b7 black pawn · e7 black pawn · f7 black pawn · g7 black pawn · h7 black pawn · c5 black pawn · d5 black pawn · e5 white pawn · d4 white pawn · a2 white pawn · b2 white pawn · c2 white pawn · f2 white pawn · g2 white pawn · h2 white pawn · a1 white rook · b1 white knight · c1 white bishop · d1 white queen · e1 white king · f1 white bishop · g1 white knight · h1 white rook | 8 |
| 7 | a8 black rook · b8 black knight · c8 black bishop · d8 black queen · e8 black king · f8 black bishop · g8 black knight · h8 black rook · a7 black pawn · b7 black pawn · e7 black pawn · f7 black pawn · g7 black pawn · h7 black pawn · c5 black pawn · d5 black pawn · e5 white pawn · d4 white pawn · a2 white pawn · b2 white pawn · c2 white pawn · f2 white pawn · g2 white pawn · h2 white pawn · a1 white rook · b1 white knight · c1 white bishop · d1 white queen · e1 white king · f1 white bishop · g1 white knight · h1 white rook | a8 black rook · b8 black knight · c8 black bishop · d8 black queen · e8 black king · f8 black bishop · g8 black knight · h8 black rook · a7 black pawn · b7 black pawn · e7 black pawn · f7 black pawn · g7 black pawn · h7 black pawn · c5 black pawn · d5 black pawn · e5 white pawn · d4 white pawn · a2 white pawn · b2 white pawn · c2 white pawn · f2 white pawn · g2 white pawn · h2 white pawn · a1 white rook · b1 white knight · c1 white bishop · d1 white queen · e1 white king · f1 white bishop · g1 white knight · h1 white rook | a8 black rook · b8 black knight · c8 black bishop · d8 black queen · e8 black king · f8 black bishop · g8 black knight · h8 black rook · a7 black pawn · b7 black pawn · e7 black pawn · f7 black pawn · g7 black pawn · h7 black pawn · c5 black pawn · d5 black pawn · e5 white pawn · d4 white pawn · a2 white pawn · b2 white pawn · c2 white pawn · f2 white pawn · g2 white pawn · h2 white pawn · a1 white rook · b1 white knight · c1 white bishop · d1 white queen · e1 white king · f1 white bishop · g1 white knight · h1 white rook | a8 black rook · b8 black knight · c8 black bishop · d8 black queen · e8 black king · f8 black bishop · g8 black knight · h8 black rook · a7 black pawn · b7 black pawn · e7 black pawn · f7 black pawn · g7 black pawn · h7 black pawn · c5 black pawn · d5 black pawn · e5 white pawn · d4 white pawn · a2 white pawn · b2 white pawn · c2 white pawn · f2 white pawn · g2 white pawn · h2 white pawn · a1 white rook · b1 white knight · c1 white bishop · d1 white queen · e1 white king · f1 white bishop · g1 white knight · h1 white rook | a8 black rook · b8 black knight · c8 black bishop · d8 black queen · e8 black king · f8 black bishop · g8 black knight · h8 black rook · a7 black pawn · b7 black pawn · e7 black pawn · f7 black pawn · g7 black pawn · h7 black pawn · c5 black pawn · d5 black pawn · e5 white pawn · d4 white pawn · a2 white pawn · b2 white pawn · c2 white pawn · f2 white pawn · g2 white pawn · h2 white pawn · a1 white rook · b1 white knight · c1 white bishop · d1 white queen · e1 white king · f1 white bishop · g1 white knight · h1 white rook | a8 black rook · b8 black knight · c8 black bishop · d8 black queen · e8 black king · f8 black bishop · g8 black knight · h8 black rook · a7 black pawn · b7 black pawn · e7 black pawn · f7 black pawn · g7 black pawn · h7 black pawn · c5 black pawn · d5 black pawn · e5 white pawn · d4 white pawn · a2 white pawn · b2 white pawn · c2 white pawn · f2 white pawn · g2 white pawn · h2 white pawn · a1 white rook · b1 white knight · c1 white bishop · d1 white queen · e1 white king · f1 white bishop · g1 white knight · h1 white rook | a8 black rook · b8 black knight · c8 black bishop · d8 black queen · e8 black king · f8 black bishop · g8 black knight · h8 black rook · a7 black pawn · b7 black pawn · e7 black pawn · f7 black pawn · g7 black pawn · h7 black pawn · c5 black pawn · d5 black pawn · e5 white pawn · d4 white pawn · a2 white pawn · b2 white pawn · c2 white pawn · f2 white pawn · g2 white pawn · h2 white pawn · a1 white rook · b1 white knight · c1 white bishop · d1 white queen · e1 white king · f1 white bishop · g1 white knight · h1 white rook | a8 black rook · b8 black knight · c8 black bishop · d8 black queen · e8 black king · f8 black bishop · g8 black knight · h8 black rook · a7 black pawn · b7 black pawn · e7 black pawn · f7 black pawn · g7 black pawn · h7 black pawn · c5 black pawn · d5 black pawn · e5 white pawn · d4 white pawn · a2 white pawn · b2 white pawn · c2 white pawn · f2 white pawn · g2 white pawn · h2 white pawn · a1 white rook · b1 white knight · c1 white bishop · d1 white queen · e1 white king · f1 white bishop · g1 white knight · h1 white rook | 7 |
| 6 | a8 black rook · b8 black knight · c8 black bishop · d8 black queen · e8 black king · f8 black bishop · g8 black knight · h8 black rook · a7 black pawn · b7 black pawn · e7 black pawn · f7 black pawn · g7 black pawn · h7 black pawn · c5 black pawn · d5 black pawn · e5 white pawn · d4 white pawn · a2 white pawn · b2 white pawn · c2 white pawn · f2 white pawn · g2 white pawn · h2 white pawn · a1 white rook · b1 white knight · c1 white bishop · d1 white queen · e1 white king · f1 white bishop · g1 white knight · h1 white rook | a8 black rook · b8 black knight · c8 black bishop · d8 black queen · e8 black king · f8 black bishop · g8 black knight · h8 black rook · a7 black pawn · b7 black pawn · e7 black pawn · f7 black pawn · g7 black pawn · h7 black pawn · c5 black pawn · d5 black pawn · e5 white pawn · d4 white pawn · a2 white pawn · b2 white pawn · c2 white pawn · f2 white pawn · g2 white pawn · h2 white pawn · a1 white rook · b1 white knight · c1 white bishop · d1 white queen · e1 white king · f1 white bishop · g1 white knight · h1 white rook | a8 black rook · b8 black knight · c8 black bishop · d8 black queen · e8 black king · f8 black bishop · g8 black knight · h8 black rook · a7 black pawn · b7 black pawn · e7 black pawn · f7 black pawn · g7 black pawn · h7 black pawn · c5 black pawn · d5 black pawn · e5 white pawn · d4 white pawn · a2 white pawn · b2 white pawn · c2 white pawn · f2 white pawn · g2 white pawn · h2 white pawn · a1 white rook · b1 white knight · c1 white bishop · d1 white queen · e1 white king · f1 white bishop · g1 white knight · h1 white rook | a8 black rook · b8 black knight · c8 black bishop · d8 black queen · e8 black king · f8 black bishop · g8 black knight · h8 black rook · a7 black pawn · b7 black pawn · e7 black pawn · f7 black pawn · g7 black pawn · h7 black pawn · c5 black pawn · d5 black pawn · e5 white pawn · d4 white pawn · a2 white pawn · b2 white pawn · c2 white pawn · f2 white pawn · g2 white pawn · h2 white pawn · a1 white rook · b1 white knight · c1 white bishop · d1 white queen · e1 white king · f1 white bishop · g1 white knight · h1 white rook | a8 black rook · b8 black knight · c8 black bishop · d8 black queen · e8 black king · f8 black bishop · g8 black knight · h8 black rook · a7 black pawn · b7 black pawn · e7 black pawn · f7 black pawn · g7 black pawn · h7 black pawn · c5 black pawn · d5 black pawn · e5 white pawn · d4 white pawn · a2 white pawn · b2 white pawn · c2 white pawn · f2 white pawn · g2 white pawn · h2 white pawn · a1 white rook · b1 white knight · c1 white bishop · d1 white queen · e1 white king · f1 white bishop · g1 white knight · h1 white rook | a8 black rook · b8 black knight · c8 black bishop · d8 black queen · e8 black king · f8 black bishop · g8 black knight · h8 black rook · a7 black pawn · b7 black pawn · e7 black pawn · f7 black pawn · g7 black pawn · h7 black pawn · c5 black pawn · d5 black pawn · e5 white pawn · d4 white pawn · a2 white pawn · b2 white pawn · c2 white pawn · f2 white pawn · g2 white pawn · h2 white pawn · a1 white rook · b1 white knight · c1 white bishop · d1 white queen · e1 white king · f1 white bishop · g1 white knight · h1 white rook | a8 black rook · b8 black knight · c8 black bishop · d8 black queen · e8 black king · f8 black bishop · g8 black knight · h8 black rook · a7 black pawn · b7 black pawn · e7 black pawn · f7 black pawn · g7 black pawn · h7 black pawn · c5 black pawn · d5 black pawn · e5 white pawn · d4 white pawn · a2 white pawn · b2 white pawn · c2 white pawn · f2 white pawn · g2 white pawn · h2 white pawn · a1 white rook · b1 white knight · c1 white bishop · d1 white queen · e1 white king · f1 white bishop · g1 white knight · h1 white rook | a8 black rook · b8 black knight · c8 black bishop · d8 black queen · e8 black king · f8 black bishop · g8 black knight · h8 black rook · a7 black pawn · b7 black pawn · e7 black pawn · f7 black pawn · g7 black pawn · h7 black pawn · c5 black pawn · d5 black pawn · e5 white pawn · d4 white pawn · a2 white pawn · b2 white pawn · c2 white pawn · f2 white pawn · g2 white pawn · h2 white pawn · a1 white rook · b1 white knight · c1 white bishop · d1 white queen · e1 white king · f1 white bishop · g1 white knight · h1 white rook | 6 |
| 5 | a8 black rook · b8 black knight · c8 black bishop · d8 black queen · e8 black king · f8 black bishop · g8 black knight · h8 black rook · a7 black pawn · b7 black pawn · e7 black pawn · f7 black pawn · g7 black pawn · h7 black pawn · c5 black pawn · d5 black pawn · e5 white pawn · d4 white pawn · a2 white pawn · b2 white pawn · c2 white pawn · f2 white pawn · g2 white pawn · h2 white pawn · a1 white rook · b1 white knight · c1 white bishop · d1 white queen · e1 white king · f1 white bishop · g1 white knight · h1 white rook | a8 black rook · b8 black knight · c8 black bishop · d8 black queen · e8 black king · f8 black bishop · g8 black knight · h8 black rook · a7 black pawn · b7 black pawn · e7 black pawn · f7 black pawn · g7 black pawn · h7 black pawn · c5 black pawn · d5 black pawn · e5 white pawn · d4 white pawn · a2 white pawn · b2 white pawn · c2 white pawn · f2 white pawn · g2 white pawn · h2 white pawn · a1 white rook · b1 white knight · c1 white bishop · d1 white queen · e1 white king · f1 white bishop · g1 white knight · h1 white rook | a8 black rook · b8 black knight · c8 black bishop · d8 black queen · e8 black king · f8 black bishop · g8 black knight · h8 black rook · a7 black pawn · b7 black pawn · e7 black pawn · f7 black pawn · g7 black pawn · h7 black pawn · c5 black pawn · d5 black pawn · e5 white pawn · d4 white pawn · a2 white pawn · b2 white pawn · c2 white pawn · f2 white pawn · g2 white pawn · h2 white pawn · a1 white rook · b1 white knight · c1 white bishop · d1 white queen · e1 white king · f1 white bishop · g1 white knight · h1 white rook | a8 black rook · b8 black knight · c8 black bishop · d8 black queen · e8 black king · f8 black bishop · g8 black knight · h8 black rook · a7 black pawn · b7 black pawn · e7 black pawn · f7 black pawn · g7 black pawn · h7 black pawn · c5 black pawn · d5 black pawn · e5 white pawn · d4 white pawn · a2 white pawn · b2 white pawn · c2 white pawn · f2 white pawn · g2 white pawn · h2 white pawn · a1 white rook · b1 white knight · c1 white bishop · d1 white queen · e1 white king · f1 white bishop · g1 white knight · h1 white rook | a8 black rook · b8 black knight · c8 black bishop · d8 black queen · e8 black king · f8 black bishop · g8 black knight · h8 black rook · a7 black pawn · b7 black pawn · e7 black pawn · f7 black pawn · g7 black pawn · h7 black pawn · c5 black pawn · d5 black pawn · e5 white pawn · d4 white pawn · a2 white pawn · b2 white pawn · c2 white pawn · f2 white pawn · g2 white pawn · h2 white pawn · a1 white rook · b1 white knight · c1 white bishop · d1 white queen · e1 white king · f1 white bishop · g1 white knight · h1 white rook | a8 black rook · b8 black knight · c8 black bishop · d8 black queen · e8 black king · f8 black bishop · g8 black knight · h8 black rook · a7 black pawn · b7 black pawn · e7 black pawn · f7 black pawn · g7 black pawn · h7 black pawn · c5 black pawn · d5 black pawn · e5 white pawn · d4 white pawn · a2 white pawn · b2 white pawn · c2 white pawn · f2 white pawn · g2 white pawn · h2 white pawn · a1 white rook · b1 white knight · c1 white bishop · d1 white queen · e1 white king · f1 white bishop · g1 white knight · h1 white rook | a8 black rook · b8 black knight · c8 black bishop · d8 black queen · e8 black king · f8 black bishop · g8 black knight · h8 black rook · a7 black pawn · b7 black pawn · e7 black pawn · f7 black pawn · g7 black pawn · h7 black pawn · c5 black pawn · d5 black pawn · e5 white pawn · d4 white pawn · a2 white pawn · b2 white pawn · c2 white pawn · f2 white pawn · g2 white pawn · h2 white pawn · a1 white rook · b1 white knight · c1 white bishop · d1 white queen · e1 white king · f1 white bishop · g1 white knight · h1 white rook | a8 black rook · b8 black knight · c8 black bishop · d8 black queen · e8 black king · f8 black bishop · g8 black knight · h8 black rook · a7 black pawn · b7 black pawn · e7 black pawn · f7 black pawn · g7 black pawn · h7 black pawn · c5 black pawn · d5 black pawn · e5 white pawn · d4 white pawn · a2 white pawn · b2 white pawn · c2 white pawn · f2 white pawn · g2 white pawn · h2 white pawn · a1 white rook · b1 white knight · c1 white bishop · d1 white queen · e1 white king · f1 white bishop · g1 white knight · h1 white rook | 5 |
| 4 | a8 black rook · b8 black knight · c8 black bishop · d8 black queen · e8 black king · f8 black bishop · g8 black knight · h8 black rook · a7 black pawn · b7 black pawn · e7 black pawn · f7 black pawn · g7 black pawn · h7 black pawn · c5 black pawn · d5 black pawn · e5 white pawn · d4 white pawn · a2 white pawn · b2 white pawn · c2 white pawn · f2 white pawn · g2 white pawn · h2 white pawn · a1 white rook · b1 white knight · c1 white bishop · d1 white queen · e1 white king · f1 white bishop · g1 white knight · h1 white rook | a8 black rook · b8 black knight · c8 black bishop · d8 black queen · e8 black king · f8 black bishop · g8 black knight · h8 black rook · a7 black pawn · b7 black pawn · e7 black pawn · f7 black pawn · g7 black pawn · h7 black pawn · c5 black pawn · d5 black pawn · e5 white pawn · d4 white pawn · a2 white pawn · b2 white pawn · c2 white pawn · f2 white pawn · g2 white pawn · h2 white pawn · a1 white rook · b1 white knight · c1 white bishop · d1 white queen · e1 white king · f1 white bishop · g1 white knight · h1 white rook | a8 black rook · b8 black knight · c8 black bishop · d8 black queen · e8 black king · f8 black bishop · g8 black knight · h8 black rook · a7 black pawn · b7 black pawn · e7 black pawn · f7 black pawn · g7 black pawn · h7 black pawn · c5 black pawn · d5 black pawn · e5 white pawn · d4 white pawn · a2 white pawn · b2 white pawn · c2 white pawn · f2 white pawn · g2 white pawn · h2 white pawn · a1 white rook · b1 white knight · c1 white bishop · d1 white queen · e1 white king · f1 white bishop · g1 white knight · h1 white rook | a8 black rook · b8 black knight · c8 black bishop · d8 black queen · e8 black king · f8 black bishop · g8 black knight · h8 black rook · a7 black pawn · b7 black pawn · e7 black pawn · f7 black pawn · g7 black pawn · h7 black pawn · c5 black pawn · d5 black pawn · e5 white pawn · d4 white pawn · a2 white pawn · b2 white pawn · c2 white pawn · f2 white pawn · g2 white pawn · h2 white pawn · a1 white rook · b1 white knight · c1 white bishop · d1 white queen · e1 white king · f1 white bishop · g1 white knight · h1 white rook | a8 black rook · b8 black knight · c8 black bishop · d8 black queen · e8 black king · f8 black bishop · g8 black knight · h8 black rook · a7 black pawn · b7 black pawn · e7 black pawn · f7 black pawn · g7 black pawn · h7 black pawn · c5 black pawn · d5 black pawn · e5 white pawn · d4 white pawn · a2 white pawn · b2 white pawn · c2 white pawn · f2 white pawn · g2 white pawn · h2 white pawn · a1 white rook · b1 white knight · c1 white bishop · d1 white queen · e1 white king · f1 white bishop · g1 white knight · h1 white rook | a8 black rook · b8 black knight · c8 black bishop · d8 black queen · e8 black king · f8 black bishop · g8 black knight · h8 black rook · a7 black pawn · b7 black pawn · e7 black pawn · f7 black pawn · g7 black pawn · h7 black pawn · c5 black pawn · d5 black pawn · e5 white pawn · d4 white pawn · a2 white pawn · b2 white pawn · c2 white pawn · f2 white pawn · g2 white pawn · h2 white pawn · a1 white rook · b1 white knight · c1 white bishop · d1 white queen · e1 white king · f1 white bishop · g1 white knight · h1 white rook | a8 black rook · b8 black knight · c8 black bishop · d8 black queen · e8 black king · f8 black bishop · g8 black knight · h8 black rook · a7 black pawn · b7 black pawn · e7 black pawn · f7 black pawn · g7 black pawn · h7 black pawn · c5 black pawn · d5 black pawn · e5 white pawn · d4 white pawn · a2 white pawn · b2 white pawn · c2 white pawn · f2 white pawn · g2 white pawn · h2 white pawn · a1 white rook · b1 white knight · c1 white bishop · d1 white queen · e1 white king · f1 white bishop · g1 white knight · h1 white rook | a8 black rook · b8 black knight · c8 black bishop · d8 black queen · e8 black king · f8 black bishop · g8 black knight · h8 black rook · a7 black pawn · b7 black pawn · e7 black pawn · f7 black pawn · g7 black pawn · h7 black pawn · c5 black pawn · d5 black pawn · e5 white pawn · d4 white pawn · a2 white pawn · b2 white pawn · c2 white pawn · f2 white pawn · g2 white pawn · h2 white pawn · a1 white rook · b1 white knight · c1 white bishop · d1 white queen · e1 white king · f1 white bishop · g1 white knight · h1 white rook | 4 |
| 3 | a8 black rook · b8 black knight · c8 black bishop · d8 black queen · e8 black king · f8 black bishop · g8 black knight · h8 black rook · a7 black pawn · b7 black pawn · e7 black pawn · f7 black pawn · g7 black pawn · h7 black pawn · c5 black pawn · d5 black pawn · e5 white pawn · d4 white pawn · a2 white pawn · b2 white pawn · c2 white pawn · f2 white pawn · g2 white pawn · h2 white pawn · a1 white rook · b1 white knight · c1 white bishop · d1 white queen · e1 white king · f1 white bishop · g1 white knight · h1 white rook | a8 black rook · b8 black knight · c8 black bishop · d8 black queen · e8 black king · f8 black bishop · g8 black knight · h8 black rook · a7 black pawn · b7 black pawn · e7 black pawn · f7 black pawn · g7 black pawn · h7 black pawn · c5 black pawn · d5 black pawn · e5 white pawn · d4 white pawn · a2 white pawn · b2 white pawn · c2 white pawn · f2 white pawn · g2 white pawn · h2 white pawn · a1 white rook · b1 white knight · c1 white bishop · d1 white queen · e1 white king · f1 white bishop · g1 white knight · h1 white rook | a8 black rook · b8 black knight · c8 black bishop · d8 black queen · e8 black king · f8 black bishop · g8 black knight · h8 black rook · a7 black pawn · b7 black pawn · e7 black pawn · f7 black pawn · g7 black pawn · h7 black pawn · c5 black pawn · d5 black pawn · e5 white pawn · d4 white pawn · a2 white pawn · b2 white pawn · c2 white pawn · f2 white pawn · g2 white pawn · h2 white pawn · a1 white rook · b1 white knight · c1 white bishop · d1 white queen · e1 white king · f1 white bishop · g1 white knight · h1 white rook | a8 black rook · b8 black knight · c8 black bishop · d8 black queen · e8 black king · f8 black bishop · g8 black knight · h8 black rook · a7 black pawn · b7 black pawn · e7 black pawn · f7 black pawn · g7 black pawn · h7 black pawn · c5 black pawn · d5 black pawn · e5 white pawn · d4 white pawn · a2 white pawn · b2 white pawn · c2 white pawn · f2 white pawn · g2 white pawn · h2 white pawn · a1 white rook · b1 white knight · c1 white bishop · d1 white queen · e1 white king · f1 white bishop · g1 white knight · h1 white rook | a8 black rook · b8 black knight · c8 black bishop · d8 black queen · e8 black king · f8 black bishop · g8 black knight · h8 black rook · a7 black pawn · b7 black pawn · e7 black pawn · f7 black pawn · g7 black pawn · h7 black pawn · c5 black pawn · d5 black pawn · e5 white pawn · d4 white pawn · a2 white pawn · b2 white pawn · c2 white pawn · f2 white pawn · g2 white pawn · h2 white pawn · a1 white rook · b1 white knight · c1 white bishop · d1 white queen · e1 white king · f1 white bishop · g1 white knight · h1 white rook | a8 black rook · b8 black knight · c8 black bishop · d8 black queen · e8 black king · f8 black bishop · g8 black knight · h8 black rook · a7 black pawn · b7 black pawn · e7 black pawn · f7 black pawn · g7 black pawn · h7 black pawn · c5 black pawn · d5 black pawn · e5 white pawn · d4 white pawn · a2 white pawn · b2 white pawn · c2 white pawn · f2 white pawn · g2 white pawn · h2 white pawn · a1 white rook · b1 white knight · c1 white bishop · d1 white queen · e1 white king · f1 white bishop · g1 white knight · h1 white rook | a8 black rook · b8 black knight · c8 black bishop · d8 black queen · e8 black king · f8 black bishop · g8 black knight · h8 black rook · a7 black pawn · b7 black pawn · e7 black pawn · f7 black pawn · g7 black pawn · h7 black pawn · c5 black pawn · d5 black pawn · e5 white pawn · d4 white pawn · a2 white pawn · b2 white pawn · c2 white pawn · f2 white pawn · g2 white pawn · h2 white pawn · a1 white rook · b1 white knight · c1 white bishop · d1 white queen · e1 white king · f1 white bishop · g1 white knight · h1 white rook | a8 black rook · b8 black knight · c8 black bishop · d8 black queen · e8 black king · f8 black bishop · g8 black knight · h8 black rook · a7 black pawn · b7 black pawn · e7 black pawn · f7 black pawn · g7 black pawn · h7 black pawn · c5 black pawn · d5 black pawn · e5 white pawn · d4 white pawn · a2 white pawn · b2 white pawn · c2 white pawn · f2 white pawn · g2 white pawn · h2 white pawn · a1 white rook · b1 white knight · c1 white bishop · d1 white queen · e1 white king · f1 white bishop · g1 white knight · h1 white rook | 3 |
| 2 | a8 black rook · b8 black knight · c8 black bishop · d8 black queen · e8 black king · f8 black bishop · g8 black knight · h8 black rook · a7 black pawn · b7 black pawn · e7 black pawn · f7 black pawn · g7 black pawn · h7 black pawn · c5 black pawn · d5 black pawn · e5 white pawn · d4 white pawn · a2 white pawn · b2 white pawn · c2 white pawn · f2 white pawn · g2 white pawn · h2 white pawn · a1 white rook · b1 white knight · c1 white bishop · d1 white queen · e1 white king · f1 white bishop · g1 white knight · h1 white rook | a8 black rook · b8 black knight · c8 black bishop · d8 black queen · e8 black king · f8 black bishop · g8 black knight · h8 black rook · a7 black pawn · b7 black pawn · e7 black pawn · f7 black pawn · g7 black pawn · h7 black pawn · c5 black pawn · d5 black pawn · e5 white pawn · d4 white pawn · a2 white pawn · b2 white pawn · c2 white pawn · f2 white pawn · g2 white pawn · h2 white pawn · a1 white rook · b1 white knight · c1 white bishop · d1 white queen · e1 white king · f1 white bishop · g1 white knight · h1 white rook | a8 black rook · b8 black knight · c8 black bishop · d8 black queen · e8 black king · f8 black bishop · g8 black knight · h8 black rook · a7 black pawn · b7 black pawn · e7 black pawn · f7 black pawn · g7 black pawn · h7 black pawn · c5 black pawn · d5 black pawn · e5 white pawn · d4 white pawn · a2 white pawn · b2 white pawn · c2 white pawn · f2 white pawn · g2 white pawn · h2 white pawn · a1 white rook · b1 white knight · c1 white bishop · d1 white queen · e1 white king · f1 white bishop · g1 white knight · h1 white rook | a8 black rook · b8 black knight · c8 black bishop · d8 black queen · e8 black king · f8 black bishop · g8 black knight · h8 black rook · a7 black pawn · b7 black pawn · e7 black pawn · f7 black pawn · g7 black pawn · h7 black pawn · c5 black pawn · d5 black pawn · e5 white pawn · d4 white pawn · a2 white pawn · b2 white pawn · c2 white pawn · f2 white pawn · g2 white pawn · h2 white pawn · a1 white rook · b1 white knight · c1 white bishop · d1 white queen · e1 white king · f1 white bishop · g1 white knight · h1 white rook | a8 black rook · b8 black knight · c8 black bishop · d8 black queen · e8 black king · f8 black bishop · g8 black knight · h8 black rook · a7 black pawn · b7 black pawn · e7 black pawn · f7 black pawn · g7 black pawn · h7 black pawn · c5 black pawn · d5 black pawn · e5 white pawn · d4 white pawn · a2 white pawn · b2 white pawn · c2 white pawn · f2 white pawn · g2 white pawn · h2 white pawn · a1 white rook · b1 white knight · c1 white bishop · d1 white queen · e1 white king · f1 white bishop · g1 white knight · h1 white rook | a8 black rook · b8 black knight · c8 black bishop · d8 black queen · e8 black king · f8 black bishop · g8 black knight · h8 black rook · a7 black pawn · b7 black pawn · e7 black pawn · f7 black pawn · g7 black pawn · h7 black pawn · c5 black pawn · d5 black pawn · e5 white pawn · d4 white pawn · a2 white pawn · b2 white pawn · c2 white pawn · f2 white pawn · g2 white pawn · h2 white pawn · a1 white rook · b1 white knight · c1 white bishop · d1 white queen · e1 white king · f1 white bishop · g1 white knight · h1 white rook | a8 black rook · b8 black knight · c8 black bishop · d8 black queen · e8 black king · f8 black bishop · g8 black knight · h8 black rook · a7 black pawn · b7 black pawn · e7 black pawn · f7 black pawn · g7 black pawn · h7 black pawn · c5 black pawn · d5 black pawn · e5 white pawn · d4 white pawn · a2 white pawn · b2 white pawn · c2 white pawn · f2 white pawn · g2 white pawn · h2 white pawn · a1 white rook · b1 white knight · c1 white bishop · d1 white queen · e1 white king · f1 white bishop · g1 white knight · h1 white rook | a8 black rook · b8 black knight · c8 black bishop · d8 black queen · e8 black king · f8 black bishop · g8 black knight · h8 black rook · a7 black pawn · b7 black pawn · e7 black pawn · f7 black pawn · g7 black pawn · h7 black pawn · c5 black pawn · d5 black pawn · e5 white pawn · d4 white pawn · a2 white pawn · b2 white pawn · c2 white pawn · f2 white pawn · g2 white pawn · h2 white pawn · a1 white rook · b1 white knight · c1 white bishop · d1 white queen · e1 white king · f1 white bishop · g1 white knight · h1 white rook | 2 |
| 1 | a8 black rook · b8 black knight · c8 black bishop · d8 black queen · e8 black king · f8 black bishop · g8 black knight · h8 black rook · a7 black pawn · b7 black pawn · e7 black pawn · f7 black pawn · g7 black pawn · h7 black pawn · c5 black pawn · d5 black pawn · e5 white pawn · d4 white pawn · a2 white pawn · b2 white pawn · c2 white pawn · f2 white pawn · g2 white pawn · h2 white pawn · a1 white rook · b1 white knight · c1 white bishop · d1 white queen · e1 white king · f1 white bishop · g1 white knight · h1 white rook | a8 black rook · b8 black knight · c8 black bishop · d8 black queen · e8 black king · f8 black bishop · g8 black knight · h8 black rook · a7 black pawn · b7 black pawn · e7 black pawn · f7 black pawn · g7 black pawn · h7 black pawn · c5 black pawn · d5 black pawn · e5 white pawn · d4 white pawn · a2 white pawn · b2 white pawn · c2 white pawn · f2 white pawn · g2 white pawn · h2 white pawn · a1 white rook · b1 white knight · c1 white bishop · d1 white queen · e1 white king · f1 white bishop · g1 white knight · h1 white rook | a8 black rook · b8 black knight · c8 black bishop · d8 black queen · e8 black king · f8 black bishop · g8 black knight · h8 black rook · a7 black pawn · b7 black pawn · e7 black pawn · f7 black pawn · g7 black pawn · h7 black pawn · c5 black pawn · d5 black pawn · e5 white pawn · d4 white pawn · a2 white pawn · b2 white pawn · c2 white pawn · f2 white pawn · g2 white pawn · h2 white pawn · a1 white rook · b1 white knight · c1 white bishop · d1 white queen · e1 white king · f1 white bishop · g1 white knight · h1 white rook | a8 black rook · b8 black knight · c8 black bishop · d8 black queen · e8 black king · f8 black bishop · g8 black knight · h8 black rook · a7 black pawn · b7 black pawn · e7 black pawn · f7 black pawn · g7 black pawn · h7 black pawn · c5 black pawn · d5 black pawn · e5 white pawn · d4 white pawn · a2 white pawn · b2 white pawn · c2 white pawn · f2 white pawn · g2 white pawn · h2 white pawn · a1 white rook · b1 white knight · c1 white bishop · d1 white queen · e1 white king · f1 white bishop · g1 white knight · h1 white rook | a8 black rook · b8 black knight · c8 black bishop · d8 black queen · e8 black king · f8 black bishop · g8 black knight · h8 black rook · a7 black pawn · b7 black pawn · e7 black pawn · f7 black pawn · g7 black pawn · h7 black pawn · c5 black pawn · d5 black pawn · e5 white pawn · d4 white pawn · a2 white pawn · b2 white pawn · c2 white pawn · f2 white pawn · g2 white pawn · h2 white pawn · a1 white rook · b1 white knight · c1 white bishop · d1 white queen · e1 white king · f1 white bishop · g1 white knight · h1 white rook | a8 black rook · b8 black knight · c8 black bishop · d8 black queen · e8 black king · f8 black bishop · g8 black knight · h8 black rook · a7 black pawn · b7 black pawn · e7 black pawn · f7 black pawn · g7 black pawn · h7 black pawn · c5 black pawn · d5 black pawn · e5 white pawn · d4 white pawn · a2 white pawn · b2 white pawn · c2 white pawn · f2 white pawn · g2 white pawn · h2 white pawn · a1 white rook · b1 white knight · c1 white bishop · d1 white queen · e1 white king · f1 white bishop · g1 white knight · h1 white rook | a8 black rook · b8 black knight · c8 black bishop · d8 black queen · e8 black king · f8 black bishop · g8 black knight · h8 black rook · a7 black pawn · b7 black pawn · e7 black pawn · f7 black pawn · g7 black pawn · h7 black pawn · c5 black pawn · d5 black pawn · e5 white pawn · d4 white pawn · a2 white pawn · b2 white pawn · c2 white pawn · f2 white pawn · g2 white pawn · h2 white pawn · a1 white rook · b1 white knight · c1 white bishop · d1 white queen · e1 white king · f1 white bishop · g1 white knight · h1 white rook | a8 black rook · b8 black knight · c8 black bishop · d8 black queen · e8 black king · f8 black bishop · g8 black knight · h8 black rook · a7 black pawn · b7 black pawn · e7 black pawn · f7 black pawn · g7 black pawn · h7 black pawn · c5 black pawn · d5 black pawn · e5 white pawn · d4 white pawn · a2 white pawn · b2 white pawn · c2 white pawn · f2 white pawn · g2 white pawn · h2 white pawn · a1 white rook · b1 white knight · c1 white bishop · d1 white queen · e1 white king · f1 white bishop · g1 white knight · h1 white rook | 1 |
|   | a | b | c | d | e | f | g | h |   |

Biến thể 3 ... Bf5 tiếp diễn với 1.e4 c6 2.d4 d5 3.e5 Bf5 đã trở nên phổ biến sau khi trước đó bị nhiều người coi là tệ trong nhiều năm, chủ yếu là do sự phá hủy chiến lược mà Aron Nimzowitsch (cầm quân trắng Trắng) chịu đựng dưới bàn tay của José Capablanca trong một trong những ván cờ của họ tại giải đấu ở New York 1927.
Biến thể tiến tốt kể từ đó đã được hồi sinh bởi các biến thể như Bayonet Attack (4.Nc3 e6 5.g4), một biến thể phổ biến vào những năm 1980 và sau đó được ưa chuộng bởi đại kiện tướng Latvia Alexei Shirov, hoặc biến thể ít tham vọng hơn 4.Nf3 e6 5 .Be2 c5 6.Be3, được phổ biến bởi kiện tướng người Anh Nigel Short và thường thấy vào những năm 1990. Ít phổ biến hơn nhưng mạnh mẽ là biến thể Tal (4.h4 h5), phổ biến bởi đại kiện tướng Mikhail Tal.

Biến thể 3 ... c5 theo sau với 1.e4 c6 2.d4 d5 3.e5 c5 !? là một sự thay thế quan trọng và tránh được sức nặng của lý thuyết liên quan đến 3 ... Bf5. Nó được Mikhail Botvinnik sử dụng trong trận đấu năm 1961 của ông với Mikhail Tal (mặc dù với kết quả tiêu cực cho Botvinnik - hai trận hòa và một trận thua). Biến thể được đặt tên là "Arkell / Khenkin Variation" trong tạp chí cờ vua hàng đầu "New in Chess" số 42 ghi nhạn thành công mà họ đã đạt được với biến thể này. So với Phòng thủ Pháp, Đen thiếu thời gian dể chơi ... e6; tuy nhiên, Trắng chỉ có thể khai thác điều này bằng cách làm suy yếu với 4.dxc5 khi Đen có cơ hội tốt để giành lại quân tốt.
|   | a | b | c | d | e | f | g | h |   |
| 8 | a8 black rook · b8 black knight · c8 black bishop · d8 black queen · e8 black king · f8 black bishop · g8 black knight · h8 black rook · a7 black pawn · b7 black pawn · e7 black pawn · f7 black pawn · g7 black pawn · h7 black pawn · d5 black pawn · d4 white pawn · d3 white bishop · a2 white pawn · b2 white pawn · c2 white pawn · f2 white pawn · g2 white pawn · h2 white pawn · a1 white rook · b1 white knight · c1 white bishop · d1 white queen · e1 white king · g1 white knight · h1 white rook | a8 black rook · b8 black knight · c8 black bishop · d8 black queen · e8 black king · f8 black bishop · g8 black knight · h8 black rook · a7 black pawn · b7 black pawn · e7 black pawn · f7 black pawn · g7 black pawn · h7 black pawn · d5 black pawn · d4 white pawn · d3 white bishop · a2 white pawn · b2 white pawn · c2 white pawn · f2 white pawn · g2 white pawn · h2 white pawn · a1 white rook · b1 white knight · c1 white bishop · d1 white queen · e1 white king · g1 white knight · h1 white rook | a8 black rook · b8 black knight · c8 black bishop · d8 black queen · e8 black king · f8 black bishop · g8 black knight · h8 black rook · a7 black pawn · b7 black pawn · e7 black pawn · f7 black pawn · g7 black pawn · h7 black pawn · d5 black pawn · d4 white pawn · d3 white bishop · a2 white pawn · b2 white pawn · c2 white pawn · f2 white pawn · g2 white pawn · h2 white pawn · a1 white rook · b1 white knight · c1 white bishop · d1 white queen · e1 white king · g1 white knight · h1 white rook | a8 black rook · b8 black knight · c8 black bishop · d8 black queen · e8 black king · f8 black bishop · g8 black knight · h8 black rook · a7 black pawn · b7 black pawn · e7 black pawn · f7 black pawn · g7 black pawn · h7 black pawn · d5 black pawn · d4 white pawn · d3 white bishop · a2 white pawn · b2 white pawn · c2 white pawn · f2 white pawn · g2 white pawn · h2 white pawn · a1 white rook · b1 white knight · c1 white bishop · d1 white queen · e1 white king · g1 white knight · h1 white rook | a8 black rook · b8 black knight · c8 black bishop · d8 black queen · e8 black king · f8 black bishop · g8 black knight · h8 black rook · a7 black pawn · b7 black pawn · e7 black pawn · f7 black pawn · g7 black pawn · h7 black pawn · d5 black pawn · d4 white pawn · d3 white bishop · a2 white pawn · b2 white pawn · c2 white pawn · f2 white pawn · g2 white pawn · h2 white pawn · a1 white rook · b1 white knight · c1 white bishop · d1 white queen · e1 white king · g1 white knight · h1 white rook | a8 black rook · b8 black knight · c8 black bishop · d8 black queen · e8 black king · f8 black bishop · g8 black knight · h8 black rook · a7 black pawn · b7 black pawn · e7 black pawn · f7 black pawn · g7 black pawn · h7 black pawn · d5 black pawn · d4 white pawn · d3 white bishop · a2 white pawn · b2 white pawn · c2 white pawn · f2 white pawn · g2 white pawn · h2 white pawn · a1 white rook · b1 white knight · c1 white bishop · d1 white queen · e1 white king · g1 white knight · h1 white rook | a8 black rook · b8 black knight · c8 black bishop · d8 black queen · e8 black king · f8 black bishop · g8 black knight · h8 black rook · a7 black pawn · b7 black pawn · e7 black pawn · f7 black pawn · g7 black pawn · h7 black pawn · d5 black pawn · d4 white pawn · d3 white bishop · a2 white pawn · b2 white pawn · c2 white pawn · f2 white pawn · g2 white pawn · h2 white pawn · a1 white rook · b1 white knight · c1 white bishop · d1 white queen · e1 white king · g1 white knight · h1 white rook | a8 black rook · b8 black knight · c8 black bishop · d8 black queen · e8 black king · f8 black bishop · g8 black knight · h8 black rook · a7 black pawn · b7 black pawn · e7 black pawn · f7 black pawn · g7 black pawn · h7 black pawn · d5 black pawn · d4 white pawn · d3 white bishop · a2 white pawn · b2 white pawn · c2 white pawn · f2 white pawn · g2 white pawn · h2 white pawn · a1 white rook · b1 white knight · c1 white bishop · d1 white queen · e1 white king · g1 white knight · h1 white rook | 8 |
| 7 | a8 black rook · b8 black knight · c8 black bishop · d8 black queen · e8 black king · f8 black bishop · g8 black knight · h8 black rook · a7 black pawn · b7 black pawn · e7 black pawn · f7 black pawn · g7 black pawn · h7 black pawn · d5 black pawn · d4 white pawn · d3 white bishop · a2 white pawn · b2 white pawn · c2 white pawn · f2 white pawn · g2 white pawn · h2 white pawn · a1 white rook · b1 white knight · c1 white bishop · d1 white queen · e1 white king · g1 white knight · h1 white rook | a8 black rook · b8 black knight · c8 black bishop · d8 black queen · e8 black king · f8 black bishop · g8 black knight · h8 black rook · a7 black pawn · b7 black pawn · e7 black pawn · f7 black pawn · g7 black pawn · h7 black pawn · d5 black pawn · d4 white pawn · d3 white bishop · a2 white pawn · b2 white pawn · c2 white pawn · f2 white pawn · g2 white pawn · h2 white pawn · a1 white rook · b1 white knight · c1 white bishop · d1 white queen · e1 white king · g1 white knight · h1 white rook | a8 black rook · b8 black knight · c8 black bishop · d8 black queen · e8 black king · f8 black bishop · g8 black knight · h8 black rook · a7 black pawn · b7 black pawn · e7 black pawn · f7 black pawn · g7 black pawn · h7 black pawn · d5 black pawn · d4 white pawn · d3 white bishop · a2 white pawn · b2 white pawn · c2 white pawn · f2 white pawn · g2 white pawn · h2 white pawn · a1 white rook · b1 white knight · c1 white bishop · d1 white queen · e1 white king · g1 white knight · h1 white rook | a8 black rook · b8 black knight · c8 black bishop · d8 black queen · e8 black king · f8 black bishop · g8 black knight · h8 black rook · a7 black pawn · b7 black pawn · e7 black pawn · f7 black pawn · g7 black pawn · h7 black pawn · d5 black pawn · d4 white pawn · d3 white bishop · a2 white pawn · b2 white pawn · c2 white pawn · f2 white pawn · g2 white pawn · h2 white pawn · a1 white rook · b1 white knight · c1 white bishop · d1 white queen · e1 white king · g1 white knight · h1 white rook | a8 black rook · b8 black knight · c8 black bishop · d8 black queen · e8 black king · f8 black bishop · g8 black knight · h8 black rook · a7 black pawn · b7 black pawn · e7 black pawn · f7 black pawn · g7 black pawn · h7 black pawn · d5 black pawn · d4 white pawn · d3 white bishop · a2 white pawn · b2 white pawn · c2 white pawn · f2 white pawn · g2 white pawn · h2 white pawn · a1 white rook · b1 white knight · c1 white bishop · d1 white queen · e1 white king · g1 white knight · h1 white rook | a8 black rook · b8 black knight · c8 black bishop · d8 black queen · e8 black king · f8 black bishop · g8 black knight · h8 black rook · a7 black pawn · b7 black pawn · e7 black pawn · f7 black pawn · g7 black pawn · h7 black pawn · d5 black pawn · d4 white pawn · d3 white bishop · a2 white pawn · b2 white pawn · c2 white pawn · f2 white pawn · g2 white pawn · h2 white pawn · a1 white rook · b1 white knight · c1 white bishop · d1 white queen · e1 white king · g1 white knight · h1 white rook | a8 black rook · b8 black knight · c8 black bishop · d8 black queen · e8 black king · f8 black bishop · g8 black knight · h8 black rook · a7 black pawn · b7 black pawn · e7 black pawn · f7 black pawn · g7 black pawn · h7 black pawn · d5 black pawn · d4 white pawn · d3 white bishop · a2 white pawn · b2 white pawn · c2 white pawn · f2 white pawn · g2 white pawn · h2 white pawn · a1 white rook · b1 white knight · c1 white bishop · d1 white queen · e1 white king · g1 white knight · h1 white rook | a8 black rook · b8 black knight · c8 black bishop · d8 black queen · e8 black king · f8 black bishop · g8 black knight · h8 black rook · a7 black pawn · b7 black pawn · e7 black pawn · f7 black pawn · g7 black pawn · h7 black pawn · d5 black pawn · d4 white pawn · d3 white bishop · a2 white pawn · b2 white pawn · c2 white pawn · f2 white pawn · g2 white pawn · h2 white pawn · a1 white rook · b1 white knight · c1 white bishop · d1 white queen · e1 white king · g1 white knight · h1 white rook | 7 |
| 6 | a8 black rook · b8 black knight · c8 black bishop · d8 black queen · e8 black king · f8 black bishop · g8 black knight · h8 black rook · a7 black pawn · b7 black pawn · e7 black pawn · f7 black pawn · g7 black pawn · h7 black pawn · d5 black pawn · d4 white pawn · d3 white bishop · a2 white pawn · b2 white pawn · c2 white pawn · f2 white pawn · g2 white pawn · h2 white pawn · a1 white rook · b1 white knight · c1 white bishop · d1 white queen · e1 white king · g1 white knight · h1 white rook | a8 black rook · b8 black knight · c8 black bishop · d8 black queen · e8 black king · f8 black bishop · g8 black knight · h8 black rook · a7 black pawn · b7 black pawn · e7 black pawn · f7 black pawn · g7 black pawn · h7 black pawn · d5 black pawn · d4 white pawn · d3 white bishop · a2 white pawn · b2 white pawn · c2 white pawn · f2 white pawn · g2 white pawn · h2 white pawn · a1 white rook · b1 white knight · c1 white bishop · d1 white queen · e1 white king · g1 white knight · h1 white rook | a8 black rook · b8 black knight · c8 black bishop · d8 black queen · e8 black king · f8 black bishop · g8 black knight · h8 black rook · a7 black pawn · b7 black pawn · e7 black pawn · f7 black pawn · g7 black pawn · h7 black pawn · d5 black pawn · d4 white pawn · d3 white bishop · a2 white pawn · b2 white pawn · c2 white pawn · f2 white pawn · g2 white pawn · h2 white pawn · a1 white rook · b1 white knight · c1 white bishop · d1 white queen · e1 white king · g1 white knight · h1 white rook | a8 black rook · b8 black knight · c8 black bishop · d8 black queen · e8 black king · f8 black bishop · g8 black knight · h8 black rook · a7 black pawn · b7 black pawn · e7 black pawn · f7 black pawn · g7 black pawn · h7 black pawn · d5 black pawn · d4 white pawn · d3 white bishop · a2 white pawn · b2 white pawn · c2 white pawn · f2 white pawn · g2 white pawn · h2 white pawn · a1 white rook · b1 white knight · c1 white bishop · d1 white queen · e1 white king · g1 white knight · h1 white rook | a8 black rook · b8 black knight · c8 black bishop · d8 black queen · e8 black king · f8 black bishop · g8 black knight · h8 black rook · a7 black pawn · b7 black pawn · e7 black pawn · f7 black pawn · g7 black pawn · h7 black pawn · d5 black pawn · d4 white pawn · d3 white bishop · a2 white pawn · b2 white pawn · c2 white pawn · f2 white pawn · g2 white pawn · h2 white pawn · a1 white rook · b1 white knight · c1 white bishop · d1 white queen · e1 white king · g1 white knight · h1 white rook | a8 black rook · b8 black knight · c8 black bishop · d8 black queen · e8 black king · f8 black bishop · g8 black knight · h8 black rook · a7 black pawn · b7 black pawn · e7 black pawn · f7 black pawn · g7 black pawn · h7 black pawn · d5 black pawn · d4 white pawn · d3 white bishop · a2 white pawn · b2 white pawn · c2 white pawn · f2 white pawn · g2 white pawn · h2 white pawn · a1 white rook · b1 white knight · c1 white bishop · d1 white queen · e1 white king · g1 white knight · h1 white rook | a8 black rook · b8 black knight · c8 black bishop · d8 black queen · e8 black king · f8 black bishop · g8 black knight · h8 black rook · a7 black pawn · b7 black pawn · e7 black pawn · f7 black pawn · g7 black pawn · h7 black pawn · d5 black pawn · d4 white pawn · d3 white bishop · a2 white pawn · b2 white pawn · c2 white pawn · f2 white pawn · g2 white pawn · h2 white pawn · a1 white rook · b1 white knight · c1 white bishop · d1 white queen · e1 white king · g1 white knight · h1 white rook | a8 black rook · b8 black knight · c8 black bishop · d8 black queen · e8 black king · f8 black bishop · g8 black knight · h8 black rook · a7 black pawn · b7 black pawn · e7 black pawn · f7 black pawn · g7 black pawn · h7 black pawn · d5 black pawn · d4 white pawn · d3 white bishop · a2 white pawn · b2 white pawn · c2 white pawn · f2 white pawn · g2 white pawn · h2 white pawn · a1 white rook · b1 white knight · c1 white bishop · d1 white queen · e1 white king · g1 white knight · h1 white rook | 6 |
| 5 | a8 black rook · b8 black knight · c8 black bishop · d8 black queen · e8 black king · f8 black bishop · g8 black knight · h8 black rook · a7 black pawn · b7 black pawn · e7 black pawn · f7 black pawn · g7 black pawn · h7 black pawn · d5 black pawn · d4 white pawn · d3 white bishop · a2 white pawn · b2 white pawn · c2 white pawn · f2 white pawn · g2 white pawn · h2 white pawn · a1 white rook · b1 white knight · c1 white bishop · d1 white queen · e1 white king · g1 white knight · h1 white rook | a8 black rook · b8 black knight · c8 black bishop · d8 black queen · e8 black king · f8 black bishop · g8 black knight · h8 black rook · a7 black pawn · b7 black pawn · e7 black pawn · f7 black pawn · g7 black pawn · h7 black pawn · d5 black pawn · d4 white pawn · d3 white bishop · a2 white pawn · b2 white pawn · c2 white pawn · f2 white pawn · g2 white pawn · h2 white pawn · a1 white rook · b1 white knight · c1 white bishop · d1 white queen · e1 white king · g1 white knight · h1 white rook | a8 black rook · b8 black knight · c8 black bishop · d8 black queen · e8 black king · f8 black bishop · g8 black knight · h8 black rook · a7 black pawn · b7 black pawn · e7 black pawn · f7 black pawn · g7 black pawn · h7 black pawn · d5 black pawn · d4 white pawn · d3 white bishop · a2 white pawn · b2 white pawn · c2 white pawn · f2 white pawn · g2 white pawn · h2 white pawn · a1 white rook · b1 white knight · c1 white bishop · d1 white queen · e1 white king · g1 white knight · h1 white rook | a8 black rook · b8 black knight · c8 black bishop · d8 black queen · e8 black king · f8 black bishop · g8 black knight · h8 black rook · a7 black pawn · b7 black pawn · e7 black pawn · f7 black pawn · g7 black pawn · h7 black pawn · d5 black pawn · d4 white pawn · d3 white bishop · a2 white pawn · b2 white pawn · c2 white pawn · f2 white pawn · g2 white pawn · h2 white pawn · a1 white rook · b1 white knight · c1 white bishop · d1 white queen · e1 white king · g1 white knight · h1 white rook | a8 black rook · b8 black knight · c8 black bishop · d8 black queen · e8 black king · f8 black bishop · g8 black knight · h8 black rook · a7 black pawn · b7 black pawn · e7 black pawn · f7 black pawn · g7 black pawn · h7 black pawn · d5 black pawn · d4 white pawn · d3 white bishop · a2 white pawn · b2 white pawn · c2 white pawn · f2 white pawn · g2 white pawn · h2 white pawn · a1 white rook · b1 white knight · c1 white bishop · d1 white queen · e1 white king · g1 white knight · h1 white rook | a8 black rook · b8 black knight · c8 black bishop · d8 black queen · e8 black king · f8 black bishop · g8 black knight · h8 black rook · a7 black pawn · b7 black pawn · e7 black pawn · f7 black pawn · g7 black pawn · h7 black pawn · d5 black pawn · d4 white pawn · d3 white bishop · a2 white pawn · b2 white pawn · c2 white pawn · f2 white pawn · g2 white pawn · h2 white pawn · a1 white rook · b1 white knight · c1 white bishop · d1 white queen · e1 white king · g1 white knight · h1 white rook | a8 black rook · b8 black knight · c8 black bishop · d8 black queen · e8 black king · f8 black bishop · g8 black knight · h8 black rook · a7 black pawn · b7 black pawn · e7 black pawn · f7 black pawn · g7 black pawn · h7 black pawn · d5 black pawn · d4 white pawn · d3 white bishop · a2 white pawn · b2 white pawn · c2 white pawn · f2 white pawn · g2 white pawn · h2 white pawn · a1 white rook · b1 white knight · c1 white bishop · d1 white queen · e1 white king · g1 white knight · h1 white rook | a8 black rook · b8 black knight · c8 black bishop · d8 black queen · e8 black king · f8 black bishop · g8 black knight · h8 black rook · a7 black pawn · b7 black pawn · e7 black pawn · f7 black pawn · g7 black pawn · h7 black pawn · d5 black pawn · d4 white pawn · d3 white bishop · a2 white pawn · b2 white pawn · c2 white pawn · f2 white pawn · g2 white pawn · h2 white pawn · a1 white rook · b1 white knight · c1 white bishop · d1 white queen · e1 white king · g1 white knight · h1 white rook | 5 |
| 4 | a8 black rook · b8 black knight · c8 black bishop · d8 black queen · e8 black king · f8 black bishop · g8 black knight · h8 black rook · a7 black pawn · b7 black pawn · e7 black pawn · f7 black pawn · g7 black pawn · h7 black pawn · d5 black pawn · d4 white pawn · d3 white bishop · a2 white pawn · b2 white pawn · c2 white pawn · f2 white pawn · g2 white pawn · h2 white pawn · a1 white rook · b1 white knight · c1 white bishop · d1 white queen · e1 white king · g1 white knight · h1 white rook | a8 black rook · b8 black knight · c8 black bishop · d8 black queen · e8 black king · f8 black bishop · g8 black knight · h8 black rook · a7 black pawn · b7 black pawn · e7 black pawn · f7 black pawn · g7 black pawn · h7 black pawn · d5 black pawn · d4 white pawn · d3 white bishop · a2 white pawn · b2 white pawn · c2 white pawn · f2 white pawn · g2 white pawn · h2 white pawn · a1 white rook · b1 white knight · c1 white bishop · d1 white queen · e1 white king · g1 white knight · h1 white rook | a8 black rook · b8 black knight · c8 black bishop · d8 black queen · e8 black king · f8 black bishop · g8 black knight · h8 black rook · a7 black pawn · b7 black pawn · e7 black pawn · f7 black pawn · g7 black pawn · h7 black pawn · d5 black pawn · d4 white pawn · d3 white bishop · a2 white pawn · b2 white pawn · c2 white pawn · f2 white pawn · g2 white pawn · h2 white pawn · a1 white rook · b1 white knight · c1 white bishop · d1 white queen · e1 white king · g1 white knight · h1 white rook | a8 black rook · b8 black knight · c8 black bishop · d8 black queen · e8 black king · f8 black bishop · g8 black knight · h8 black rook · a7 black pawn · b7 black pawn · e7 black pawn · f7 black pawn · g7 black pawn · h7 black pawn · d5 black pawn · d4 white pawn · d3 white bishop · a2 white pawn · b2 white pawn · c2 white pawn · f2 white pawn · g2 white pawn · h2 white pawn · a1 white rook · b1 white knight · c1 white bishop · d1 white queen · e1 white king · g1 white knight · h1 white rook | a8 black rook · b8 black knight · c8 black bishop · d8 black queen · e8 black king · f8 black bishop · g8 black knight · h8 black rook · a7 black pawn · b7 black pawn · e7 black pawn · f7 black pawn · g7 black pawn · h7 black pawn · d5 black pawn · d4 white pawn · d3 white bishop · a2 white pawn · b2 white pawn · c2 white pawn · f2 white pawn · g2 white pawn · h2 white pawn · a1 white rook · b1 white knight · c1 white bishop · d1 white queen · e1 white king · g1 white knight · h1 white rook | a8 black rook · b8 black knight · c8 black bishop · d8 black queen · e8 black king · f8 black bishop · g8 black knight · h8 black rook · a7 black pawn · b7 black pawn · e7 black pawn · f7 black pawn · g7 black pawn · h7 black pawn · d5 black pawn · d4 white pawn · d3 white bishop · a2 white pawn · b2 white pawn · c2 white pawn · f2 white pawn · g2 white pawn · h2 white pawn · a1 white rook · b1 white knight · c1 white bishop · d1 white queen · e1 white king · g1 white knight · h1 white rook | a8 black rook · b8 black knight · c8 black bishop · d8 black queen · e8 black king · f8 black bishop · g8 black knight · h8 black rook · a7 black pawn · b7 black pawn · e7 black pawn · f7 black pawn · g7 black pawn · h7 black pawn · d5 black pawn · d4 white pawn · d3 white bishop · a2 white pawn · b2 white pawn · c2 white pawn · f2 white pawn · g2 white pawn · h2 white pawn · a1 white rook · b1 white knight · c1 white bishop · d1 white queen · e1 white king · g1 white knight · h1 white rook | a8 black rook · b8 black knight · c8 black bishop · d8 black queen · e8 black king · f8 black bishop · g8 black knight · h8 black rook · a7 black pawn · b7 black pawn · e7 black pawn · f7 black pawn · g7 black pawn · h7 black pawn · d5 black pawn · d4 white pawn · d3 white bishop · a2 white pawn · b2 white pawn · c2 white pawn · f2 white pawn · g2 white pawn · h2 white pawn · a1 white rook · b1 white knight · c1 white bishop · d1 white queen · e1 white king · g1 white knight · h1 white rook | 4 |
| 3 | a8 black rook · b8 black knight · c8 black bishop · d8 black queen · e8 black king · f8 black bishop · g8 black knight · h8 black rook · a7 black pawn · b7 black pawn · e7 black pawn · f7 black pawn · g7 black pawn · h7 black pawn · d5 black pawn · d4 white pawn · d3 white bishop · a2 white pawn · b2 white pawn · c2 white pawn · f2 white pawn · g2 white pawn · h2 white pawn · a1 white rook · b1 white knight · c1 white bishop · d1 white queen · e1 white king · g1 white knight · h1 white rook | a8 black rook · b8 black knight · c8 black bishop · d8 black queen · e8 black king · f8 black bishop · g8 black knight · h8 black rook · a7 black pawn · b7 black pawn · e7 black pawn · f7 black pawn · g7 black pawn · h7 black pawn · d5 black pawn · d4 white pawn · d3 white bishop · a2 white pawn · b2 white pawn · c2 white pawn · f2 white pawn · g2 white pawn · h2 white pawn · a1 white rook · b1 white knight · c1 white bishop · d1 white queen · e1 white king · g1 white knight · h1 white rook | a8 black rook · b8 black knight · c8 black bishop · d8 black queen · e8 black king · f8 black bishop · g8 black knight · h8 black rook · a7 black pawn · b7 black pawn · e7 black pawn · f7 black pawn · g7 black pawn · h7 black pawn · d5 black pawn · d4 white pawn · d3 white bishop · a2 white pawn · b2 white pawn · c2 white pawn · f2 white pawn · g2 white pawn · h2 white pawn · a1 white rook · b1 white knight · c1 white bishop · d1 white queen · e1 white king · g1 white knight · h1 white rook | a8 black rook · b8 black knight · c8 black bishop · d8 black queen · e8 black king · f8 black bishop · g8 black knight · h8 black rook · a7 black pawn · b7 black pawn · e7 black pawn · f7 black pawn · g7 black pawn · h7 black pawn · d5 black pawn · d4 white pawn · d3 white bishop · a2 white pawn · b2 white pawn · c2 white pawn · f2 white pawn · g2 white pawn · h2 white pawn · a1 white rook · b1 white knight · c1 white bishop · d1 white queen · e1 white king · g1 white knight · h1 white rook | a8 black rook · b8 black knight · c8 black bishop · d8 black queen · e8 black king · f8 black bishop · g8 black knight · h8 black rook · a7 black pawn · b7 black pawn · e7 black pawn · f7 black pawn · g7 black pawn · h7 black pawn · d5 black pawn · d4 white pawn · d3 white bishop · a2 white pawn · b2 white pawn · c2 white pawn · f2 white pawn · g2 white pawn · h2 white pawn · a1 white rook · b1 white knight · c1 white bishop · d1 white queen · e1 white king · g1 white knight · h1 white rook | a8 black rook · b8 black knight · c8 black bishop · d8 black queen · e8 black king · f8 black bishop · g8 black knight · h8 black rook · a7 black pawn · b7 black pawn · e7 black pawn · f7 black pawn · g7 black pawn · h7 black pawn · d5 black pawn · d4 white pawn · d3 white bishop · a2 white pawn · b2 white pawn · c2 white pawn · f2 white pawn · g2 white pawn · h2 white pawn · a1 white rook · b1 white knight · c1 white bishop · d1 white queen · e1 white king · g1 white knight · h1 white rook | a8 black rook · b8 black knight · c8 black bishop · d8 black queen · e8 black king · f8 black bishop · g8 black knight · h8 black rook · a7 black pawn · b7 black pawn · e7 black pawn · f7 black pawn · g7 black pawn · h7 black pawn · d5 black pawn · d4 white pawn · d3 white bishop · a2 white pawn · b2 white pawn · c2 white pawn · f2 white pawn · g2 white pawn · h2 white pawn · a1 white rook · b1 white knight · c1 white bishop · d1 white queen · e1 white king · g1 white knight · h1 white rook | a8 black rook · b8 black knight · c8 black bishop · d8 black queen · e8 black king · f8 black bishop · g8 black knight · h8 black rook · a7 black pawn · b7 black pawn · e7 black pawn · f7 black pawn · g7 black pawn · h7 black pawn · d5 black pawn · d4 white pawn · d3 white bishop · a2 white pawn · b2 white pawn · c2 white pawn · f2 white pawn · g2 white pawn · h2 white pawn · a1 white rook · b1 white knight · c1 white bishop · d1 white queen · e1 white king · g1 white knight · h1 white rook | 3 |
| 2 | a8 black rook · b8 black knight · c8 black bishop · d8 black queen · e8 black king · f8 black bishop · g8 black knight · h8 black rook · a7 black pawn · b7 black pawn · e7 black pawn · f7 black pawn · g7 black pawn · h7 black pawn · d5 black pawn · d4 white pawn · d3 white bishop · a2 white pawn · b2 white pawn · c2 white pawn · f2 white pawn · g2 white pawn · h2 white pawn · a1 white rook · b1 white knight · c1 white bishop · d1 white queen · e1 white king · g1 white knight · h1 white rook | a8 black rook · b8 black knight · c8 black bishop · d8 black queen · e8 black king · f8 black bishop · g8 black knight · h8 black rook · a7 black pawn · b7 black pawn · e7 black pawn · f7 black pawn · g7 black pawn · h7 black pawn · d5 black pawn · d4 white pawn · d3 white bishop · a2 white pawn · b2 white pawn · c2 white pawn · f2 white pawn · g2 white pawn · h2 white pawn · a1 white rook · b1 white knight · c1 white bishop · d1 white queen · e1 white king · g1 white knight · h1 white rook | a8 black rook · b8 black knight · c8 black bishop · d8 black queen · e8 black king · f8 black bishop · g8 black knight · h8 black rook · a7 black pawn · b7 black pawn · e7 black pawn · f7 black pawn · g7 black pawn · h7 black pawn · d5 black pawn · d4 white pawn · d3 white bishop · a2 white pawn · b2 white pawn · c2 white pawn · f2 white pawn · g2 white pawn · h2 white pawn · a1 white rook · b1 white knight · c1 white bishop · d1 white queen · e1 white king · g1 white knight · h1 white rook | a8 black rook · b8 black knight · c8 black bishop · d8 black queen · e8 black king · f8 black bishop · g8 black knight · h8 black rook · a7 black pawn · b7 black pawn · e7 black pawn · f7 black pawn · g7 black pawn · h7 black pawn · d5 black pawn · d4 white pawn · d3 white bishop · a2 white pawn · b2 white pawn · c2 white pawn · f2 white pawn · g2 white pawn · h2 white pawn · a1 white rook · b1 white knight · c1 white bishop · d1 white queen · e1 white king · g1 white knight · h1 white rook | a8 black rook · b8 black knight · c8 black bishop · d8 black queen · e8 black king · f8 black bishop · g8 black knight · h8 black rook · a7 black pawn · b7 black pawn · e7 black pawn · f7 black pawn · g7 black pawn · h7 black pawn · d5 black pawn · d4 white pawn · d3 white bishop · a2 white pawn · b2 white pawn · c2 white pawn · f2 white pawn · g2 white pawn · h2 white pawn · a1 white rook · b1 white knight · c1 white bishop · d1 white queen · e1 white king · g1 white knight · h1 white rook | a8 black rook · b8 black knight · c8 black bishop · d8 black queen · e8 black king · f8 black bishop · g8 black knight · h8 black rook · a7 black pawn · b7 black pawn · e7 black pawn · f7 black pawn · g7 black pawn · h7 black pawn · d5 black pawn · d4 white pawn · d3 white bishop · a2 white pawn · b2 white pawn · c2 white pawn · f2 white pawn · g2 white pawn · h2 white pawn · a1 white rook · b1 white knight · c1 white bishop · d1 white queen · e1 white king · g1 white knight · h1 white rook | a8 black rook · b8 black knight · c8 black bishop · d8 black queen · e8 black king · f8 black bishop · g8 black knight · h8 black rook · a7 black pawn · b7 black pawn · e7 black pawn · f7 black pawn · g7 black pawn · h7 black pawn · d5 black pawn · d4 white pawn · d3 white bishop · a2 white pawn · b2 white pawn · c2 white pawn · f2 white pawn · g2 white pawn · h2 white pawn · a1 white rook · b1 white knight · c1 white bishop · d1 white queen · e1 white king · g1 white knight · h1 white rook | a8 black rook · b8 black knight · c8 black bishop · d8 black queen · e8 black king · f8 black bishop · g8 black knight · h8 black rook · a7 black pawn · b7 black pawn · e7 black pawn · f7 black pawn · g7 black pawn · h7 black pawn · d5 black pawn · d4 white pawn · d3 white bishop · a2 white pawn · b2 white pawn · c2 white pawn · f2 white pawn · g2 white pawn · h2 white pawn · a1 white rook · b1 white knight · c1 white bishop · d1 white queen · e1 white king · g1 white knight · h1 white rook | 2 |
| 1 | a8 black rook · b8 black knight · c8 black bishop · d8 black queen · e8 black king · f8 black bishop · g8 black knight · h8 black rook · a7 black pawn · b7 black pawn · e7 black pawn · f7 black pawn · g7 black pawn · h7 black pawn · d5 black pawn · d4 white pawn · d3 white bishop · a2 white pawn · b2 white pawn · c2 white pawn · f2 white pawn · g2 white pawn · h2 white pawn · a1 white rook · b1 white knight · c1 white bishop · d1 white queen · e1 white king · g1 white knight · h1 white rook | a8 black rook · b8 black knight · c8 black bishop · d8 black queen · e8 black king · f8 black bishop · g8 black knight · h8 black rook · a7 black pawn · b7 black pawn · e7 black pawn · f7 black pawn · g7 black pawn · h7 black pawn · d5 black pawn · d4 white pawn · d3 white bishop · a2 white pawn · b2 white pawn · c2 white pawn · f2 white pawn · g2 white pawn · h2 white pawn · a1 white rook · b1 white knight · c1 white bishop · d1 white queen · e1 white king · g1 white knight · h1 white rook | a8 black rook · b8 black knight · c8 black bishop · d8 black queen · e8 black king · f8 black bishop · g8 black knight · h8 black rook · a7 black pawn · b7 black pawn · e7 black pawn · f7 black pawn · g7 black pawn · h7 black pawn · d5 black pawn · d4 white pawn · d3 white bishop · a2 white pawn · b2 white pawn · c2 white pawn · f2 white pawn · g2 white pawn · h2 white pawn · a1 white rook · b1 white knight · c1 white bishop · d1 white queen · e1 white king · g1 white knight · h1 white rook | a8 black rook · b8 black knight · c8 black bishop · d8 black queen · e8 black king · f8 black bishop · g8 black knight · h8 black rook · a7 black pawn · b7 black pawn · e7 black pawn · f7 black pawn · g7 black pawn · h7 black pawn · d5 black pawn · d4 white pawn · d3 white bishop · a2 white pawn · b2 white pawn · c2 white pawn · f2 white pawn · g2 white pawn · h2 white pawn · a1 white rook · b1 white knight · c1 white bishop · d1 white queen · e1 white king · g1 white knight · h1 white rook | a8 black rook · b8 black knight · c8 black bishop · d8 black queen · e8 black king · f8 black bishop · g8 black knight · h8 black rook · a7 black pawn · b7 black pawn · e7 black pawn · f7 black pawn · g7 black pawn · h7 black pawn · d5 black pawn · d4 white pawn · d3 white bishop · a2 white pawn · b2 white pawn · c2 white pawn · f2 white pawn · g2 white pawn · h2 white pawn · a1 white rook · b1 white knight · c1 white bishop · d1 white queen · e1 white king · g1 white knight · h1 white rook | a8 black rook · b8 black knight · c8 black bishop · d8 black queen · e8 black king · f8 black bishop · g8 black knight · h8 black rook · a7 black pawn · b7 black pawn · e7 black pawn · f7 black pawn · g7 black pawn · h7 black pawn · d5 black pawn · d4 white pawn · d3 white bishop · a2 white pawn · b2 white pawn · c2 white pawn · f2 white pawn · g2 white pawn · h2 white pawn · a1 white rook · b1 white knight · c1 white bishop · d1 white queen · e1 white king · g1 white knight · h1 white rook | a8 black rook · b8 black knight · c8 black bishop · d8 black queen · e8 black king · f8 black bishop · g8 black knight · h8 black rook · a7 black pawn · b7 black pawn · e7 black pawn · f7 black pawn · g7 black pawn · h7 black pawn · d5 black pawn · d4 white pawn · d3 white bishop · a2 white pawn · b2 white pawn · c2 white pawn · f2 white pawn · g2 white pawn · h2 white pawn · a1 white rook · b1 white knight · c1 white bishop · d1 white queen · e1 white king · g1 white knight · h1 white rook | a8 black rook · b8 black knight · c8 black bishop · d8 black queen · e8 black king · f8 black bishop · g8 black knight · h8 black rook · a7 black pawn · b7 black pawn · e7 black pawn · f7 black pawn · g7 black pawn · h7 black pawn · d5 black pawn · d4 white pawn · d3 white bishop · a2 white pawn · b2 white pawn · c2 white pawn · f2 white pawn · g2 white pawn · h2 white pawn · a1 white rook · b1 white knight · c1 white bishop · d1 white queen · e1 white king · g1 white knight · h1 white rook | 1 |
|   | a | b | c | d | e | f | g | h |   |

### Biến thể đổi tốt
Biến thể tiến tốt bắt đầu với các nước đi:1.e4 c6 2.d4 d5 3.exd5 cxd5.
Biến thể đổi tốt bắt đầu bằng 4.Bd3 (để ngăn chặn ... Bf5 trong khi vẫn đang phát triển) 4 ... Nc6 5.c3 Nf6 6.Bf4 Bg4 7.Qb3. Biến thể này được coi là cung cấp cho Trắng một ván cờ tốt hơn một chút, và đã được chơi bởi Bobby Fischer. Một số ý tưởng chiến lược tương tự với Gambit Hậu bị Từ chối ngược, (1.d4 d5 2.c4 e6 3.Nc3 Nf6 4.cxd5 exd5).

### Biến thể fantasty
Biến thể fantasty, trước đây được gọi là biến thể Tartakower hoặc Maroçzy, 1.e4 c6 2.d4 d5 3.f3, hơi giống Blackmar – Diemer Gambit. 3 ... e6 có lẽ là phản ứng tốt nhất, chuẩn bị khai thác các ô đen qua ... c5, mặc dù 3 .... g6 đã được Yasser Seirawan thử. GM Lars Schandorff và GM Sam Shankland đều thích 3 ... dxe4 4.fxe4 e5 5.Nf3 Bg4 6.Bc4 Nd7 7.0-0 Ngf6 8.c3 Bd6 với lối chơi sắc bén và hai lưỡi, mặc dù lý thuyết gần đây cho rằng 7. c3! là quan trọng hơn, mang lại lợi thế nhỏ cho Trắng. Gọi là 'Twisted Fantasy Variation' này nhằm mục đích khai thác điểm yếu của Trắng trên đường chéo a7 – g1, một ý tưởng tương tự như 3 ... Qb6, một biến thể được Baadur Jobava hơi. Liên quan đến Biến thể Fantasty là các gambits 1.e4 c6 2.d4 d5 3.Nc3 dxe4 4.f3, do Sir Stuart Milner-Barry tạo ra và 1.e4 c6 2.d4 d5 3.Nc3 dxe4 4.Bc4 Nf6 5 .f3 (von Hennig).